# الولايات المتحدة
الوِلَايَات المُتَّحِدَة الأَمرِيكِيَّة (2) واختصارًا أمريكا (بالإنجليزية: United States of America)، هِي جُمهُورِيّة دُستُورِيّة اِتِّحادِيّة(1) تضمُّ خمسِين وِلاية ومِنطقة العاصِمة الاتّحادية. تقع مُعظم البِلادِ في وسط أَمريكا الشمالِيَّة، حيثُ تقع 48 وِلاية، ووَاشِنطُن العاصِمة بين المُحِيطُ الهادِئ، والمُحِيطُ الأطلسي، وتحُدُّها كندا شمالًا والمَكْسِيك جنُوبًا. تقع وِلاية أَلاسْكا في الشّمال الغربِيّ من القارّة، وتحُدُّها كندا شرقًا ورُوسيَا غربًا عبَر مَضِيق بيِرينغ، أما وِلاية هاواي، التي تُعد أرْخَبيلًا فتقع في مُنتصف المُحِيطُ الهادِئ، كما تضُمُّ الدّولة عددًا من اَلأَراضِي والجُزُرِ في الكارِيبِي والمُحِيطُ الهادِئ.
تَأتِي الوِلايات المُتّحِدَة في المَركز الثّالِث من حيث المِساحة (3.79 مَليون مِيل مُربّع أو 9.83 مَليون كم²)، وتحتلّ المَرْتبَة الثّالِثة من حيث عَدّد السُكّان (307 مَليون نَسَمة). وتتميَّز الوِلايات المُتّحِدَة بِأَنّها وَاحِدَة من أَكثر دُوَلِ العالَم تنوُّعًا من حيث العِرق والثَّقافة، وجَاء ذَلك نَتِيجة الهِجرة الكَبِيرة إِليها من بُلدانٌ مُختلفة. يُعتبَرُ الاقتِصَاد اَلْأَمرِيكِيّ أكبَر اِقْتِصَاد وطَنِيّ في العالَم، حيث يُقدَّرُ إِجمالِيّ الناتِج المحلَّي لِعام 2020 بــ20.3 تِرِيلِيُون دُولَار أَمرِيكِيّ (15.93% من المَجمُوع العالمِيّ لعام 2019).
اِستوطنت المِنطَقة الجُغرافِيّة التي تُشكل حالياًّ الوِلاَيات المُتّحِدَة الأمِيرْكِيّة من قِبَل البشر لأوّل مرّة في أواخِرُ العَصْر الجلَيدِيّ الأخير أو بعده بفَترة قصيرة، بعد أن عبرت قبائِل تنتمي إلى العُنصُر المُغُولِيّ، أو الأصفر، مَضِيق بيِرينغ من شَمَال آسيَا عبَر أَلاسْكا واِتّجَهت جنُوبًا بحثًا عن أسباب الحَياة، وقد شكّل هؤلاء أسلاف الأمريكيين الأصليين. أما الاستعمار الأوروبي الحديث فبدأ أولًا مع الإسبان، ثم انتقل إلى الإنجليز، الذين بدأوا يفكرون باستعمار المناطق التي تشكل اليوم الساحل الشرقي للولايات المتحدة في عهد الملكة إليزابيث الأولى، الذي شغل طيلة النصف الثاني من القرن السادس عشر، وخاصة بعد تدمير الأسطول الإسباني الجبّار سنة 1588.
تأسست البلاد عن طريق ثلاثة عشرَ مُستعمرة بريطانية على طول ساحل المحيط الأطلسي، كانت أولها مستعمرة «فرجينيا» الإنجليزية، التي أطلق عليها مكتشفها، السير والتر رالي هذا الاسم تيمنًا بالملكة العذراء إليزابيث. ازدادت وتيرة الاستيطان الإنجليزي على الساحل الشرقي بعد ظهور شركات هدفت إلى تشجيع حركة الاستيطان في أراضي ما وراء البحار، التي لاقت رواجًا من الناس بسبب الأزمات الاقتصادية والبطالة والاضطهاد الديني. تأسست مدينة جيمستاون سنة 1607 في أراضي فرجينيا، فكانت أوّل استيطان إنجليزي ناجح في أراضي الولايات المتحدة المستقبلية. تلى ذلك تأسيس مستعمرات أخرى هي: نيوهامشير، وماساتشوستس، وكونتيكت، ورود آيلاند، ومريلاند، وكارولينا الجنوبية، وكارولينا الشمالية، ونيويورك، ونيوجيرسي، وديلاوير، وبنسلفانيا. وكان أبناء هذه المستعمرات يشتغلون بالزراعة والتحطيب والتعدين والتجارة وتربية المواشي، وقد تشكّل سكانها من خليط إنجليزي وأوروبي بسبب تدفق المهاجرين الأوروبيين الآخرين إليها. أصدرت هذه المستعمرات إعلان الاستقلال في الرابع من يوليو عام 1776، والذي أقر باستقلالهم عن بريطانيا العظمى وتشكيل حكومة اتحادية. هزمت الولايات المتمردة بريطانيا العظمى في الحرب الثورية الأمريكية، وهي أول حرب استعمارية ناجحة تحصل على الاستقلال. اعتمدت اتفاقية فيلادلفيا الدستور الأميركي الحالي في السابع عشر من سبتمبر عام 1787؛ وتم التصديق عليه في العام التالي مما جعل تلك الولايات جزءًا من جمهورية واحدة لها حكومة مركزية قوية. كما تم التصديق على وثيقة الحقوق في عام 1791، وتضم عشرة تعديلات دستورية لتضمن الكثير من الحقوق المدنية الأساسية والحريات.
في القرن التاسع عشر، حصلت الولايات المتحدة على أراض من فرنسا، وإسبانيا، والمملكة المتحدة، والمكسيك، وروسيا، كما ضمت إليها جمهورية تكساس وهاواي. أدت النزاعات بين منطقة الجنوب الزراعية ومنطقة الشمال الصناعية حول حقوق الولايات والتوسع في تجارة الرقيق إلى نشوب الحرب الأهلية الأمريكية في ستينات القرن التاسع عشر. منع انتصار المنطقة الشمالية حدوث انقسام في البلاد، ما أدى إلى نهاية العبودية القانونية في الولايات المتحدة. أصبح الاقتصاد الوطني أضخم اقتصاد في العالم بحلول عام 1870. وأكدت الحرب الأمريكية الإسبانية والحرب العالمية الأولى على القوة العسكرية للبلاد. وفي عام 1945، خرجت الولايات المتحدة من الحرب العالمية الثانية لتكون أول دولة تمتلك أسلحة نووية، وعضوًا دائمًا في مجلس الأمن التابع للأمم المتحدة، وعضوًا مؤسسًا في منظمة حلف شمال الأطلسي. كما أصبحت الولايات المتحدة القوى العظمى الوحيدة في العالم بعد انتهاء الحرب الباردة وتفكك الاتحاد السوفيتي. يبلغ مقدار ما تنفقه الولايات المتحدة على القوات الأمريكية حوالي 50 في المائة من الإنفاق العسكري العالمي، كما تعد قوة اقتصادية وسياسية وثقافية عالمية.

## أصل التسمية
في عام 1507، رسم رسام الخرائط الألماني مارتن فالدسميلر خريطة للعالم حيث أطلق على الأراضي التي تقع في نصف الكرة الغربي اسم "أمريكا" متبعًا المستكشف ورسام الخرائط الإيطالي أميريكو فسبوتشي. وكانت المستعمرات البريطانية السابقة أول من استخدم الاسم الحديث في إعلان الاستقلال، وهو «الإعلان الجماعي للولايات المتحدة الأمريكية الثلاث عشرة» والذي اعتمده «ممثلو الولايات المتحدة الأمريكية» في الرابع من يوليو عام 1776. وتمت صياغة الاسم الحالي في شكله النهائي في الخامس عشر من شهر نوفمبر عام 1777، عندما اعتمد المؤتمر القاري الثاني مواد الاتحاد الكونفدرالي، حيث تنص المادة الأولى على أنه «يجب أن يكون الاسم 'الولايات المتحدة الأمريكية'». كما اعتمدت الصيغة القصيرة الولايات المتحدة. بالإضافة إلى صيغ أخرى مثل .U.S، وUSA، وأمريكا. فضلًا على بعض المصطلحات العامية مثل U.S. of A، والولايات. اشتق الاسم كولومبيا، وهو من الأسماء المشهورة للولايات المتحدة، من اسم كريستوفر كولومبس. ويظهر هذا الاسم من خلال «مقاطعة كولومبيا».
يشار إلى مواطني الولايات المتحدة باسم الأمريكيين. على الرغم من أن مصطلح الولايات المتحدة هو الصفة الرسمية، تعتبر المصطلحات «الأمريكي» و".U.S" أكثر الصفات استخدامًا للإشارة إلى هذا البلد. نادرًا ما تستخدم كلمة الأمريكي في اللغة الإنجليزية للإشارة إلى أشخاص غير تابعين للولايات المتحدة.
يتم التعامل مع عبارة "The United States" باعتبارها جمعًا، بما في ذلك التعديل الثالث عشر لدستور الولايات المتحدة، والذي صُدق عليه في عام 1865. وأصبح يمكن التعامل مع العبارة باعتبارها مفردًا بعد انتهاء الحرب الأهلية. وبالتالي، أصبح التعامل مع العبارة باعتبارها مفردًا هو السائد؛ ولا تستخدم صيغة الجمع إلا في: "These United States" بمعنى تلك الولايات المتحدة.

## التاريخ

### السكان الأصليون والمستوطنون الأوروبيون
هاجرت الشعوب الأصلية للولايات المتحدة بما فيهم سكان ألاسكا من آسيا. بدأت الهجرة منذ 12,000 أو 40,000 سنة مضت. طورت بعض الثقافات، مثل ثقافة الميسيسبي قبل كولومبس أساليب للزراعة والمباني الضخمة ومجتمعات على مستوى دول. مات الكثير من السكان الأصليين للأمريكيتين بعد أن بدأ الأوروبيون بالاستقرار في أمريكا بسبب الأوبئة التي جاءت مع الأوروبيين مثل مرض الجدري.

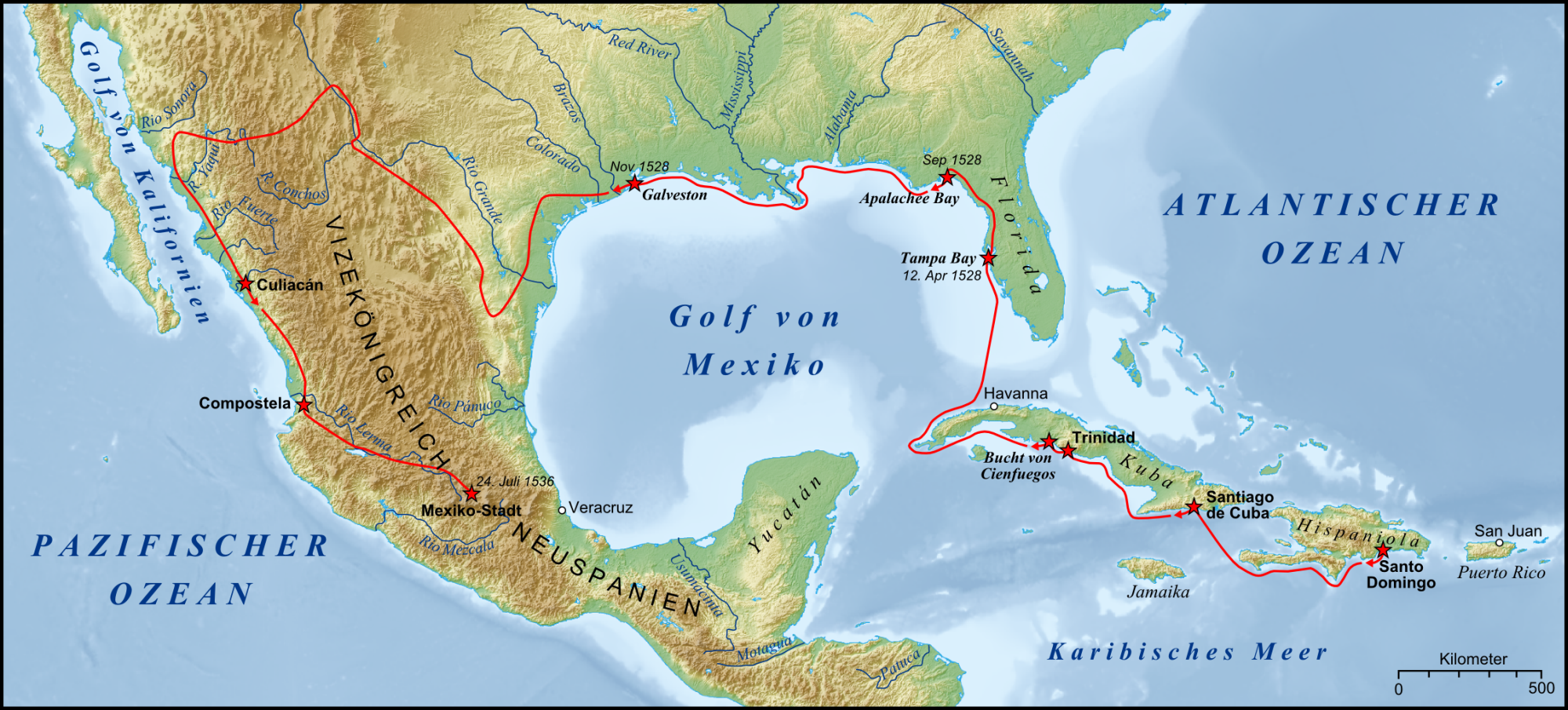
كان مصطفى الزموري أول شخص من غير السكان الأصليين يزور أراضي البويبلو.

في عام 1492، وصل المستكشف الإيطالي كريستوفر كولومبس بموجب عقد مع الملكية الأسبانية إلى العديد من جزر البحر الكاريبي، والذي يعد أول اتصال مع السكان الأصليين. في اليوم الثاني من شهر أبريل عام 1513، وصل الكونكيستدور الأسباني خوان بونسي دي ليون إلى ما دعاه حينها «لا فلوريدا» وهو أول وصول أوروبي موثق لما أطلق عليه لاحقاً الولايات المتحدة. تبعت المستوطنات الإسبانية في المنطقة مستوطنات أخرى في جنوب غرب الولايات المتحدة، والتي دفعت بالآلاف نحو المكسيك. أقام تجار الفراء الفرنسيون نقاطاً تجارية تابعة لفرنسا الجديدة حول منطقة البحيرات العظمى؛ كما سيطرت فرنسا على الكثير من المناطق الداخلية في أمريكا الشمالية وصولاً إلى خليج المكسيك. تعد مستعمرة فرجينيا أول استيطان إنجليزي ناجح في جيمستاون في عام 1607، بالإضافة إلى مستعمرة بلايموث في عام 1620. أسفر استئجار مستعمرة خليج ماساشوستس في عام 1628 إلى موجات من الهجرة، وفي عام 1634، استوطن نحو 10,000 من البيوريتانيين نيو إنجلاند. بين أواخر عام 1610 والثورة الأميركية، تم شحن حوالي 50,000 من المساجين إلى المستعمرات البريطانية الأمريكية. ابتداء من عام 1614، استقر الهولنديون على ضفاف نهر هدسون بما في ذلك نيو أمستردام التي تقع في جزيرة مانهاتن.

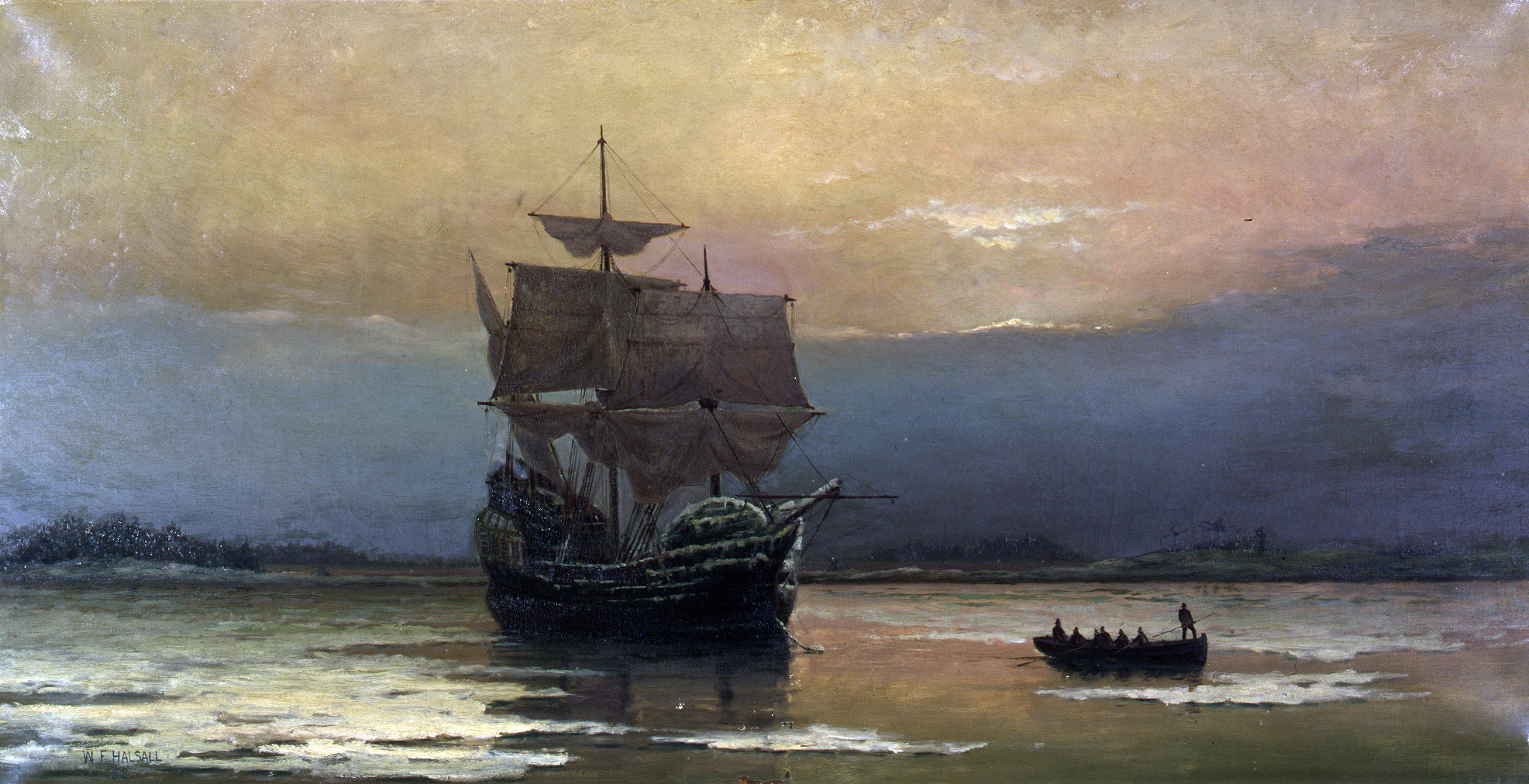
مركب زهرة مايو ينقل الحجاج إلى العالم الجديد في عام 1620، بريشة وليام هالسالز عام 1882.

في عام 1674، تنازل الهولنديون عن ممتلكاتهم الأمريكية لإنجلترا؛ وسميت مقاطعة هولندا الجديدة باسم نيويورك. كما تم التعاقد مع الكثير من المهاجرين الجدد، وخاصة المهاجرين منهم إلى الجنوب، ليعملوا كخدم وهو ما مثل نحو ثلثي المهاجرين إلى ولاية فرجينيا بين عامي 1630 و1680. مع دخول القرن الثامن عشر، أصبح العبيد الأفارقة المصدر الرئيسي للقوة العاملة. وبعد تقسيم مستعمرة كارولينا في عام 1729، واستعمار جورجيا في عام 1732، تأسست المستعمرات البريطانية الثلاثة عشر والتي ستصبح لاحقاً نواة الولايات المتحدة. ضمت جميعها حكومات محلية حرة منتخبة ومتاحة لجميع الرجال الأحرار، وذلك بسبب تزايد الإعجاب بالحقوق التقليدية للرجل الإنكليزي والشعور بالحكم الذاتي الذي يدعم النزعة بنظام جمهوري. كما عملت جميعها على تشريع تجارة العبيد الأفارقة. زادت الكثافة السكانية للمستعمرات كثيرًا بسبب ارتفاع معدلات المواليد وانخفاض معدلات الوفيات والهجرة المنتظمة. أشعلت الصحوة المسيحية التي ظهرت بين 1730 و1740، والمعروفة باسم الصحوة الكبرى الأولى، اهتمام الناس بالدين والحرية الدينية. خلال الحرب الهندية والفرنسية، استولت القوات البريطانية على كندا من فرنسا، ومع ذلك ظل السكان الناطقون بالفرنسية معزولين سياسياً عن المستعمرات الجنوبية. باستثناء الأمريكيين الأصليين (والمعروفين باسم «الهنود الحمر») الذين أصبحوا مشردين، وصل عدد السكان في المستعمرات الثلاثة عشر إلى 2.6 مليون نسمة في عام 1770، مثل البريطانيون ثلث هذا العدد، بينما الأمريكيون السود خمس السكان. لم يكن للمستعمرين الأمريكيين تمثيل في برلمان بريطانيا العظمى، على الرغم من أنهم كانوا يدفعون الضرائب البريطانية.

### الاستقلال والتوسع

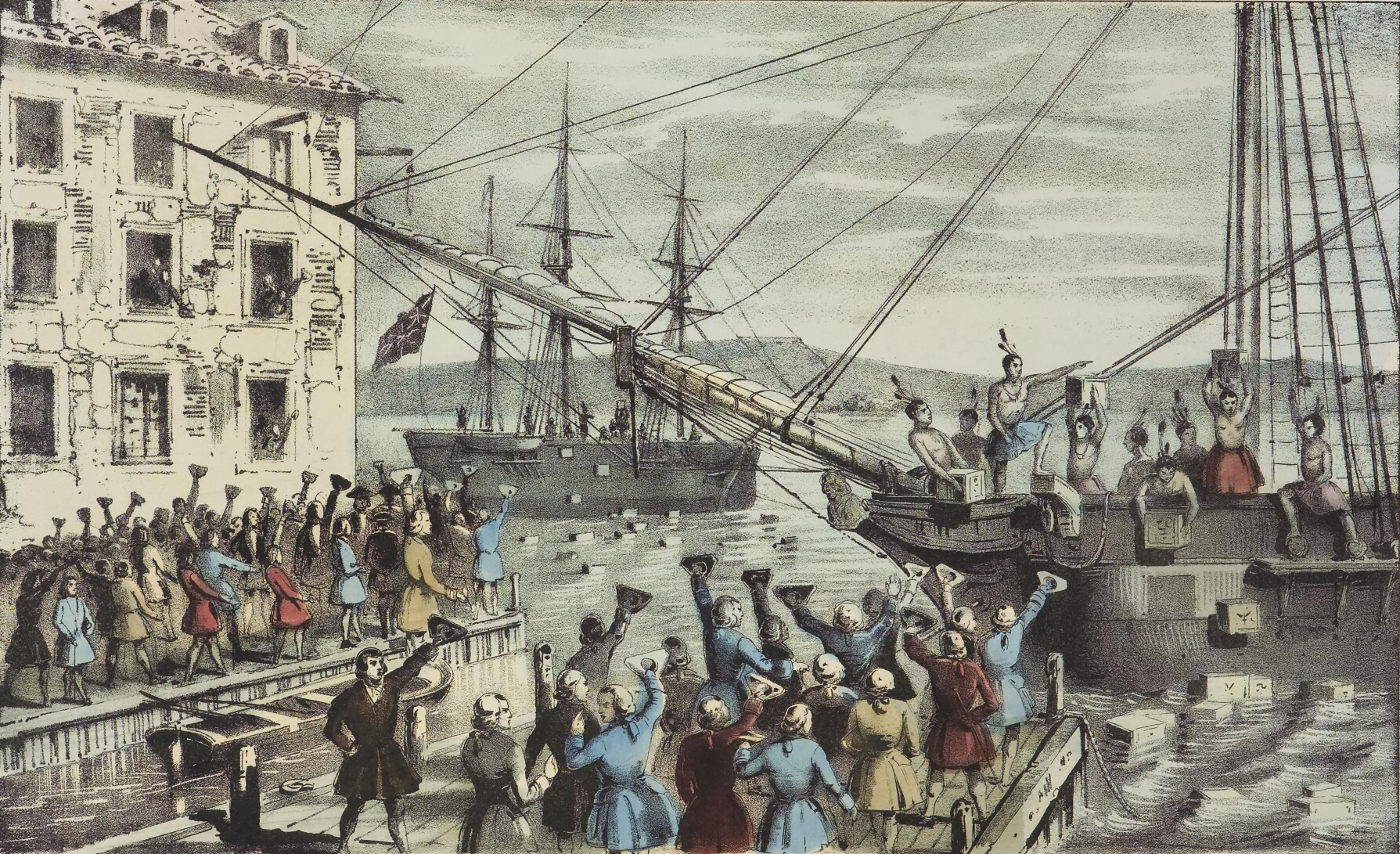
حرب الإستقلال الأمريكية بين الولايات المتحدة وبريطانيا العظمى بين عامي 1775م - 1781م.

أدى التوتر بين المستعمرين الأمريكيين والبريطانيين خلال الفترة الثورية في ستينات وأوائل سبعينات القرن الثامن عشر إلى حرب الاستقلال الأمريكية، والتي دارت أحداثها بين عامي 1775-1781. في اليوم الرابع عشر من شهر يونيو عام 1775، أسس المؤتمر القاري الثاني الذي عقد في فيلادلفيا جيشاً قارياً بقيادة جورج واشنطن. أعلن المؤتمر أن «كل الناس قد خلقوا متساوين» ووهبوا «بعض الحقوق غير القابلة للتغيير»، كما اعتمد المؤتمر إعلان الاستقلال الذي صاغه توماس جيفرسون في الرابع من شهر يوليو 1776. يحتفل بذاك التاريخ سنوياً كونه عيد استقلال أمريكا. في عام 1777، أسست مواد الاتحاد الكونفدرالي حكومة اتحادية ضعيفة ظلت قائمة حتى عام 1789.

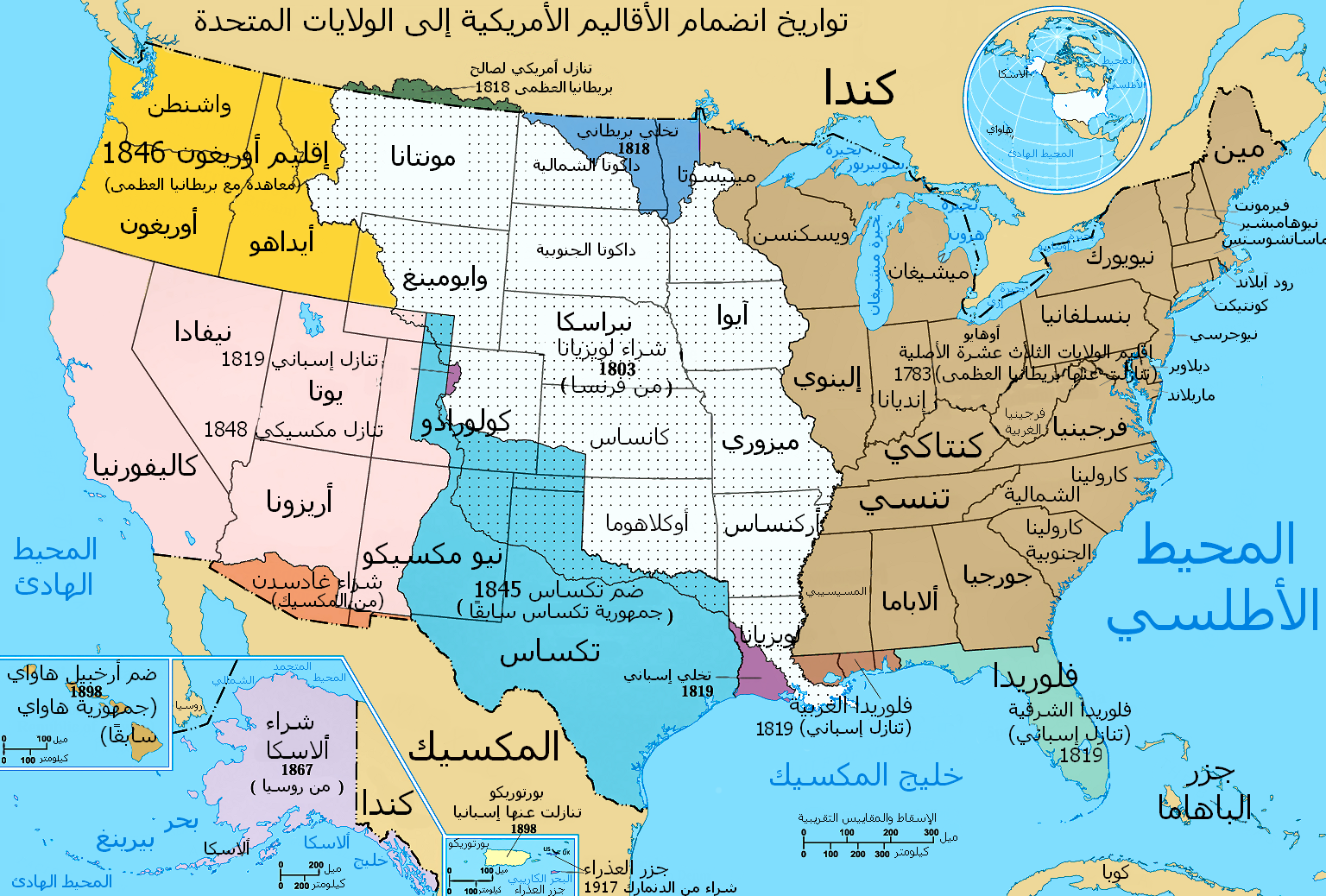
ضم الأقاليم حسب التاريخ.

بعد هزيمة بريطانيا من قبل القوات الأمريكية بمساعدة من فرنسا وإسبانيا، اعترفت بريطانيا باستقلال الولايات المتحدة وسيادتها على الأراضي الأمريكية الواقعة غرب نهر المسيسبي. عقد بعد ذلك مؤتمر دستوري في عام 1787 من قبل أولئك الذين يرغبون في إقامة حكومة وطنية قوية لها سلطات ضريبية. تم التصديق على دستور الولايات المتحدة في عام 1788، وتسلم أول مجلس شيوخ ونواب ورئيس (جورج واشنطن) للولايات المتحدة مهامهم في عام 1789. جرى تبني وثيقة الحقوق في عام 1791، والتي تمنع تقييد الحريات الشخصية وضمان الحماية القانونية.
تغيرت النظرة العامة للعبودية؛ حيث كان القانون يحمي تجارة الرقيق حتى عام 1808. منعت الولايات الشمالية تجارة الرقيق بين عامي 1780 و 1804، بينما ظلت العبودية في الولايات الجنوبية لتكون مدافعة عن «المؤسسات الخاصة». جعلت الصحوة الكبرى الثانية التي بدأت عام 1800 تقريباً من الإنجيلية قوة خلف العديد من الحركات الإصلاحية الاجتماعية المختلفة مثل إلغاء العبودية.

إعلان الاستقلال، لجون ترومبول 1817-1818.

أدى حرص الأمريكيين على التوسع غرباً إلى نشوب سلسلة طويلة من الحروب الهندية. تضاعفت مساحة الولايات المتحدة بعد شراء أراضي لويزيانا التي ادعت فرنسا ملكيتها وذلك في عهد الرئيس توماس جيفرسون في عام 1803. عززت حرب عام 1812 مع بريطانيا بسبب المظالم في تعزيز الروح القومية في الولايات المتحدة. أدت سلسلة من عمليات التوغل العسكرية قامت بها الولايات المتحدة في ولاية فلوريدا إلى تنازل إسبانيا عن تلك الأراضي ومنطقة أخرى تقع على ساحل الخليج في عام 1819. كانت عملية أثر الدموع في ثلاثينيات القرن التاسع عشر مثالاً على سياسة طرد السكان الأصليين من أراضيهم. ضمت الولايات المتحدة جمهورية تكساس إليها في عام 1845. كما برز مفهوم «القدر المتجلي» خلال تلك الفترة. ضمت الولايات المتحدة ما هو الآن شمال غرب البلاد طبقاً لمعاهدة أوريغون في عام 1846 مع بريطانيا. كما نتج عن انتصار الولايات المتحدة في الحرب المكسيكية الأمريكية في عام 1848 تنازلت المكسيك عن كاليفورنيا وجزء كبير من جنوب غرب البلاد الحالي. كما دفع اكتشاف الذهب بولاية كاليفورنيا بمزيد من الهجرة نحو الغرب بين عامي 1848-1849. سهلت خطوط السكك الحديدية الجديدة نقل المستوطنين، مما زاد الصراع مع الهنود الحمر. خلال أكثر من نصف قرن ذبح نحو 40 مليون بيسون أمريكي للاستفادة من لحومها وجلودها وبالتالي تسهيل انتشار السكك الحديدية. كانت خسارة الجاموس الذي يعد من الموارد الأولية للهنود الحمر فاجعة لكثير من الثقافات الأصلية.

### الحرب الأهلية والتصنيع

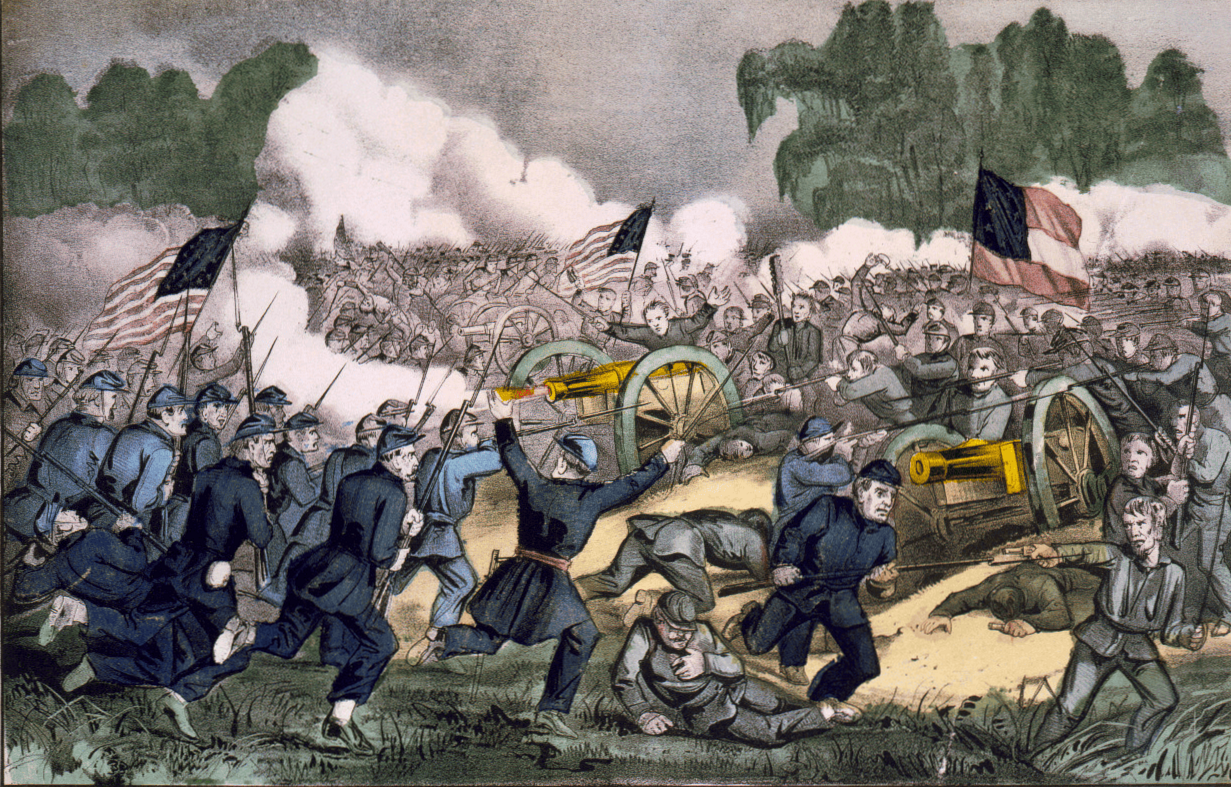
معركة جتيسبيرغ، طبع من قبل كوريير وأفيز في كاليفورنيا سنة 1863.

أدى التوتر بين ولايات العبيد والولايات الحرة إلى تزايد الجدل حول العلاقة بين الولاية والحكومات الفيدرالية، بالإضافة إلى الصراعات العنيفة الناجمة عن انتشار العبودية إلى ولايات جديدة. انتخب أبراهام لينكولن كمرشح للحزب الجمهوري المناهض للعبودية رئيساً في عام 1860. قبل توليه للحكم، أعلنت سبع ولايات انفصالها وشكلت الولايات الكونفدرالية الأمريكية وهو ما اعتبرته الحكومة الاتحادية أمراً غير مشروع. مع هجوم الولايات الكونفدرالية على فورت سمتر، اندلعت الحرب الأهلية الأمريكية وقامت أربع ولايات مؤيدة للعبودية بالانضمام إلى الكونفدرالية. أنهى إعلان لينكولن لتحرير الرقيق العبودية في كافة الولايات. بعد فوز الاتحاد في عام 1865، حدثت ثلاث تعديلات دستورية تكفل الحرية لحوالي أربعة ملايين من الأمريكيين الأفارقة كانوا عبيداً، حيث أصبحوا مواطنين ولهم حق التصويت. زادت الحرب من السلطة الفيدرالية كثيرًا. لا تزال الحرب الأهلية أعنف نزاع في تاريخ البلاد حيث قتل فيها نحو 620,000 جندي.

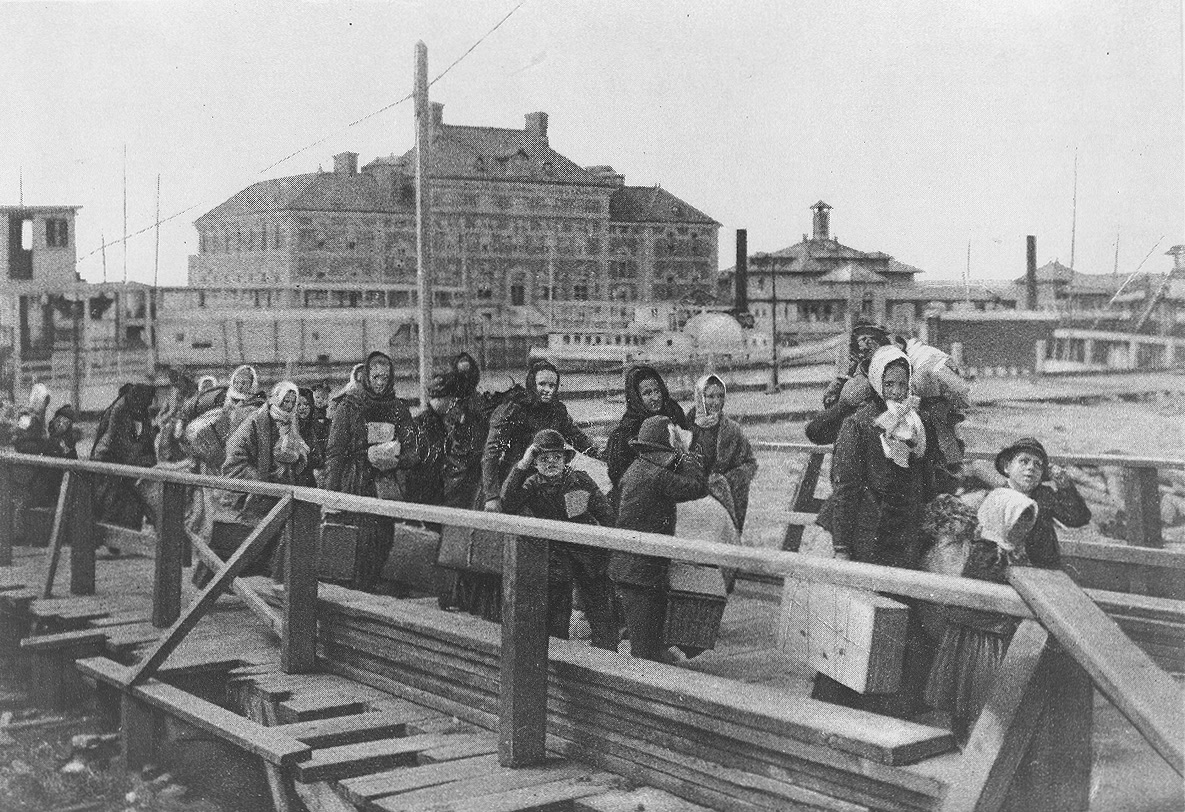
نزول المهاجرين في جزيرة إيليس، ميناء نيويورك، 1902.

أدى اغتيال لينكولن بعد الحرب إلى حدوث تطرف في سياسات إعادة الإعمار الجمهورية والتي هدفت إلى إعادة دمج وبناء الولايات الجنوبية مع ضمان حقوق العبيد المحررين حديثاً. كما أنهى النزاع حول الانتخابات الرئاسية عام 1876 من خلال تسوية عام 1877 إعادة الإعمار؛ كما جردت قوانين جيم كرو الأميركيين الأفارقة من حقوقهم خاصة حقهم في التصويت. في الشمال، ساعد التحضر والهجرة غير المسبوقة من جنوب وشرق أوروبا على زيادة القدرة الصناعية للبلاد. استمرت الهجرة حتى عام 1929، وزودت البلاد بالعمالة وأثرت على الثقافة الأميركية. نهض تطوير البنية التحتية الوطنية بالاقتصاد. أتم شراء ألاسكا من روسيا عام 1867 الخطة التوسعية للبلاد في البر الرئيسي للقارة. تعتبر مجزرة الركبة المجروحة في عام 1890 آخر صراع مسلح في الحروب الهندية. في عام 1893، تم الإطاحة بملكية السكان الأصليين في مملكة هاواي التي تقع في المحيط الهادئ بانقلاب قاده السكان الأمريكيون وضمت الولايات المتحدة مجموعة الجزر في عام 1898. برهن انتصار الولايات المتحدة في الحرب الأمريكية الإسبانية في العام نفسه على أنها قوة عالمية، وأدى ذلك إلى ضم بورتوريكو وغوام والفلبين. حصلت الفلبين على استقلالها بعد نصف قرن؛ بينما ظلت بورتوريكو وغوام أراض أمريكية.

### الحربان العالميتان وما بينهما

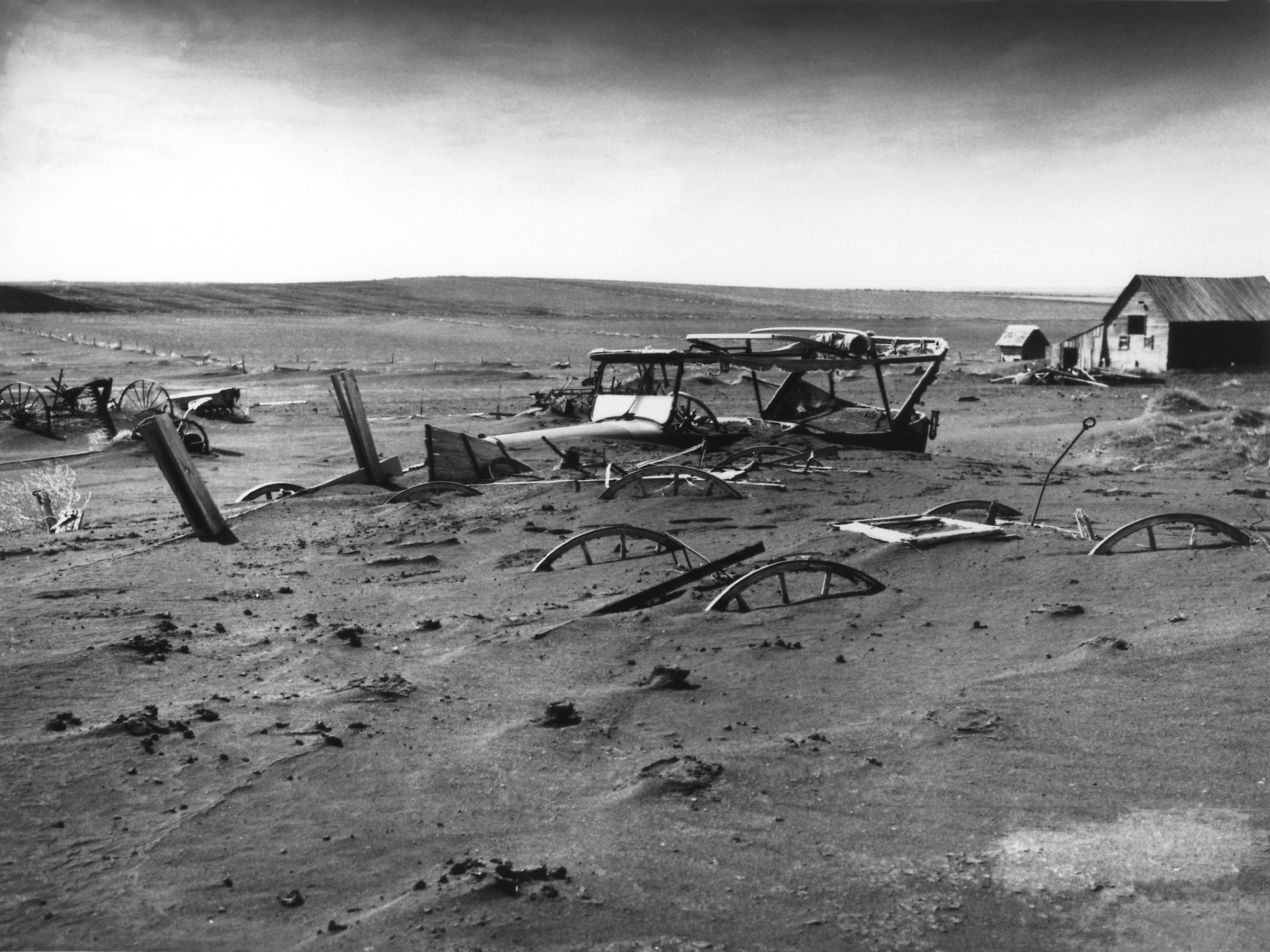
مزرعة مهجورة في داكوتا الجنوبية خلال عواصف الغبار، 1936.

ظلت الولايات المتحدة محايدة عند اندلاع الحرب العالمية الأولى في عام 1914. تعاطف كثير من الأمريكيين مع بريطانيا وفرنسا، على الرغم من معارضة العديدين للتدخل. في عام 1917، انضمت الولايات المتحدة إلى الحلفاء، لتقلب الدفة ضد القوى المركزية. بعد الحرب، لم يصدق مجلس الشيوخ على معاهدة فرساي والتي أنشأت عصبة الأمم. كما انتهجت البلاد سياسة أحادية الجانب تميل إلى الانعزالية. في عام 1920، فازت حركة حقوق المرأة بإصدار تعديل دستوري يمنح المرأة حق الاقتراع. انتهى ازدهار العشرينات بانهيار وول ستريت في أزمة العالم الرأسمالي الكبرى لسنة 1929. والذي نتج عنه الكساد الكبير. تفاعل فرانكلين روزفلت بعد انتخابه رئيساً في عام 1932 مع الصفقة الجديدة، وهي مجموعة من السياسات التي تزيد من تدخل الحكومة في الاقتصاد. أفقرت عواصف الغبار التي حدثت في منتصف الثلاثينيات العديد من المجتمعات الزراعية، وأثارت موجة جديدة من الهجرة الغربية.

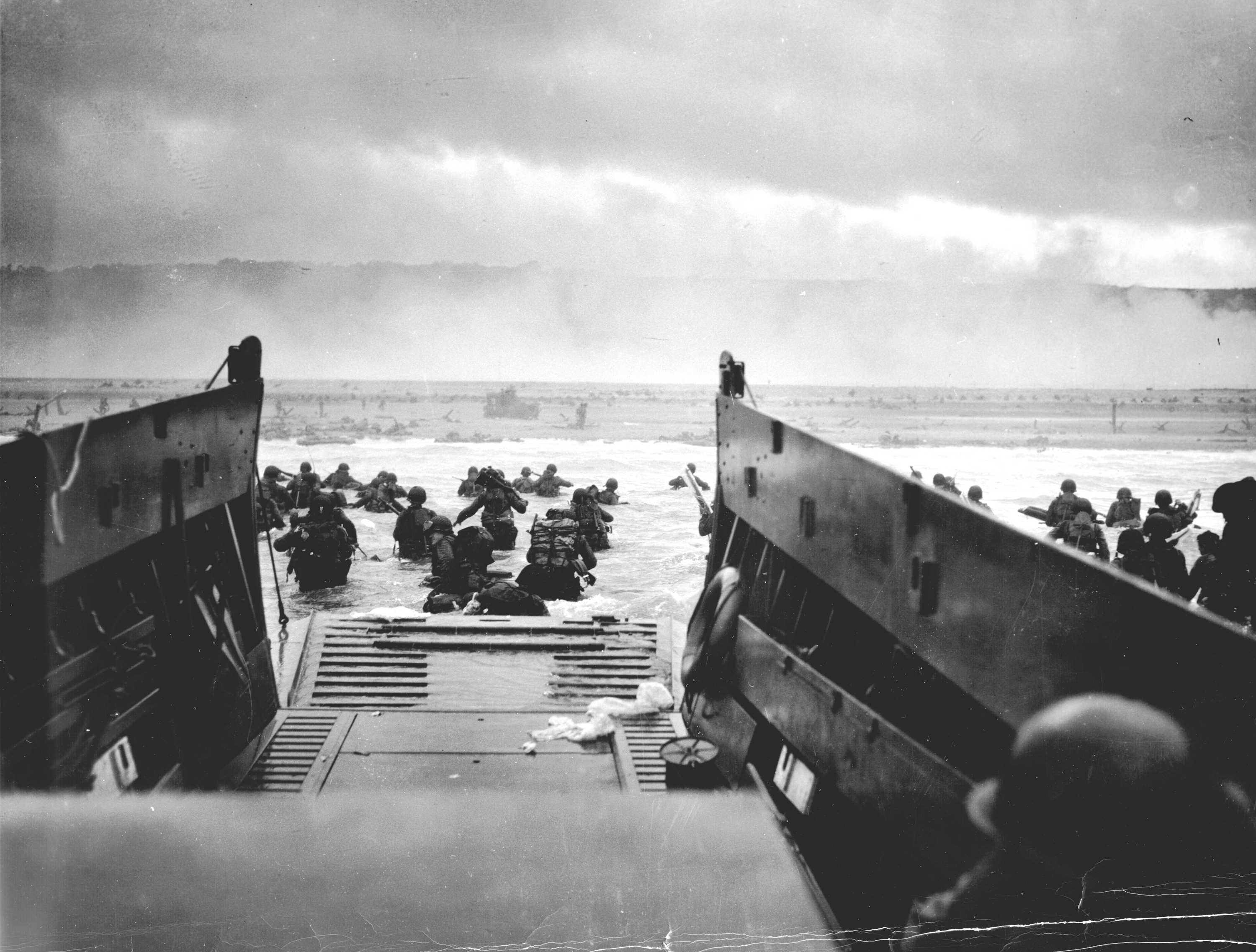
أول فرقة مشاة من جنود الجيش الاميركي تهبط في نورماندي في السادس من شهر يونيو عام 1944.

بعد أن كانت الولايات المتحدة على الحياد خلال المراحل الأولى للحرب العالمية الثانية وغزو ألمانيا النازية لبولندا في شهر سبتمبر من عام 1939، بدأت أمريكا بتوريد العتاد العسكري اللازم إلى الحلفاء في شهر مارس من عام 1941 عن طريق قانون الإعارة والتأجير. في السابع من شهر ديسمبر عام 1941، قامت الإمبراطورية اليابانية بشن هجوم مفاجئ على بيرل هاربر، مما دفع الولايات المتحدة للانضمام إلى الحلفاء ضد قوات المحور، وبرزت مخيمات اعتقال الآلاف من الأمريكيين من أصل ياباني. أدت المشاركة في الحرب إلى زيادة رأس المال والاستثمار والقدرة الصناعية. من بين القوى المتحاربة كانت الولايات المتحدة الدولة الوحيدة التي أصبحت أكثر ثراء، بل أكثر ثراء بكثير، بدلاً من أن تصبح أكثر فقراً بسبب الحرب. حددت مؤتمرات الحلفاء في بريتون وودز ويالطا الخطوط العريضة للنظام الجديد الخاص بالمنظمات الدولية، مما جعل الولايات المتحدة والاتحاد السوفياتي مركزاً لشؤون العالم. عقب النصر في أوروبا عقد مؤتمر دولي في سان فرانسيسكو عام 1945، ونتج عنه ميثاق الأمم المتحدة، التي بدأت أعمالها بعد الحرب. كانت الولايات المتحدة أول من طور الأسلحة النووية، وقد استخدمتها في حربها على المدن اليابانية في هيروشيما وناغازاكي في أغسطس. استسلمت اليابان في الثاني من سبتمبر، وبذلك انتهت الحرب.

### الحرب الباردة وحركة الحقوق المدنية

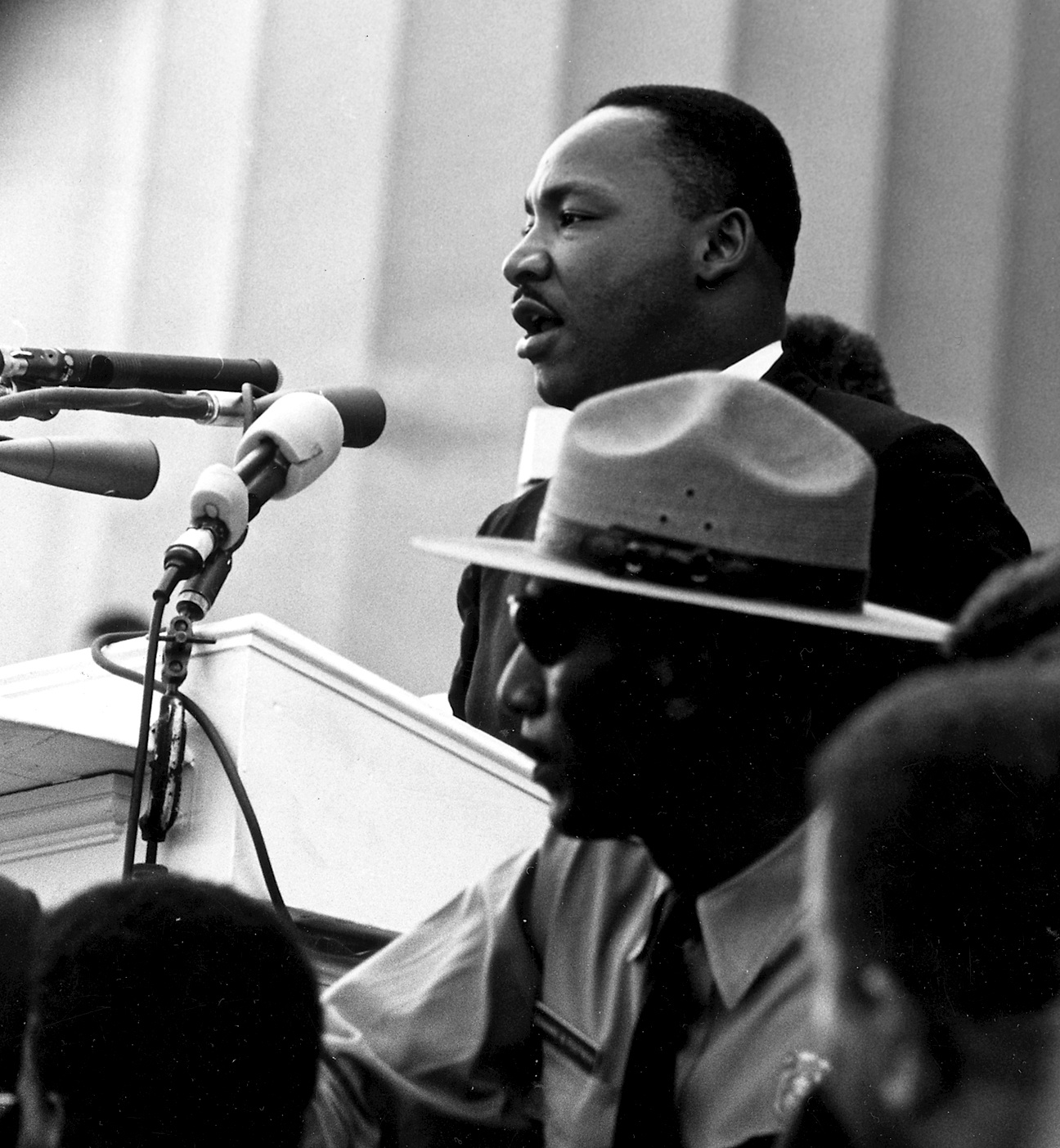
مارتن لوثر كينغ يلقى خطاب «لدي حلم» عام 1963

رئيس الولايات المتحدة رونالد ريغان (يسار) والسكرتير العام السوفيتي ميخائيل غورباتشوف في لقاء بجنيف عام 1985

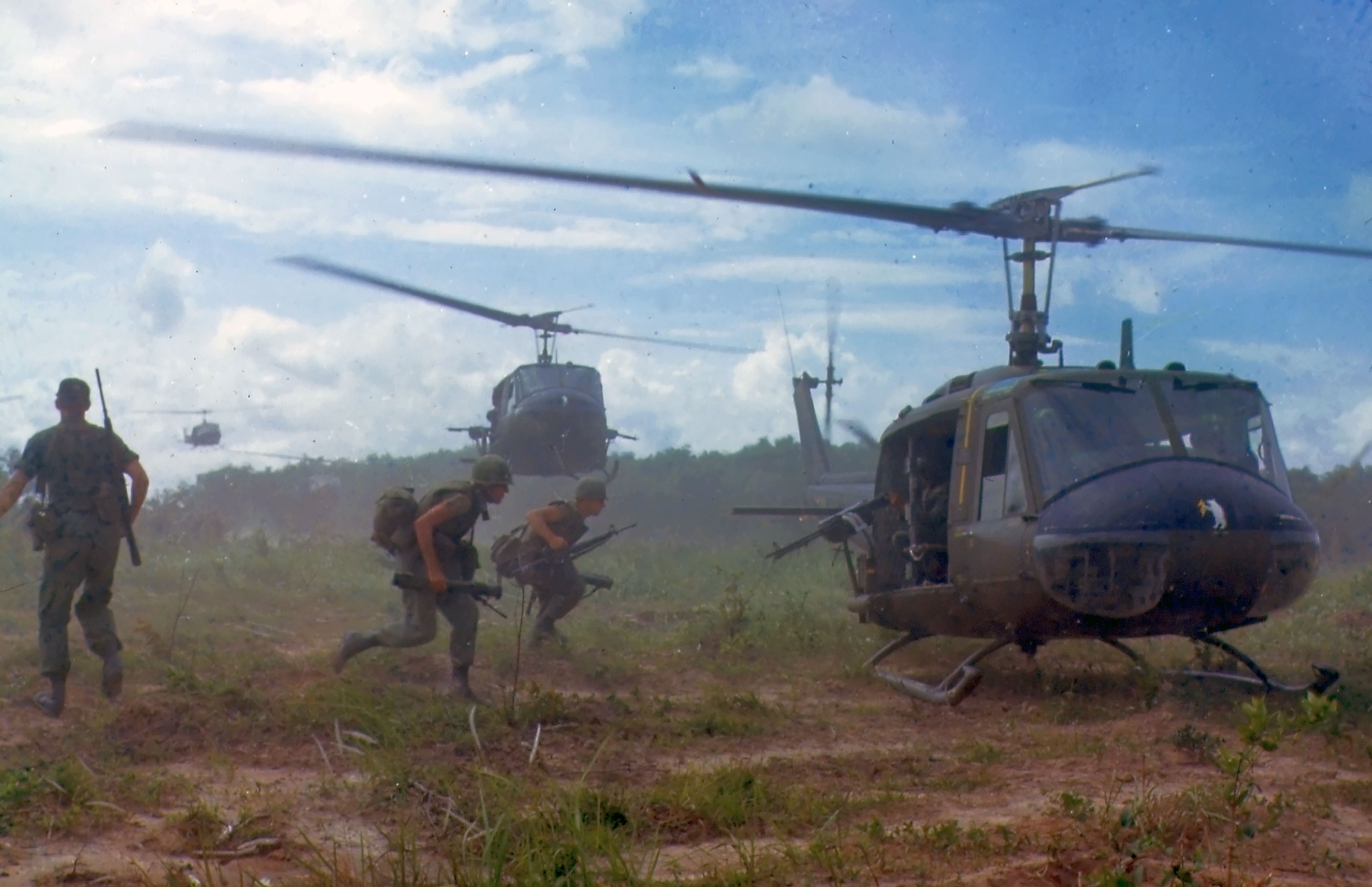
طائرات هيليكوبتر تابعة للجيش الأمريكي خلال حرب فيتنام، إنتهت بهزيمة أمريكا نتيجة المقاومة الشعبية الفيتنامية واعلان إنسحابها من فيتنام في مارس 1973.

تنافست كل من الولايات المتحدة والاتحاد السوفياتي على السلطة عقب الحرب العالمية الثانية أثناء الحرب الباردة، حيث هيمنتا على الشؤون العسكرية الأوروبية من خلال حلف شمال الأطلسي وحلف وارسو. عززت الولايات المتحدة الديمقراطية الليبرالية والرأسمالية، بينما أيد الاتحاد السوفيتي الشيوعية والاقتصاد المركزي المخطط. أيدت كل منهما ديكتاتوريات واشتركت القوتان في حروب بالوكالة. قاتلت القوات الأمريكية قوات الصين الشيوعية في الحرب الكورية بين عاميّ 1950 و1953. قامت لجنة الأنشطة غير الأمريكية التابعة لمجلس النواب الأمريكي بسلسلة من التحقيقات حول تخريب يساري محتمل، في حين أصبح السيناتور جوزيف مكارثي زعيماً لمعارضة الشيوعية.

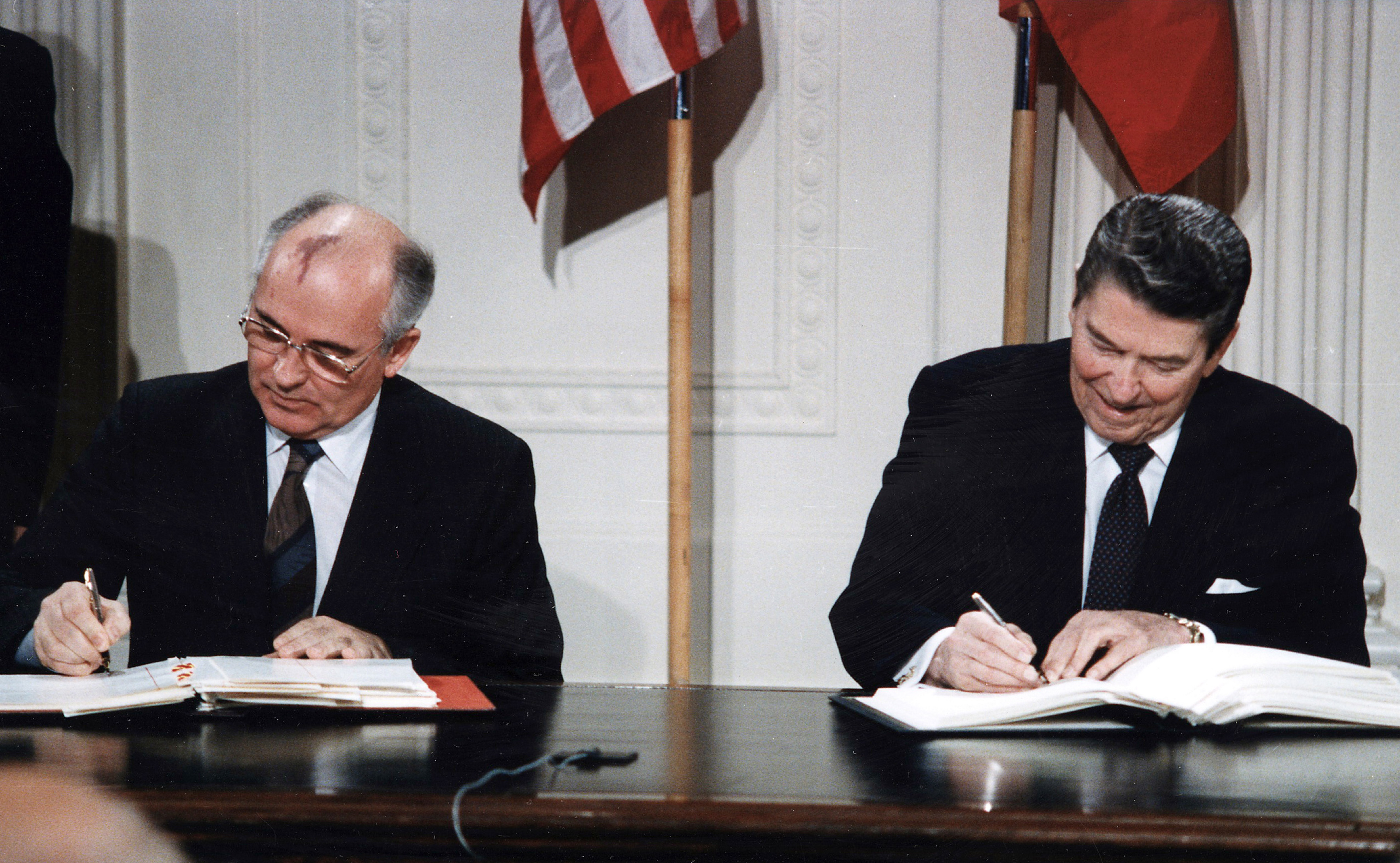
ميخائيل غورباتشوف ورونالد ريغان يوقعان على معاهدة القوى النووية متوسطة المدى في البيت الأبيض عام 1987.

أدى إخفاق الاتحاد السوفيتي عام 1969 في إطلاق أول مركبة فضائية مأهولة بالبشر إلى دعوة الرئيس جون كينيدي للولايات المتحدة بأن تكون أول من يرسل «رجلاً إلى القمر». كما تعرض كينيدي لمواجهة نووية حاسمة مع القوات السوفياتية في كوبا. في غضون ذلك، شهدت الولايات المتحدة استمراراً للتوسع الاقتصادي. تزايدت الحركات المطالبة بالحقوق المدنية، بقيادة الأمريكيين الأفارقة مثل روزا باركس ومارتن لوثر كينغ الذين حاربوا التفرقة والتمييز بوسائل سلمية. وفي أعقاب اغتيال كينيدي عام 1963، صدر قانون الحقوق المدنية لعام 1964 وقانون حقوق التصويت لعام 1965 في عهد الرئيس ليندون جونسون. شن جونسون وخليفته ريتشارد نيكسون حرباً بالوكالة في جنوب شرق آسيا أدت إلى نشوب حرب فيتنام الفاشلة. ظهرت حركة ثقافية معاكسة تغذيها معارضة حرب فيتنام والقومية السوداء والثورة الجنسية. قادت بيتي فريدان وغلوريا ستاينم وآخرون موجة جديدة من الحركة النسائية التي تسعى إلى تحقيق المساواة السياسية والاجتماعية والاقتصادية للمرأة.
نتيجة لفضيحة ووترغيت، أصبح نيكسون أول رئيس أميركي يستقيل في عام 1974، وذلك لتجنب اتهامه بعرقلة سير العدالة والتعسف في استعمال السلطة، وتولى نائب الرئيس جيرالد فورد الحكم من بعده. اتسمت حكومة جيمي كارتر في أواخر السبعينات بالركود وأزمة رهائن إيران. أدى انتخاب رونالد ريغان رئيساً للولايات المتحدة في عام 1980 إلى تحول يميني في السياسة الأميركية، انعكس في تغييرات كبيرة في الضرائب وأولويات الإنفاق. ظهرت خلال فترة ولايته الثانية قضية إيران - كونترا بالإضافة إلى التقدم الدبلوماسي الهام مع الاتحاد السوفياتي. كما أدى انهيار الاتحاد السوفياتي إلى انتهاء الحرب الباردة.

### الفترة المعاصرة

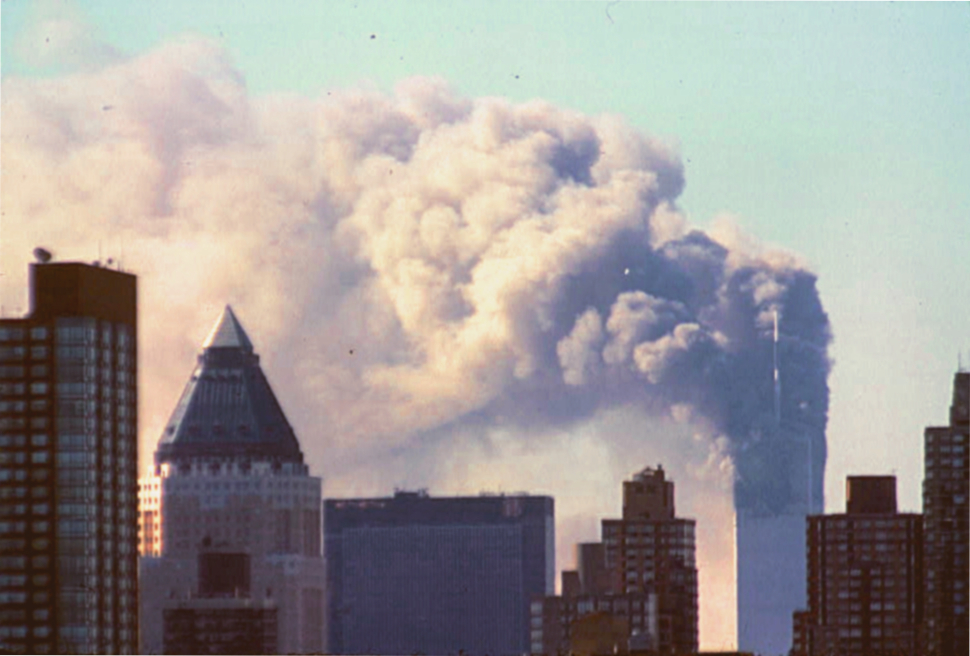
مركز التجارة العالمي صباح يوم 11 سبتمبر 2001 عقب الهجمات التي نفذها تنظيم القاعدة.

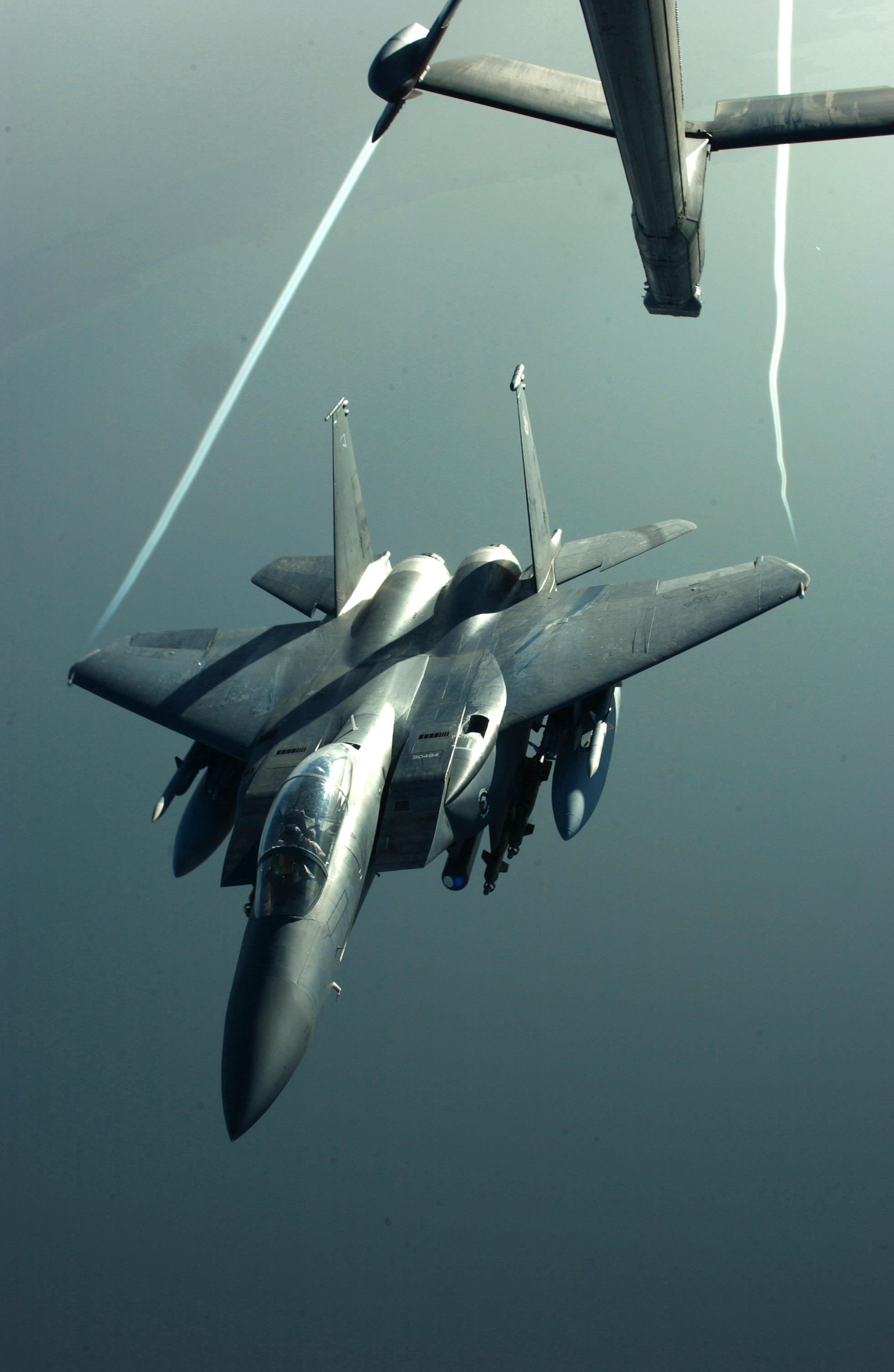
طائرات أمريكية خلال الغزو الأمريكي للعراق في 2003 بعد هجمات 11 سبتمبر تحت ذريعة دعم العراق لتنظيم القاعدة وإمتلاكه للأسلحة النووية.

خلال عهد الرئيس جورج بوش الأب قامت الولايات المتحدة وحلفائها بدور هام في فرض عقوبات الأمم المتحدة بعد حرب الخليج. أما في عهد الرئيس بيل كلينتون فكانت أطول فترة توسع اقتصادي في تاريخ الولايات المتحدة الحديث من مارس 1991 إلى مارس 2001، إضافة إلى فقاعة الدوت كوم. هددت فضيحة جنسية ودعوى مدنية منصب كلينتون عام 1998 ولكنه بقي في منصبه. تم حل مسألة انتخابات الرئاسة لعام 2000، والتي كانت نتائجها من بين الأكثر تقارباً في تاريخ الولايات المتحدة، من قبل المحكمة العليا الأمريكية وتولى جورج دبليو بوش، ابن جورج بوش الأب، منصب رئيس الولايات المتحدة.
في الحادي عشر من شهر سبتمبر لعام 2001، ضربت منظمة القاعدة مركز التجارة العالمي في مدينة نيويورك والبنتاغون بالقرب من واشنطن العاصمة، مما أسفر عن مقتل نحو ثلاثة آلاف شخص. رداً على ذلك شنت إدارة الرئيس جورج بوش حرباً عالمية على الإرهاب. في أكتوبر 2001، غزت القوات الأمريكية أفغانستان، وقضت على حكومة حركة طالبان ومعسكرات التدريب الخاصة بالقاعدة. بينما استمر مقاتلو طالبان في شن حرب عصابات. في عام 2002، بدأت إدارة بوش بالضغط من أجل تغيير نظام الحكم في العراق انطلاقاً من أسباب كانت محط خلاف. نظم بوش تحالف الراغبين من دون الحصول على دعم حلف شمال الأطلسي أو تفويض صريح من الأمم المتحدة للتدخل العسكري؛ غزت قوات التحالف العراق في عام 2003، وقضت على نظام صدام حسين. في عام 2005، تسبب إعصار كاترينا في تدمير جزء كبير من ساحل الخليج وخاصة في نيو أورليانز. في الرابع من شهر نوفمبر عام 2008، تم انتخاب باراك أوباما رئيساً للولايات المتحدة الأمريكية وسط الركود الاقتصادي العالمي. أدخلت في عهده في عام 2010 تعديلات كبيرة على نظام الرعاية الصحية وإصلاحات على النظام المالي. بينما كان تسرب النفط في خليج المكسيك من ديب ووتر هورايزن في ذات العام أكبر حالة تسرب نفطي في زمن السلم في تاريخ البلاد. تم إعادة انتخاب باراك أوباما في عام 2012 لمدة أربع سنوات إضافية وأخيرة بعد انتصاره على مرشح الحزب الجمهوري ميت رومني.

## الحكومة والانتخابات

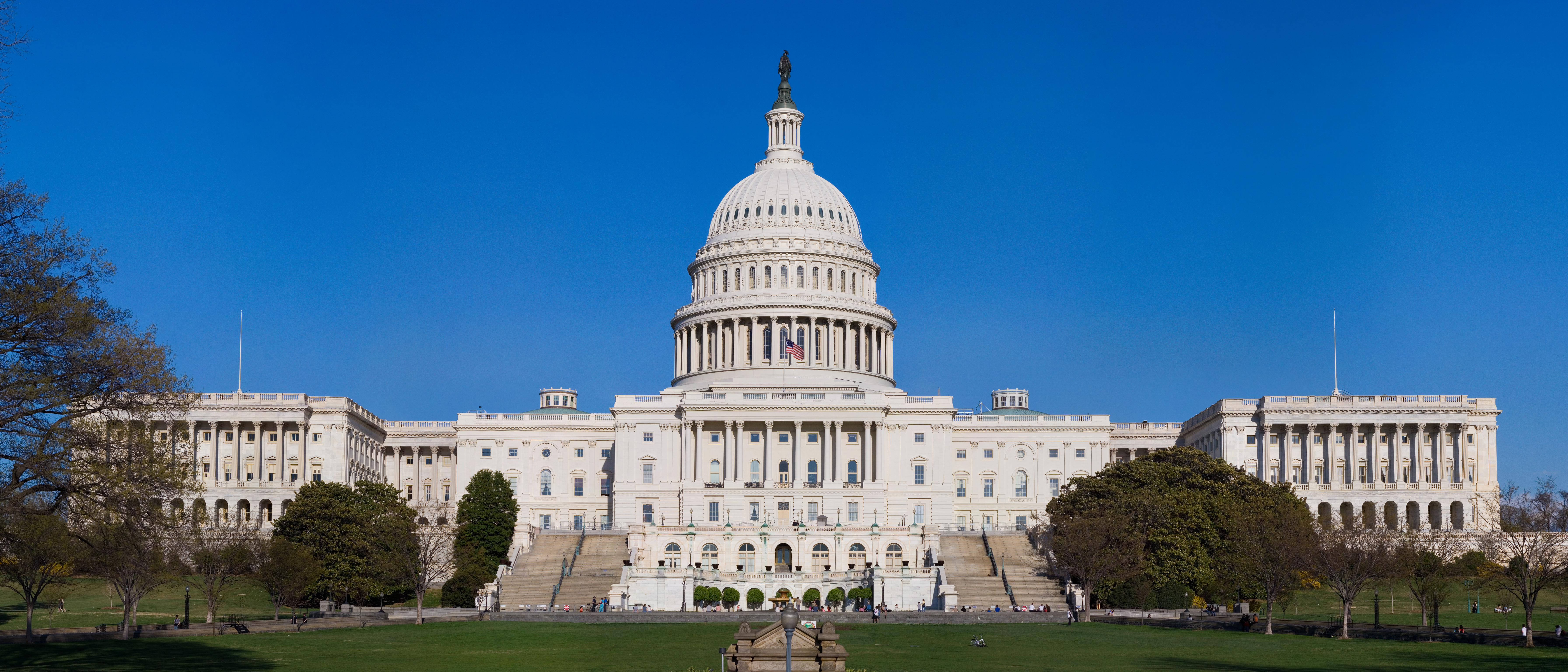
الواجهة الغربية للبرلمان الأمريكي، والذي يضم الكونغرس الأمريكي.

تعد الولايات المتحدة أقدم فيدرالية حية في العالم. هي جمهورية دستورية وديمقراطية تمثيلية «تحكمها الأغلبية ويصون فيها القانون حقوق الأقليات.» هناك نظام للضوابط والتوازنات لتنظيم الحكومة حدده الدستور الأميركي، والذي يعد الوثيقة القانونية العليا للبلاد. في النظام الفيدرالي الأمريكي، يخضع المواطنون لثلاث مستويات من الحكومات: الحكومة الفيدرالية، وحكومة الولاية، والحكومة المحلية؛ تنقسم واجبات الحكومات المحلية بين حكومات المقاطعات وحكومات البلديات. يتم انتخاب مسؤولي الحكومات من قبل المواطنين عبر انتخابات فردية في تلك المقاطعات. لا يوجد نظام للتمثيل النسبي على المستوى الفيدرالي، ونادراً ما يلاحظ على المستويات الأقل من ذلك.

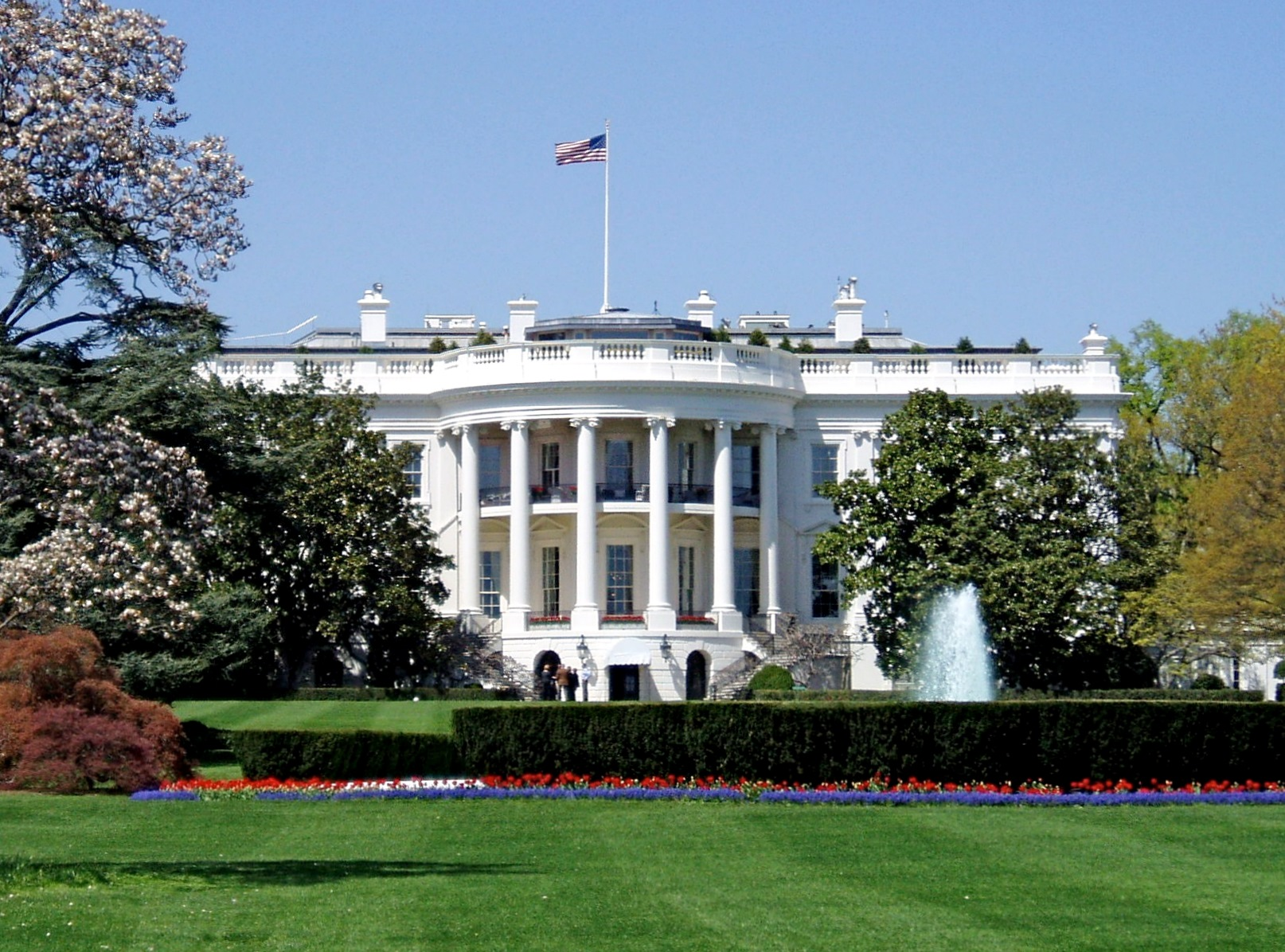
الواجهة الجنوبية للبيت الأبيض، مقر إقامة وعمل الرئيس الأمريكي.

تتكون الحكومة الفيدرالية من ثلاثة فروع:
- السلطة التشريعية: يتكون الكونغرس من مجلسين هما مجلس الشيوخ ومجلس النواب، من مهامه وضع القانون الفيدرالي وإعلان الحروب وتصديق المعاهدات ولديه نفوذ الملاحقة وسلطة الاتهام بحيث يمكنه إزالة أفراد من الحكومة.
- السلطة التنفيذية: الرئيس هو القائد الأعلى للقوات المسلحة ومن حقه رفض مشاريع القوانين وتعيين مجلس الوزراء وغيرهم من الضباط الذين يديرون وينفذون السياسات والقوانين الفيدرالية.
- السلطة القضائية: وهي المحكمة العليا والمحاكم الفيدرالية الأخرى. يتم تعيين القضاة من قبل الرئيس وبموافقة مجلس الشيوخ، وهم يفسرون القوانين ويسقطون تلك التي يرونها غير دستورية.

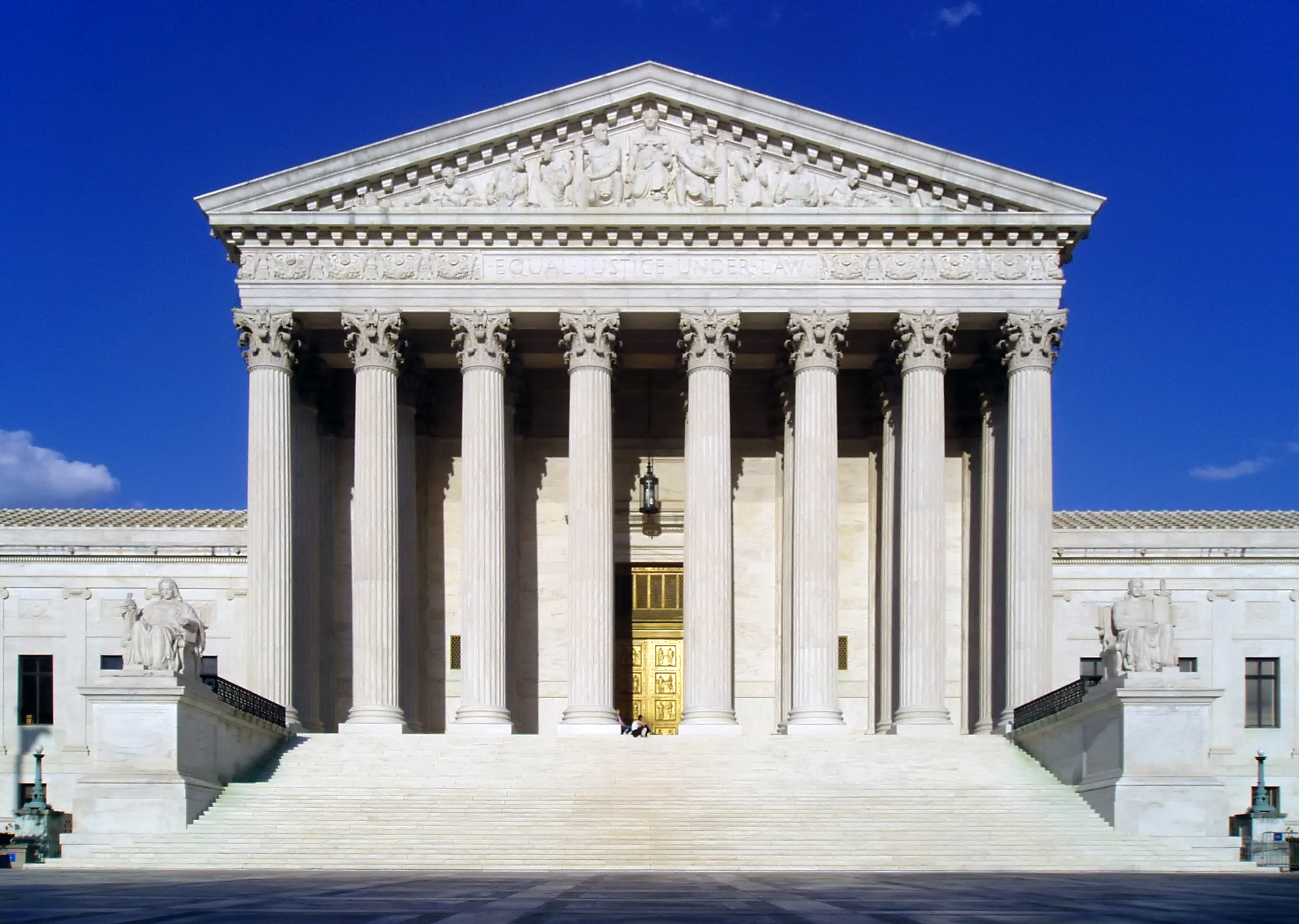
الواجهة الغربية للمحكمة العليا الأمريكية.

يضم مجلس النواب 435 عضواً يمثل كل منهم مقاطعته في الكونغرس لمدة سنتين. تقسم مقاعد مجلس النواب بين الولايات حسب تعداد السكان كل عشر سنوات. طبقاً لتعداد السكان لعام 2000، هناك سبع ولايات لديها ممثل واحد كحد أدنى بينما حازت ولاية كاليفورنيا الأكثر كثافة سكانية على ثلاثة وخمسين. يتكون مجلس الشيوخ من 100 عضو حيث يمثل كل ولاية عضوين يتم انتخابهم لمدة أقصاها ست سنوات؛ يتم انتخاب ثلثي مقاعد مجلس الشيوخ كل سنتين. يخدم الرئيس لفترة من أربع سنوات ويجوز إعادة انتخابه للمنصب لفترة أخرى فقط لا غير. لا ينتخب الرئيس بالاقتراع المباشر، ولكن عن طريق نظام انتخاب غير مباشر تتحدد فيه الأصوات وتوزع طبقاً لحصة كل ولاية على حده. تضم المحكمة العليا، برئاسة رئيس المحكمة العليا للولايات المتحدة، تسعة أعضاء يخدمون مدى الحياة.
تصاغ حكومات الولايات على نحو مماثل؛ في حين تمتلك نبراسكا مجلساً تشريعياً واحداً. يتم انتخاب حاكم (الرئيس التنفيذي) كل ولاية بشكل مباشر. يتم تعيين بعض القضاة وأعضاء الحكومات المخلية من قبل حكام الولايات أو قد ينتخبون جماعياً.
تخضع جميع القوانين والإجراءات الخاصة بحكومة الدولة والحكومة الفيدرالية للمراجعة القضائية، وأي قانون تعده المؤسسة القضائية انتهاكاً للدستور يعد باطلاً. حدد النص الأصلي للدستور هيكل ومسؤوليات الحكومة الفيدرالية وعلاقتها مع كل ولاية. تحمي المادة الأولى حق «الحرية العظيم» الخاص بحق هابياس كوربوس وهو لفظ لاتيني يطلق على حق المتهم في عدم البقاء محتجزاً مدة طويلة رهن المحاكمة دون مبرر قانوني. كما تضمن المادة الثالثة الحق في الحصول على محاكمة أمام هيئة من المحلفين في جميع القضايا الجنائية. تتطلب التعديلات الدستورية موافقة ثلاثة أرباع الولايات. تم تعديل الدستور سبعة وعشرين مرة؛ شكلت التعديلات العشرة الأولى وثيقة الحقوق، بينما حدد التعديل الرابع عشر الحقوق الفردية الأساسية للأمريكيين.

### أسماء الرؤساء ومدة حكمهم
| الرتبة | اسم الرئيس          | فترة الحكم      |
| ------ | ------------------- | --------------- |
| 1      | جورج واشنطن         | 1789 ـ 1797     |
| 2      | جون آدامز           | 1797 ـ 1801     |
| 3      | توماس جيفرسون       | 1801 ـ 1809     |
| 4      | جيمس ماديسون        | 1809 ـ 1817     |
| 5      | جيمس مونرو          | 1817 ـ 1825     |
| 6      | جون كوينسي آدامز    | 1825 ـ 1829     |
| 7      | أندرو جاكسون        | 1829 ـ 1837     |
| 8      | مارتن فان بيورين    | 1837 ـ 1841     |
| 9      | ويليام هنري هاريسون | 1841            |
| 10     | جون تايلر           | 1841 ـ 1845     |
| 11     | جيمس بوك            | 1845 ـ 1849     |
| 12     | زكاري تايلور        | 1849 ـ 1850     |
| 13     | ميلارد فيلمور       | 1850 ـ 1853     |
| 14     | فرانكلين بيرس       | 1853 ـ 1857     |
| 15     | جيمس بيوكانان       | 1857 ـ 1861     |
| 16     | ابراهام لينكولن     | 1861 ـ 1865     |
| 17     | أندرو جونسون        | 1865 ـ 1869     |
| 18     | يوليسيس جرانت       | 1869 ـ 1877     |
| 19     | رذرفورد هايز        | 1881-1877       |
| 20     | جيمس جارفيلد        | 1881            |
| 21     | تشستر آرثر          | 1881 ـ 1885     |
| 22     | جروفر كليفلاند      | 1885 ـ 1889     |
| 23     | بنجامين هاريسون     | 1889 ـ 1893     |
| 24     | جروفر كليفلاند      | 1893 ـ 1897     |
| 25     | ويليام مكينلي       | 1897 ـ 1901     |
| 26     | ثيودور روزفلت       | 1901 ـ 1909     |
| 27     | ويليام هوارد تافت   | 1909 ـ 1913     |
| 28     | وودرو ويلسون        | 1913 ـ 1921     |
| 29     | وارن هاردنج         | 1921 ـ 1923     |
| 30     | كالفين كوليدج       | 1923 ـ 1929     |
| 31     | هربرت هوفر          | 1929 ـ 1933     |
| 32     | فرانكلين روزفلت     | 1933 ـ 1945     |
| 33     | هاري ترومان         | 1945 ـ 1953     |
| 34     | دوايت أيزنهاور      | 1953 ـ 1961     |
| 35     | جون كيندي           | 1961 ـ 1963     |
| 36     | ليندون جونسون       | 1963 ـ 1969     |
| 37     | ريتشارد نيكسون      | 1969 ـ 1974     |
| 38     | جيرالد فورد         | 1974 ـ 1977     |
| 39     | جيمي كارتر          | 1977 ـ 1981     |
| 40     | رونالد ريغان        | 1981 ـ 1989     |
| 41     | جورج بوش            | 1989 ـ 1993     |
| 42     | بيل كلينتون         | 1993 ـ 2001     |
| 43     | جورج دبليو بوش      | 2001 ـ 2009     |
| 44     | باراك أوباما        | 2009 - 2017     |
| 45     | دونالد ترامب        | 2017 - 2021     |
| 46     | جو بايدن            | 2021 - 2025     |
| 47     | دونالد ترامب        | 2025 - حتى الآن |

### الأحزاب والإيديولوجية والسياسة
يحكم الولايات المتحدة منذ زمن بعيد نظام الحزبين في أغلب الأحيان. تُدار الانتخابات التمهيدية من قِبل الدولة لاختيار المرشحين للانتخابات العامة التالية. منذ الانتخابات العامة التي جرت في 1856، أصبح كل من الحزب الديمقراطي الذي تأسس في عام 1824، والحزب الجمهوري الذي تأسس في عام 1854 الحزبان الرئيسيان. منذ الحرب الأهلية، يعد ثيودور روزفلت هو المرشح الوحيد من حزب ثالث (الحزب التقدمي) والذي فاز بعشرون بالمئة من الأصوات الشعبية.
يعدّ الحزب الجمهوري حزباً من يمين الوسط أو «محافظاً»، بينما يعدّ الحزب الديمقراطي حزباً من يسار الوسط أو «ليبرالياً» طبقاً للثقافة السياسية الأمريكية. تعد ولايات الشمال الشرقي والساحل الغربي وبعض ولايات منطقة البحيرات الكبرى «ولايات زرقاء» أو ليبرالية نسبياً. بينما «الولايات الحمراء» فتتركز في الجنوب وأجزاء من السهول العظمى وجبال روكي وهي من التيار المحافظ نسبياً.
يعد الديمقراطي باراك أوباما الفائز بانتخابات الرئاسة لعام 2008 الرئيس الرابع والأربعين للولايات المتحدة وأول رئيس أمريكي من أصل أفريقي. حيث كان جميع الرؤساء السابقين من أصول أوروبية خالصة. شهدت انتخابات عام 2008 تعزيز قوة الحزب الديمقراطي على كل من مجلس النواب ومجلس الشيوخ. أدت انتخابات التجديد النصفية عام 2010 إلى سيطرة جمهورية على مجلس النواب وتقدم في مجلس الشيوخ حيث حافظ الديمقراطيون على سيطرتهم. يضم الكونغرس الأمريكي الحالي وهو رقم 112 في تاريخ البلاد 51 عضواً من الديمقراطيين في مجلس الشيوخ واثنان من المستقلين الداعمين لهم، و47 من الجمهوريين. أما مجلس النواب فيضم 242 من الجمهوريين و193 من الديمقراطيين. هناك 29 حاكم ولاية جمهوري و20 ديمقراطيون ومستقل وحيد.

## التقسيمات الإدارية

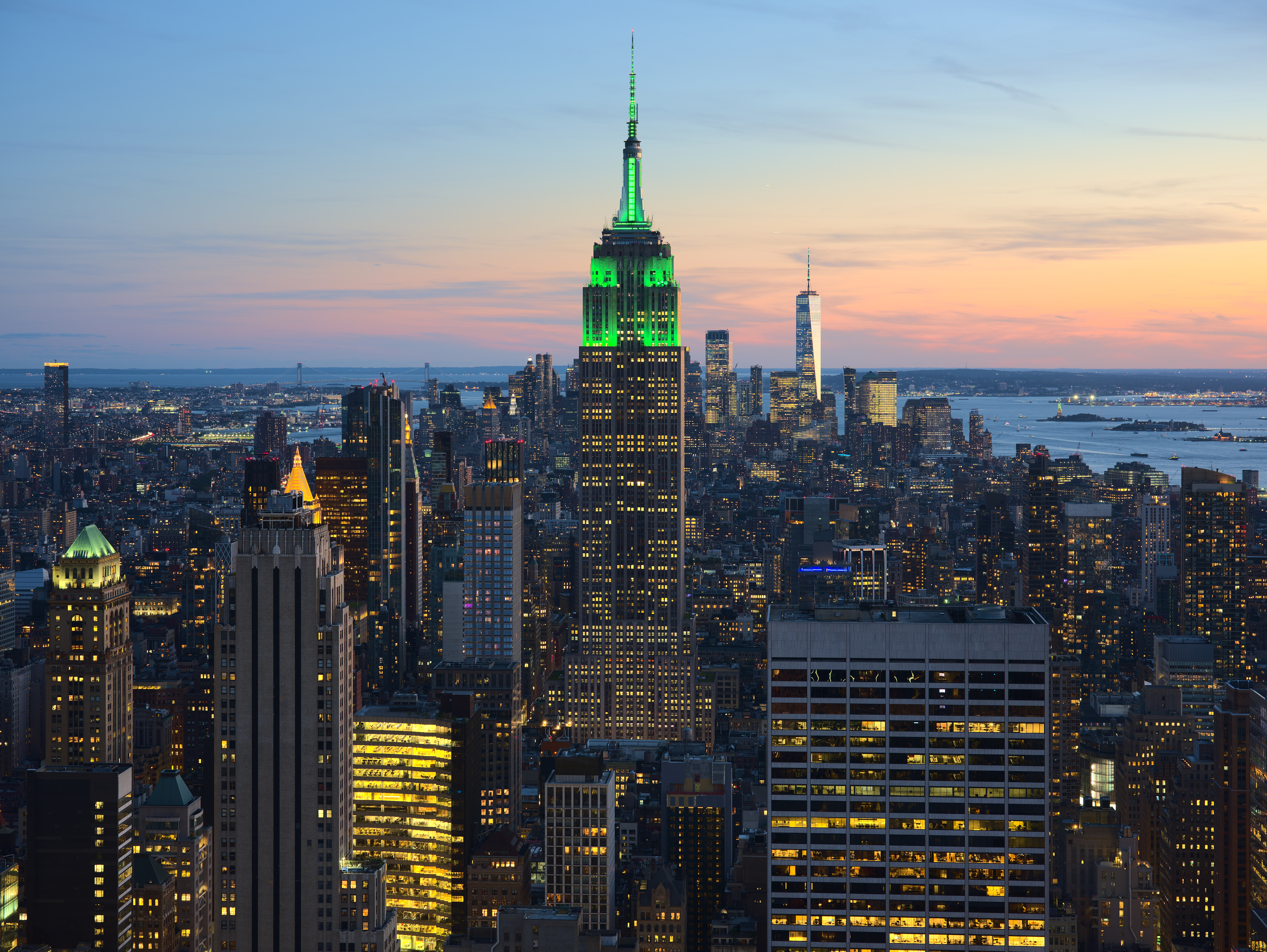
ولاية نيويورك.

الولايات المتحدة اتحاد فيدرالي يتكون من خمسين ولاية. تشكلت الولايات الثلاثة عشر الأصلية عن المستعمرات الثلاثة عشر التي تمردت على الحكم البريطاني. في مرحلة مبكرة من تاريخ البلاد، أنشئت ثلاث ولايات على هذا النحو: كنتاكي من فيرجينيا وتينيسي من كارولاينا الشمالية ومين من ماساتشوستس. بينما تشكلت معظم الولايات الأخرى من خلال الأراضي التي حصلت عليها الحكومة الأمريكية عن طريق الحروب أو الشراء. ذلك باستثناء ولايات فيرمونت وتكساس وهاواي والتي كانت جمهوريات مستقلة قبل أن تنضم إلى الاتحاد. انفصلت فيرجينيا الغربية عن ولاية فرجينيا خلال الحرب الأهلية الأمريكية. أعلنت هاواي كولاية في 21 أغسطس 1959، وتعتبر أحدث ولاية. ليس للولايات الحق في الانفصال عن الاتحاد.
تشكل الولايات القسم الأكبر من الكتلة البرية الأمريكية؛ كما تعتبر منطقتان أخريان جزءاً لا يتجزأ من البلاد وهما: مقاطعة كولومبيا وهي مقاطعة فيدرالية حيث تقع العاصمة واشنطن، بالإضافة إلى جزر بالميرا المرجانية وهي منطقة غير مأهولة بالسكان ولكنها تندرج ضمن الأراضي الأمريكية وتقع في المحيط الهادئ. تمتلك الولايات المتحدة خمسة أقاليم خارج أراضيها: بورتوريكو والجزر العذراء الأمريكية في منطقة البحر الكاريبي، وساموا الأمريكية وغوام وجزر ماريانا الشمالية في المحيط الهادئ. بالتالي يحصل من يولد في تلك الأراضي (عدا ساموا الأمريكية) على الجنسية الأميركية. يمتلك المواطنون الأمريكيون المقيمون في تلك الأقاليم العديد من الحقوق والمسؤوليات المشابهة لتلك في الولايات الأمريكية، لكنهم معفون من ضريبة الدخل الفدرالية ولا يصوتون في انتخابات الرئاسة كما يمتلكون تمثيلاً من دون تصويت في الكونغرس الأمريكي.

## القوات المسلحة والعلاقات الخارجية

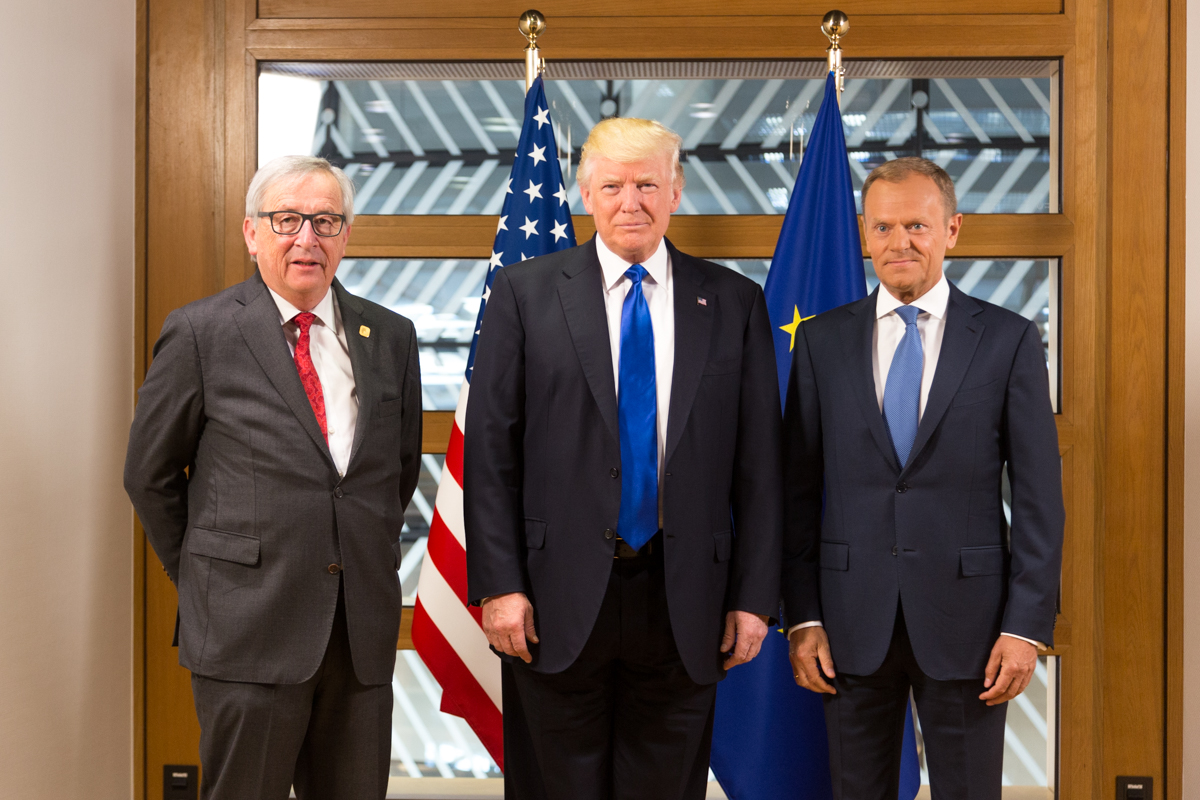
الرئيس ترامب (منتصف) برفقة رئيس المفوضية الأوروبية جان كلود يونكر (يسار) ورئيس المجلس الأوروبي دونالد توسك (يمين) في بروكسل، مايو 2017.

تمارس الولايات المتحدة نفوذاً اقتصادياً وعسكرياً وسياسياً عالمياً. فهي من الأعضاء الدائمين في مجلس أمن الأمم المتحدة، كما تستضيف مدينة نيويورك مقر الأمم المتحدة. الولايات المتحدة عضو في مجموعة الثماني ومجموعة العشرين ومنظمة التعاون والتنمية الاقتصادية. يوجد في واشنطن العاصمة سفارات لجميع الدول تقريباً، بالإضافة إلى العديد من القنصليات في مختلف أنحاء البلاد. بالإضافة إلى ذلك يوجد تمثيل دبلوماسي للولايات المتحدة في جميع دول العالم تقريباً. يستثنى من ذلك كوبا وإيران وكوريا الشمالية وبوتان وليبيا وجمهورية الصين (تايوان).
تتمتع الولايات المتحدة بعلاقة خاصة مع المملكة المتحدة وعلاقات قوية مع كندا وأستراليا ونيوزيلندا واليابان وكوريا الجنوبية وإسرائيل. تعمل عن كثب مع أعضاء منظمة حلف شمال الأطلسي بشأن القضايا العسكرية والأمنية ومع جيرانها في منظمة البلدان الأمريكية، واتفاقات التجارة الحرة مثل الاتفاقية الثلاثية لأمريكا الشمالية للتجارة الحرة مع كندا والمكسيك. في عام 2008، أنفقت الولايات المتحدة 25.4 مليار دولار على المساعدة الإنمائية الرسمية وهو الرقم الأكبر في العالم. لكن ذلك الرقم كنسبة من الدخل القومي الإجمالي (تبلغ نسبة المساهمة 0.18%) يضعها في المرتبة 22 بين الدول المانحة. في المقابل فإن التبرعات الأمريكية الخاصة في الخارج تعتبر سخية نسبياً.

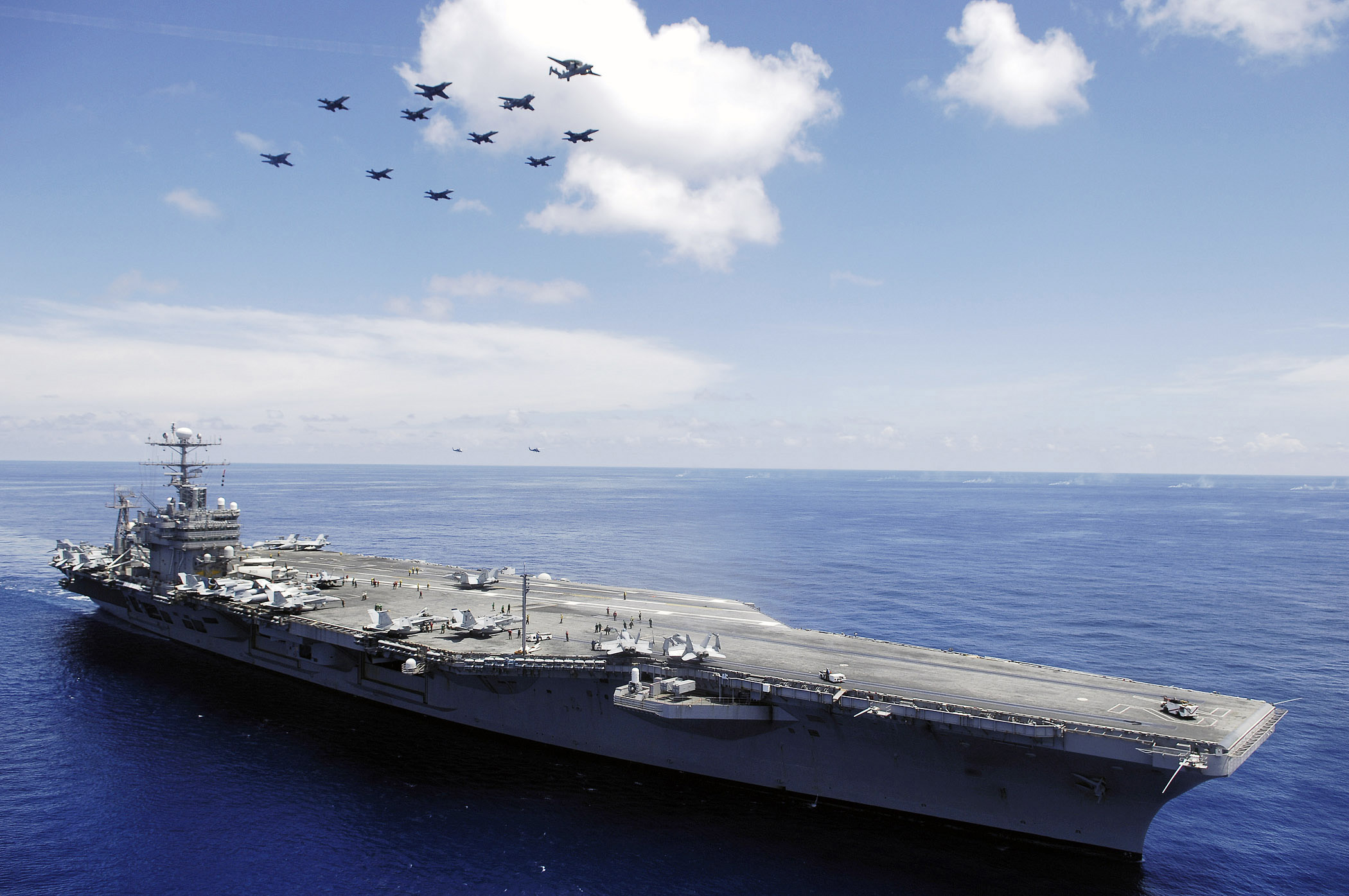
حاملة الطائرات يو إس إس ابراهام لينكون

يحمل الرئيس لقب القائد العام للقوات المسلحة في البلاد ويعين قادتها، وزير الدفاع ورئيس هيئة الأركان المشتركة. تدير وزارة الدفاع القوات المسلحة بما في ذلك الجيش والبحرية ومشاة البحرية والقوات الجوية. يدار خفر السواحل من قبل وزارة الأمن الداخلي في وقت السلم ووزارة البحرية في وقت الحرب. في عام 2008، وصل التعداد النشط للقوات المسلحة 1,400,000 موظفين في الخدمة الفعلية. بينما يصعد احتياطي الحرس الوطني بإجمالي عدد القوات إلى 2.3 مليون فرد. توظف وزارة الدفاع أيضاً 700,000 من المدنيين ويستثنى منهم المقاولون.
الخدمة العسكرية طوعية على الرغم من أن التجنيد في زمن الحرب يجري من خلال نظام الخدمة الانتقائية. يمكن نشر القوات الأمريكية بسرعة عبر أسطول القوات الجوية الكبير من طائرات النقل، والبحرية ذات حاملات الطائرات الإحدى عشرة النشطة ووحدات مشاة البحرية في البحر عبر أساطيل المحيط الأطلسي والمحيط الهادئ. يعمل الجيش في 865 قاعدة ومنشأة في الخارج، ويحافظ على نشر أكثر من 100 موظف في الخدمة الفعلية في 25 دولة أجنبية. وقد دفع هذا الوجود العسكري العالمي ببعض الباحثين لوصف الولايات المتحدة بأنها تحافظ على إمبراطورية من القواعد.
بلغ مجموع الإنفاق العسكري الأمريكي في عام 2008 أكثر من 600 مليار دولار أي ما يزيد على 41% من الإنفاق العسكري العالمي وأكبر من مجموع ما تنفقه الدول الأربعة عشر التالية في الترتيب على النفقات العسكرية الوطنية مجتمعة. كان نصيب الفرد من الإنفاق 1,967 $ أي حوالي تسعة أضعاف المتوسط العالمي؛ يبلغ معدل الإنفاق نحو 4% من الناتج المحلي الإجمالي وهو ثاني أعلى معدل على الإنفاق العسكري عالمياً بعد المملكة العربية السعودية. بلغت ميزانية الدفاع لعام 2011 نحو 549 مليار دولار أي ما يمثل زيادة 3.4% عن عام 2010 و85% عما كانت عليه في 2001؛ يقترح أيضاً مبلغ إضافي مقداره 159 مليار دولار للحملات العسكرية في العراق وأفغانستان. اعتباراً من سبتمبر 2010، فإنه من المقرر أن تنشر الولايات المتحدة 96,000 جندي في أفغانستان و50,000 في العراق. اعتباراً من 5 يناير 2011، عانت الولايات المتحدة من 4,432 قتيل في صفوف قواتها خلال حرب العراق. و1,448 خلال حرب أفغانستان.

## الجغرافيا
المقالة الرئيسة: سطح الولايات المتحدة

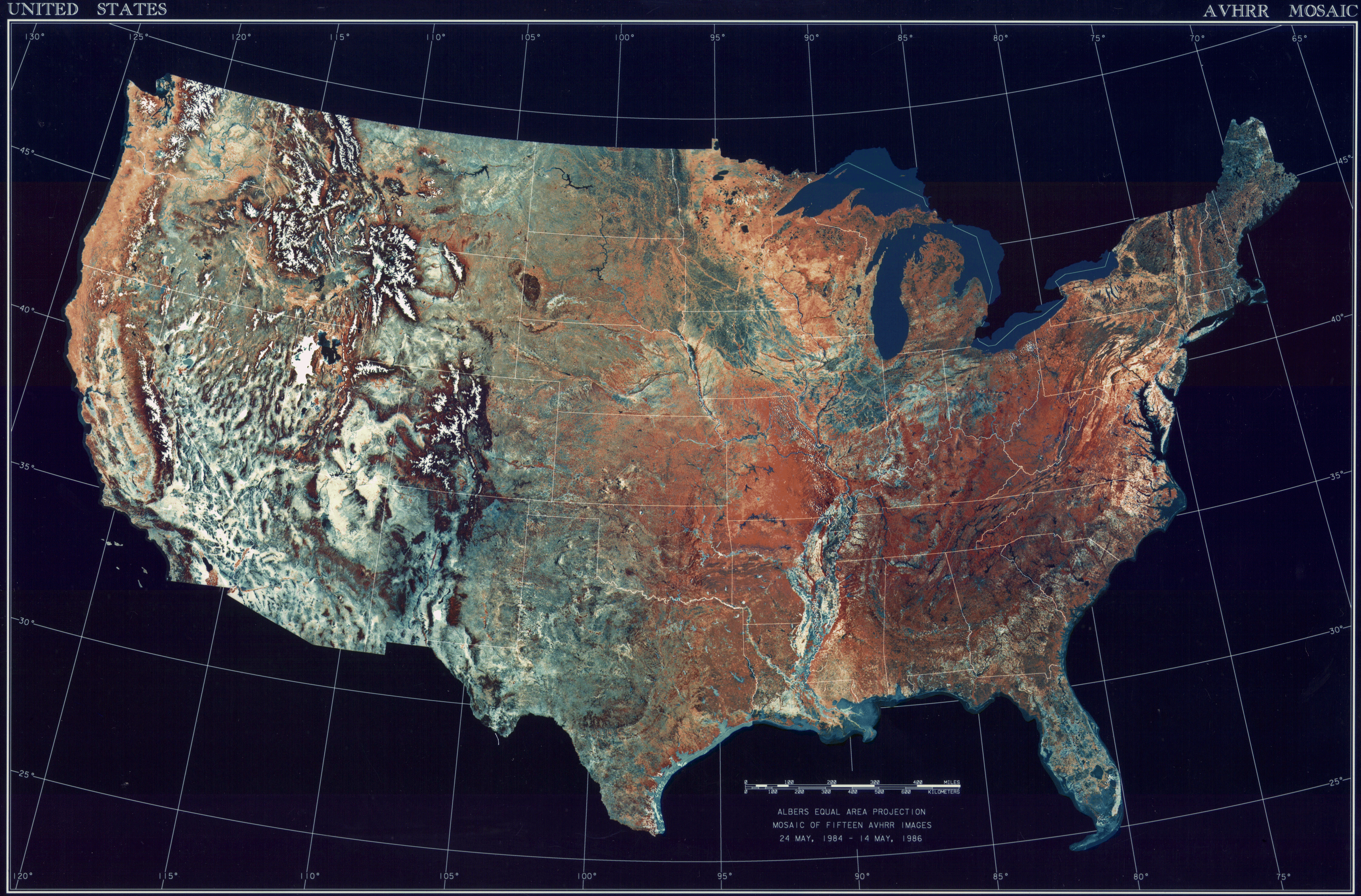
صورة الأقمار الصناعية تظهر تضاريس الولايات المتحدة الأمريكية.

تبلغ مساحة الولايات المتحدة الأمريكية 1.9 مليار فدان تقريباً. تعتبر ولاية ألاسكا التي تفصلها كندا عن الولايات المتحدة أكبر الولايات مساحة، حيث تبلغ مساحتها 365 مليون فدان. كما تبلغ مساحة ولاية هاواي، وهي مجموعة جزر تقع في وسط المحيط الهادي جنوب غرب أمريكا الشمالية، أكثر من 4 ملايين فدان. تعد الولايات المتحدة الأمريكية ثالث أو رابع دولة من حيث المساحة بعد روسيا وكندا وأمام أو بعد الصين. يختلف الترتيب بتفاوت حساب مساحة المنطقتين المتنازع عليهما بين الصين والهند، وكيفية حساب المساحة الإجمالية للولايات المتحدة الأمريكية: تبلغ المساحة 3,794,083 ميل مربع وهو ما يعادل 9,826,630 كيلو متر مربع طبقاً لكتاب حقائق العالم التابع لوكالة المخابرات المركزية، و3,717,813 ميل مربع (9,629,091 كيلومتر مربع) طبقاً لشعبة الإحصاءات في الأمم المتحدة، و3,676,486 ميل مربع (9,522,055 كيلومتر مربع) طبقاً لما ذكرته الموسوعة البريطانية. وبذلك تحتل الولايات المتحدة في المركز الرابع من حيث المساحة بعد روسيا والصين وكندا.

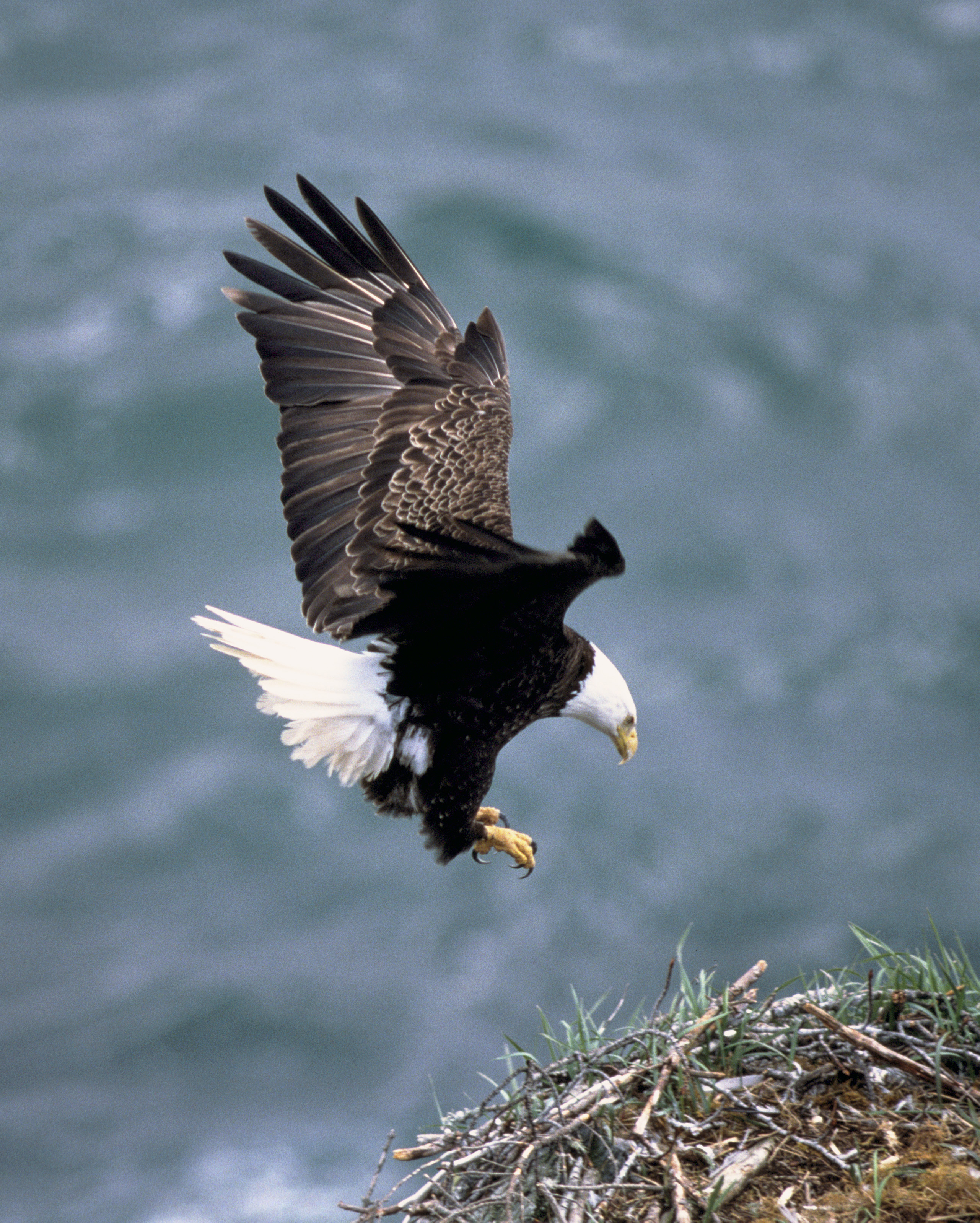
عقاب رخماء، الطائر الوطني للولايات المتحدة منذ عام 1782.

يوجد على السهل الساحلي للأطلسي الغابات المتساقطة وتلال بيدمونت. تفصل جبال الأبلاش الساحل الشرقي عن منطقة البحيرات الكبرى والمراعي في الغرب الأوسط. بينما يجري نهر مسيسيبي — ميسوري وهو رابع أطول نهر في العالم من الشمال إلى الجنوب عبر قلب البلاد. كما تمتد سهوب البراري الخصبة المنبسطة من السهول الكبرى إلى الغرب، وتقطعها المنطقة الجبلية في جنوب شرق البلاد. تقع جبال روكي في الطرف الغربي من السهول الكبرى وتمتد من الشمال إلى الجنوب على طول البلاد حيث يبلغ ارتفاعها أكثر من 14,000 قدم (4,300 م) في كولورادو. تقع حوض روكي العظيم والصحارى الأخرى مثل صحراء موهافي في أقصى الغرب. كما تمتد جبال سييرا نيفادا وكاسكيد بالقرب من ساحل المحيط الهادئ. يعدّ جبل ماكنلي الذي يقع في ولاية ألاسكا أعلى قمة في البلاد وفي أمريكا الشمالية على ارتفاع 20,320 قدم (6,194 م). تشتهر ولاية ألاسكا بالبراكين النشطة في مجموعة جزر الكسندر والجزر الأليوشية كما تتكون هاواي من جزر بركانية. يعد البركان الكامن تحت منتزه يلوستون الوطني في جبال روكي أعظم بركان عرفته القارة.
تمتلك الولايات المتحدة معظم أنواع المناخ وذلك بسبب مساحتها الكبيرة وتنوعها الجغرافي. يختلف المناخ في الشمال حيث يكون قارياً رطباً شرق خط الطول رقم 100، ويكون رطباً شبه مداري في الجنوب. يتميز الطرف الجنوبي لولاية فلوريدا بمناخ استوائي، كما هو الحال في هاواي. كما أن السهول الشاسعة التي تقع غرب خط الطول 100 تضم مناخاً شبه قاحل. معظم الجبال الغربية ذات مناخ ألبي. بالإضافة إلى ذلك، يعدّ المناخ قاحلاً في صحراء الحوض العظيم في الجنوب الغربي، ومتوسطياً في ولاية كاليفورنيا الساحلية ومحيطياً في أوريغون الساحلية وواشنطن وجنوب ألاسكا. يعدّ معظم ولاية ألاسكا قطبياً. كما أن البلاد تتعرض لبعض الكوارث الطبيعية وخاصة الولايات التي تطل على خليج المكسيك والمعرضة للأعاصير الاستوائية، حيث ضربت أشهر الأعاصير في العالم تلك المنطقة، لا سيما في مسار الأعاصير في الغرب الأوسط.
يعدّ التنوع البيئي في الولايات المتحدة شديداً حيث يوجد نحو 17,000 نوع من النباتات الوعائية في البلاد وأكثر من 1,800 نوع من النباتات الزهرية في هاواي، ويقع بعضها في البر الرئيسي. يسكن الولايات المتحدة أكثر من 400 نوع من الثدييات و750 نوع من الطيور و500 نوع من الزواحف والبرمائيات. بالإضافة إلى نحو 91,000 نوع من الحشرات. يحمي قانون الأنواع المهددة عام 1973 الأنواع المهددة بالانقراض ومواطنها التي حددتها مصلحة الأسماك والحياة البرية الأمريكية. كما تضم البلاد ثمان وخمسين متنزه وطني ومئات أخرى من الحدائق والغابات والبراري. تمتلك الحكومة 28.8% من أراضي البلاد. ومعظم هذه الأراضي محمية، على الرغم من أن بعضها مستأجر لحفر آبار النفط والغاز والتعدين وقطع الأشجار أو تربية المواشي؛ يستخدم 2.4% لأغراض عسكرية.

## الاقتصاد
| المؤشرات الاقتصادية         | المؤشرات الاقتصادية               | المؤشرات الاقتصادية |
| --------------------------- | --------------------------------- | ------------------- |
| البطالة                     | 5.5% (فبراير 2015)                | [ 80 ]              |
| نمو الناتج المحلي الإجمالي  | 5% (الربع الثالث 2014)            | [ 81 ]              |
| مؤشر تضخم أسعار المستهلك    | 2.1% (ماي 2014)                   | [ 82 ]              |
| معدل العمالة                | 58.9% (ماي 2014)                  | [ 83 ]              |
| قوة العمل                   | 62.9% (ماي 2015)                  | [ 84 ]              |
| الدين العام                 | $17.5 تريليون (الربع الثاني 2014) | [ 85 ]              |
| الفقر                       | 14.3% (2009)                      | [ 86 ]              |
| القيمة الصافية لمعيشة الأسر | $81.8 تريليون (الربع الأول 2014)  | [ 87 ]              |

تمتلك الولايات المتحدة اقتصاداً رأسمالياً مختلطاً تغذيه وفرة الموارد الطبيعية والبنية التحتية المتطورة والإنتاجية العالية. وطبقاً لصندوق النقد الدولي، يشكل إجمالي الناتج المحلي للولايات المتحدة البالغ 14.87 تريليون دولار 24% من الناتج العالمي بأسعار الصرف في السوق و21% تقريباً من الناتج العالمي من حيث تعادل القوة الشرائية. كما يعد أكبر ناتج محلي إجمالي في العالم، رغم أنه كان أقل بنحو 5% من مجموع الناتج المحلي الإجمالي للاتحاد الأوروبي من حيث تعادل القوة الشرائية في عام 2008. تحتل البلاد المرتبة التاسعة في العالم من حيث إجمالي الناتج المحلي الاسمي للفرد الواحد، والمرتبة السادسة من حيث إجمالي الناتج المحلي للفرد من حيث تعادل القوة الشرائية.
تعد الولايات المتحدة أكبر مستورد للسلع وثالث أكبر دولة مصدرة، على الرغم من أن نسبة الصادرات للفرد الواحد منخفضة نسبياً. بلغ العجز في الميزان التجاري الأمريكي 696$ مليار في عام 2008. تعتبر كل من كندا والصين والمكسيك واليابان وألمانيا أكبر الشركاء التجاريين للولايات المتحدة. وفي سنة 2007 كانت السيارات أكبر السلع الرائدة من حيث الاستيراد والتصدير. تمتلك اليابان أكبر حصة أجنبية من دين الولايات المتحدة العام حيث تجاوزت الصين في بدايات عام 2010. تأتي الولايات المتحدة ثانية في تقرير التنافسية العالمية.
في عام 2009، أشارت التقديرات إلى أن القطاع الخاص يشكل 55.3% من الاقتصاد بينما يمثل نشاط الحكومة الفيدرالية 24.1% وأنشطة حكومات الولايات والسلطات المحلية (بما فيها التحويلات الفيدرالية) 20.6% المتبقية. يعد الاقتصاد ما بعد صناعي حيث يساهم قطاع الخدمات بنسبة 67.8% من إجمالي الناتج المحلي إلا أن الولايات المتحدة لا تزال تعد من القوى الصناعية الكبرى. تعد تجارة الجملة والتجزئة أكثر الأنشطة التجارية انتشاراً من حيث صافي الدخل الذي تجلبه. تعد الولايات المتحدة من الرواد في تصنيع المنتجات الكيماوية. كما أنها ثالث أكبر دولة منتجة للنفط في العالم وتعد أكبر مستورد له. كما أنها الدولة الأولى في العالم في إنتاج الكهرباء والطاقة النووية بالإضافة إلى الغاز الطبيعي السائل والكبريت والفوسفات والملح. في حين أن الزراعة تمثل أقل بقليل من 1% من إجمالي الناتج المحلي، كما أن الولايات المتحدة هي أكبر منتج للذرة، وفول الصويا. تعد بورصة نيويورك أكبر بورصة في العالم من حيث حجم الدولار. كما تعد كل من كوكا كولا وماكدونالدز أكثر العلامات التجارية شهرة في العالم.

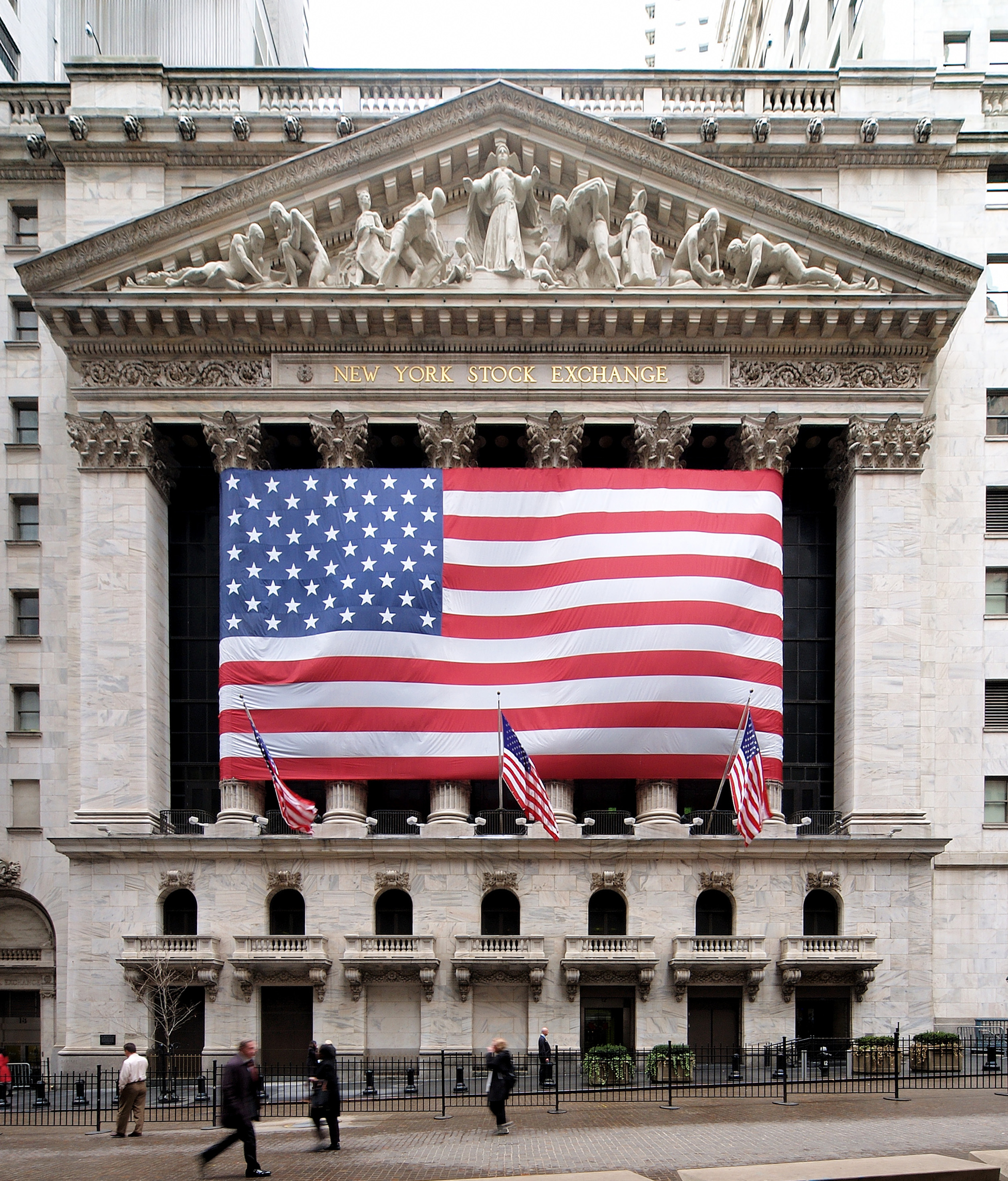
بورصة نيويورك وول ستريت.

في أغسطس 2010، بلغ تعداد القوة العاملة الأمريكية 154.1 مليون شخص. يعد القطاع الحكومي الرائد في مجال العمالة حيث يوظف 21.2 مليون شخص. أكبر مجالات القطاع الخاص من حيث عدد العاملين هي الرعاية الصحية والمساعدة الاجتماعية مع 16.4 مليون شخص. ينضم حوالي 12% من العمال إلى نقابات مقارنة بثلاثين بالمئة في أوروبا الغربية. يصنف البنك الدولي الولايات المتحدة أولى في سهولة التوظيف والاستغناء عن العمال. في عام 2009، كانت الولايات المتحدة ثالثة من حيث إنتاجية العمل للشخص الواحد في العالم خلف لوكسمبورغ والنرويج. كانت رابعة من حيث الإنتاجية في الساعة الواحدة خلف هذين البلدين وهولندا. بالمقارنة مع أوروبا فإن معدلات ضريبة الممتلكات ودخل الشركات أعلى بصفة عامة بينما ضريبة العمل، وبصفة خاصة والاستهلاك أقل.

### الدخل والتنمية البشرية
وفقاً لمكتب الإحصاء بالولايات المتحدة، بلغ متوسط دخل الأسرة قبل الضريبة 49,777$ في عام 2007. يتراوح المتوسط بين 65,469$ بين العائلات الأمريكية من أصل آسيوي و 32,584$ بين العائلات الأمريكية من أصل أفريقي. باستخدام تعادل القدرة الشرائية لأسعار الصرف، فإن المتوسط مشابه لنظيره في الدول المتقدمة الأخرى. بعد الانخفاض الحاد في منتصف القرن العشرين، ثبتت معدلات الفقر منذ أوائل السبعينيات، حيث يعيش ما بين 11 و15% من الأميركيين تحت خط الفقر في كل عام، كما يقضي 58.5% من السكان سنة واحدة على الأقل في حالة فقر في حياتهم بين 25 و 75 عاماً. في عام 2009، تبين أن 43.6 مليون أمريكي يعيشون في حالة فقر.

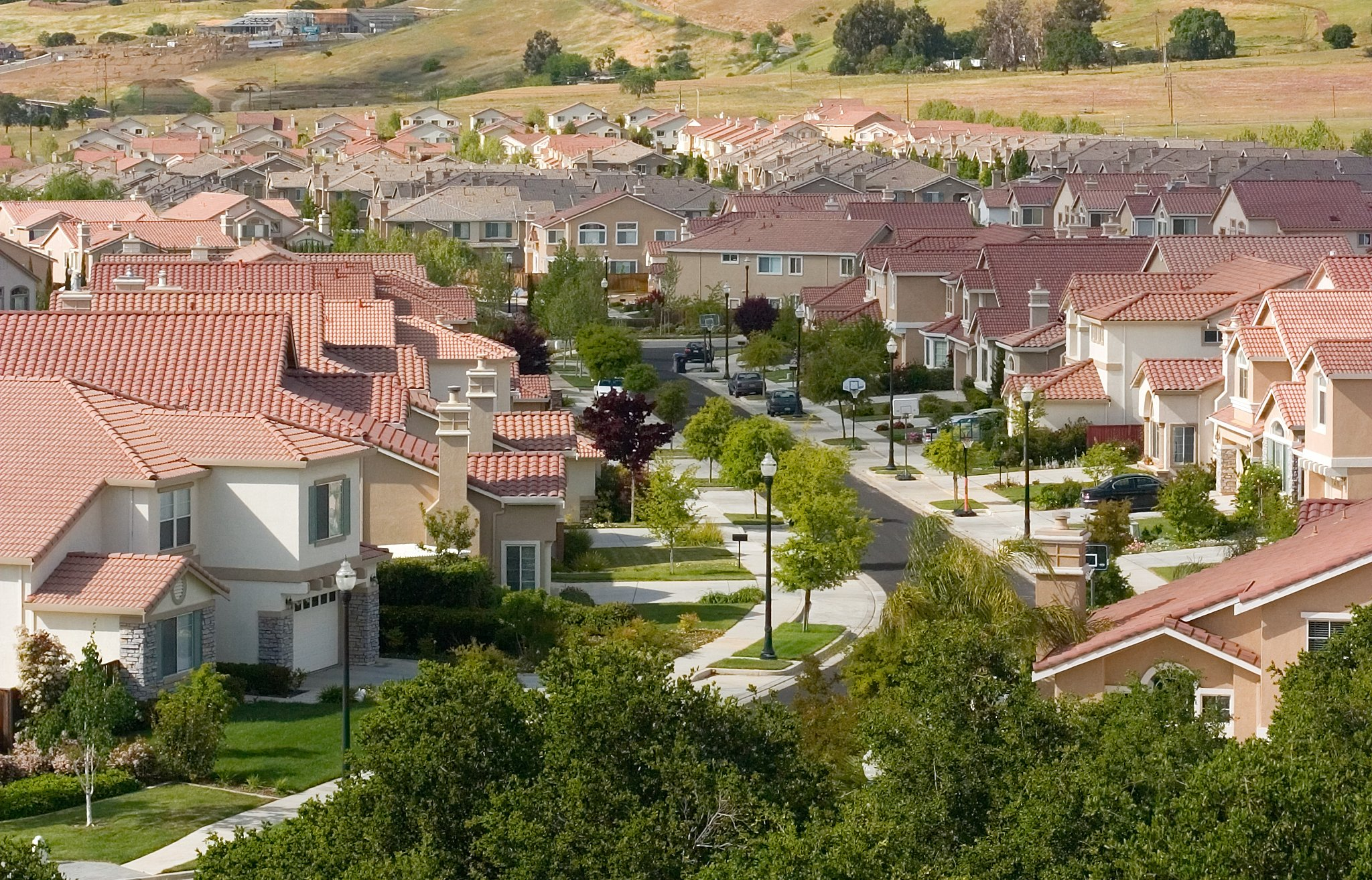
منطقة سكنية لذوي الدخل المتوسط في سان خوسيه، كاليفورنيا.

تعتبر الولايات المتحدة دولة رفاه اجتماعي، إذ أنها إحدى أكثر الدول المتقدمة تقشفاً، فالفقر النسبي والفقر المطلق منخفض بنسبة أقل بكثير من المتوسط بالنسبة للدول الغنية. على الرغم من النفقات الاجتماعية العامة والخاصة للفرد الواحد هي أعلى من أي من الدول الإسكندنافية. بينما حالة الرفاهية التي تعيشها أمريكا قللت من مستوى الفقر بين كبار السن، فإنها لم تساعد كثيراً في حل مشاكل الشباب. طبقاً لدراسة تابعة لليونيسيف في عام 2007 حول رفاهية الأطفال في واحد وعشرين دولة صناعية، تأتي الولايات المتحدة في المرتبة قبل الأخيرة.
على الرغم من زيادة الإنتاجية وانخفاض البطالة وتراجع التضخم، حققت مكاسب الدخل منذ عام 1980 معدلات أبطأ من العقود السابقة، وصاحبها زيادة في انعدام الأمن الاقتصادي. بين عامي 1947 و 1979، ارتفع متوسط الدخل الحقيقي بنسبة 80% لجميع الفئات، حيث أن دخل الفقراء في الولايات المتحدة قد ارتفع بمعدل أسرع من الأغنياء. ارتفع متوسط دخل الأسرة في جميع الفئات منذ عام 1980، نتيجة لزيادة الدخل المزدوج لعائل الأسرة وتضييق الفجوة بين الجنسين وساعات العمل الأطول، ولكن النمو كان أبطأ ويميل بشدة نحو القمة. بالتالي، فإن حصة دخل النخبة الغنية عند 1% تمثل 21.8% من إجمالي الإيرادات المبلغ عنها في عام 2005 وقد تضاعفت منذ عام 1980. وهو ما يضع الولايات المتحدة في المركز الأول من حيث عدم التكافؤ في الدخل بين دول العالم المتقدمة. يدفع أغنى 1% من السكان 27.6% من مجموع الضرائب الفيدرالية؛ بينما تدفع 10% الأولى 54.7%. تعد الثروة متركزة جداً بيد القلة مثل الدخل حيث يمتلك أغنى 10% من السكان البالغين 69.8% من ثروة الأسر في البلاد، وهي ثاني أعلى نسبة بين الدول المتقدمة. بينما تمتلك 1% الأغنى 33.4% من صافي الثروة.

## البنية التحتية

### العلوم والتقنية

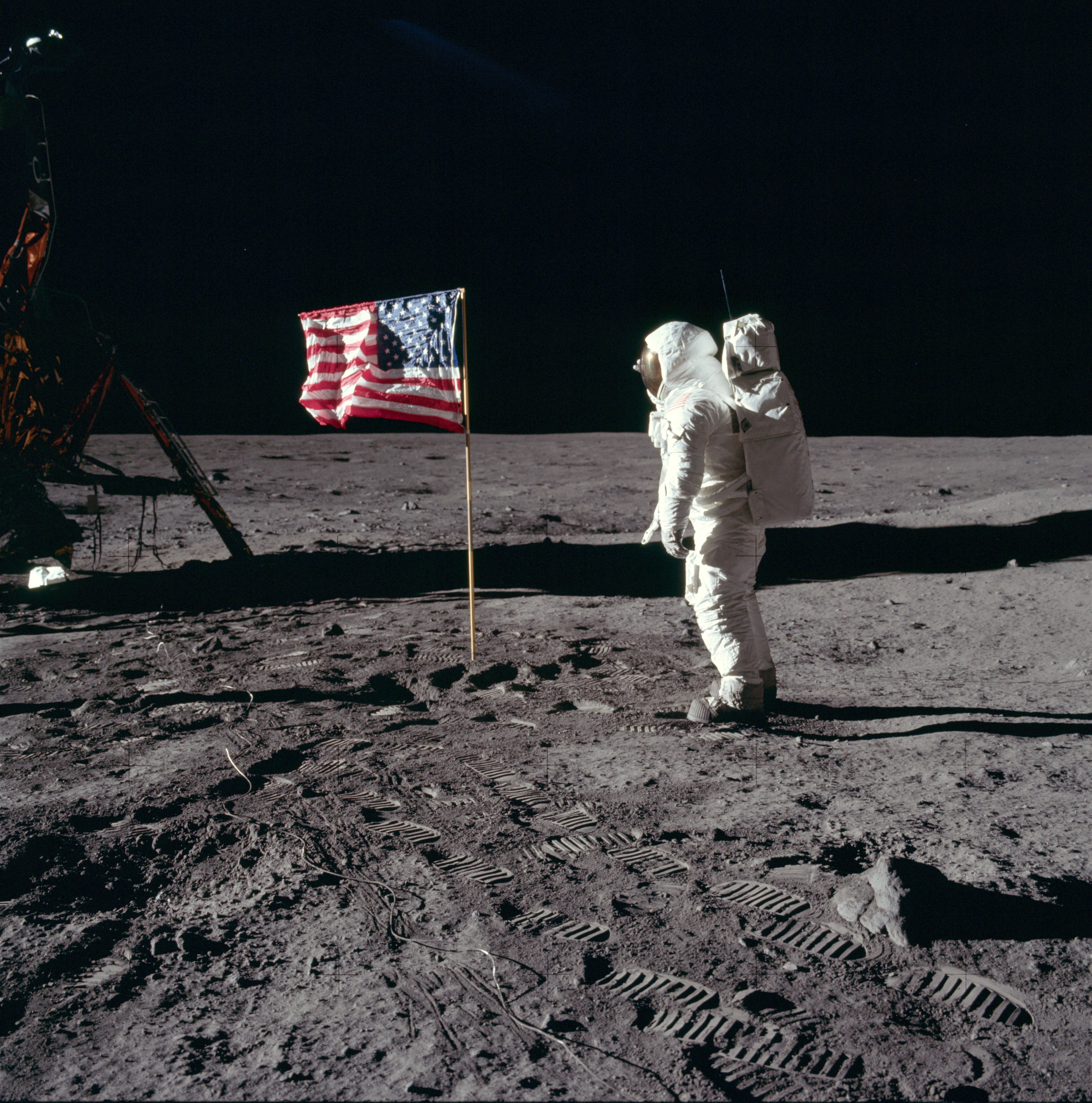
رائد الفضاء بز ألدرن خلال هبوط أول إنسان على سطح القمر عام 1969.

تعد الولايات المتحدة رائدة في مجال البحث العلمي والابتكار التكنولوجي منذ أواخر القرن التاسع عشر. في عام 1876، منح ألكسندر غراهام بيل أول براءة اختراع للهاتف. كما اخترع توماس إديسون الفونوغراف وأول مصباح كهربائي طويل الأمد وأول كاميرا فيديو عملية. يعدّ نيكولا تسلا رائداً في التيار المتناوب ومحرك التيار المتناوب والراديو. في أوائل القرن العشرين، طورت شركات السيارات مثل رانسوم إي أولدز وهنري فورد خط التجميع. وفي عام 1903، قامت شركة الأخوان رايت بالقيام بأول رحلة طيران أثقل من الهواء.
دفع ظهور النازية في الثلاثينيات من القرن الماضي العديد من العلماء الأوروبيين، بما فيهم ألبرت أينشتاين وإنريكو فيرمي، إلى الهجرة إلى الولايات المتحدة. خلال الحرب العالمية الثانية، طور مشروع مانهاتن الأسلحة النووية، فاتحاً المجال أمام عصر الذرة. أدى سباق الفضاء إلى تقدم سريع في إنتاج الصواريخ وعلوم المواد والكمبيوتر. كما طورت الولايات المتحدة أربانت وشبكة الإنترنت التي تلتها. يمول القطاع الخاص حالياً النسبة الأكبر من الأبحاث والتطويرات عند 64%. تقود الولايات المتحدة العالم من حيث عدد أوراق البحث العلمي وعامل التأثير. يملك الأمريكيون مستويات عالية من السلع الاستهلاكية التكنولوجية، كما أن نصف الأسر الأمريكية لديها إمكانية الاتصال بالإنترنت عبر حزم الاتصال عريضة النطاق. تعد الولايات المتحدة البلد الرئيسي لتطوير مزارع الأغذية المعدلة وراثياً، حيث يقع في الولايات المتحدة أكثر من نصف أراضي العالم المزروعة بالمحاصيل المعدلة وراثياً.
في عام 2022، كانت الولايات المتحدة ثاني أكبر دولة من حيث عدد الأوراق العلمية المنشورة. في 2021، احتلت الولايات المتحدة المركز الثاني من حيث عدد براءات الاختراع، والمركز الثالث من حيث طلبات العلامات التجارية والتصميمات الصناعية. حلّت الولايات المتحدة المركز الثالث في مؤشر الابتكار العالمي عامي 2023 و2024،

### النقل

خطوط الطرق السيارة بين الولايات والتي تمتد على

تهيمن السيارات على وسائل نقل الأفراد على طرق في الولايات المتحدة البالغة 13 مليوناً. اعتباراً من عام 2003، كان هناك 759 سيارة لكل 1,000 أمريكي، مقارنة بأربعمائة واثنان وسبعون سيارة لكل 1,000 شخص في الاتحاد الأوروبي في العام التالي. تمثل عربات النقل ورباعية الدفع والشاحنات الخفيفة نحو 40% من السيارات الشخصية. يقضي الأمريكي البالغ (سائقاً كان أم لا) 55 دقيقة يومياً وسطياً في السياقة أو السفر 29 ميل (47 كـم).

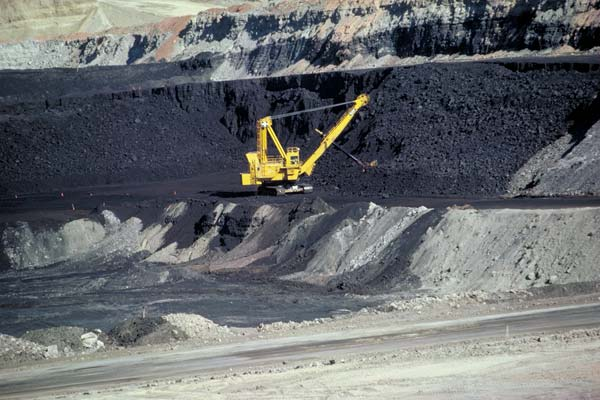
منجم فحم في وايومنغ. تمتلك الولايات المتحدة 27% من احتياطي الفحم الحجري العالمي.

تنتمي صناعة الطيران المدني بالكامل إلى القطاع الخاص، بينما تعود ملكية معظم المطارات الرئيسية للقطاع العام. أكبر أربع شركات طيران في العالم من حيث المسافرين أمريكية؛ وتأتي شركة الطيران ساوثوست في المقدمة. من بين المطارات الثلاثين الأكثر ازدحاماً في العالم، تقع ستة عشر منها في الولايات المتحدة. بما فيها مطار هارتسفيلد جاكسون أتلانتا الدولي الأكثر ازدحاماً في العالم. وعلى الرغم من استخدام السكك الحديدية لنقل البضائع كثيرًا، يميل قليل من الناس إلى استخدام السكك الحديدية في السفر داخل أو بين المدن. تشكل وسائل النقل العامة 9% فقط من مجموع رحلات العمل في الولايات المتحدة بينما تشكل 38.8% في أوروبا. يعد استخدام الدراجات قليلاً وهو أدنى بكثير من المستويات الأوروبية.

### الطاقة
يمثل سوق الطاقة الأميركي 29,000 تيراواط ساعي في السنة. يبلغ استهلاك الطاقة للفرد الواحد 7.8 طن مكافئ نفطي في السنة، مقارنة بحوالي 4.2 طن في ألمانيا و8.3 طن في كندا. في عام 2005، أتت 40% من هذه الطاقة من النفط و23% من الفحم و22% من الغاز الطبيعي. بينما يأتي ما تبقى من الطاقة من الطاقة النووية والطاقة المتجددة. تعد الولايات المتحدة أكبر مستهلك للنفط في العالم. منذ عقود تلعب الطاقة النووية دوراً محدوداً مقارنة مع العديد من البلدان المتقدمة الأخرى. بالأخص بسبب الوعي الشعبي بعد حادثة ثري مايل آيلاند عام 1979. في عام 2007، تم تقديم العديد من الطلبات لمحطات نووية جديدة.

## التركيبة السكانية

### التعداد والجماعات العرقية

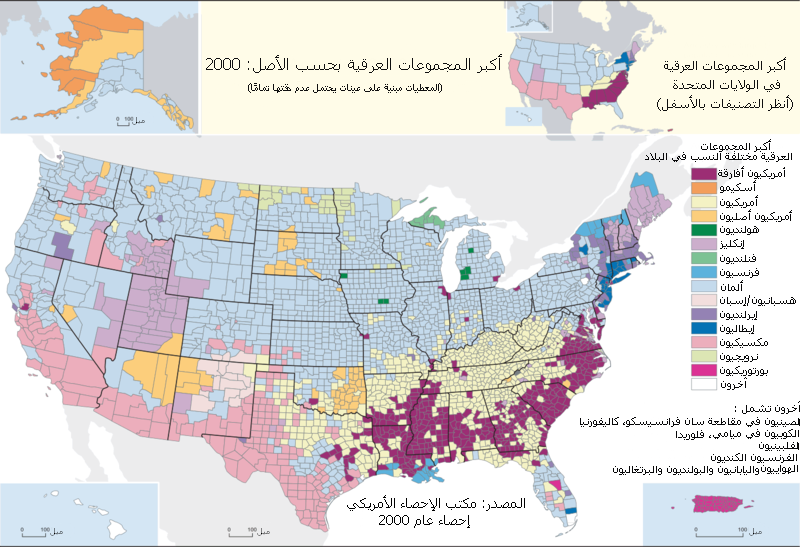
نسب أكبر المجموعات حسب الأصل في كل مقاطعة لعام 2000.

بلغ تعداد سكان الولايات المتحدة في عام 2010 نحو 308,745,538 شخص. بما في ذلك 11.2 مليوناً من المهاجرين غير الشرعيين. الولايات المتحدة ثالث دولة من حيث عدد السكان في العالم بعد الصين والهند، كما أن الولايات المتحدة هي الدولة الصناعية الوحيدة التي من يتوقع تزايد تعداد سكانها بأعداد كبيرة. يبلغ معدل المواليد 13.82 من كل 1000، وهو أقل بثلاثين بالمئة من المتوسط العالمي، بينما معدلات النمو السكاني 0.98% وهي أعلى بكثير من تلك التي في أوروبا الغربية واليابان وكوريا الجنوبية. منح نحو مليون مهاجر غير شرعي الإقامة القانونية في البلاد في السنة المالية 2010، حيث دخل معظمهم من خلال لم شمل الأسرة. كانت المكسيك المصدر الرئيسي للسكان الجدد لأكثر من عقدين من الزمن، ومنذ عام 1998 أصبحت مع الصين والهند والفلبين البلدان الأربعة الأعلى تصديراً للمهاجرين للولايات المتحدة كل عام.
| العرق/الإثنية (2013)                        | العرق/الإثنية (2013) |
| ------------------------------------------- | -------------------- |
| أمريكيون بيض                                | 77.7%                |
| أمريكيون من أصل إفريقي                      | 13.7%                |
| أمريكيون آسيويون                            | 5.3%                 |
| السكان الأصليون (بما في ذلك سكان ألاسكا)    | 1.2%                 |
| السكان الأصليين لهاواي وجزر المحيط الهادئ   | 0.2%                 |
| مختلط العرق                                 | 2.4%                 |
| الأمريكيون من أصل هسباني أو لاتيني (أي عرق) | 17.1%                |

تمتلك الولايات المتحدة تنوعاً كبيراً في المجموعات السكانية حيث يبلغ تعداد واحد وثلاثين مجموعة عرقية أكثر من مليون شخص. الأمريكيون البيض هم أكبر تلك المجموعات؛ يشكل الأميركيون من جذور ألمانية وأيرلندية وإنجليزية ثلاثة من الأعراق الأربع الكبرى في البلاد. يشكل الأمريكيون الأفارقة أكبر الأقليات في البلاد وثالث أكبر المجموعات العرقية. بينما يعد الأمريكيون الآسيويون ثاني أكبر أقلية، أكبر ثلاث مجموعات عرقية أميركية آسيوية هم الأمريكيون الصينيون والأمريكيون الفلبينيون والأمريكيون الهنديون. ضم تعداد سكان الولايات المتحدة في عام 2010 ما يقدر بنحو 5.2 مليون شخص من سكان أمريكا الأصليين بما في ذلك ألاسكا (2.9 مليوناً ذوو أصول حصرية) و1.2 مليون مع سكان جزر هاواي والمحيط الهادئ الأصليين (0.5 مليون حصراً). يشمل التعداد الآن فئة «أعراق أخرى» للدلالة على الأشخاص «غير القادرين على تحديد عرقيتهم» ضمن الفئات الخمس الرسمية؛ ضمت هذه الفئة أكثر من 19 مليون شخص في عام 2010.
يعد نمو السكان من أصل هسباني أولاتيني (هذان التعريفان متبادلان رسمياً) اتجاهاً ديموغرافياً كبيراً. يعرف الأميركيون من أصل هسباني البالغ تعدادهم 50.5 مليوناً، بأنهم يتقاسمون عرقية متميزة من قبل مكتب الإحصاء؛ 64% من الأميركيين من أصل هسباني هم من أصل مكسيكي. بين عامي 2000 و2010، ارتفع تعداد سكان البلاد من أصل هسباني بنحو 43% بينما ارتفع تعداد السكان غير الهسبانيين بنحو 4.9% فقط حيث يأتي أغلب ذاك النمو من الهجرة. اعتبارا من عام 2007 كان 12.6% من سكان الولايات المتحدة مولودون في الخارج، حيث 54% من هذا الرقم ولدوا في أمريكا اللاتينية. معدلات الخصوبة تلعب دورها أيضاً حيث تلد المرأة من أصل هسباني بالمتوسط 3 أطفال في حياتها، مقارنة بحوالي 2.2 للنساء السود غير الهسبانيات و1.8 من النساء البيض غير الهسبانيات (أقل من معدل التعويض عند 2.1). تشكل الأقليات (على النحو المحدد في مكتب التعداد: كل من هو ليس بأبيض بالإضافة إلى البيض الهسبان والبيض مختلطي الأعراق) 34% من السكان؛ ومن المتوقع أن تشكل الأغلبية بحلول عام 2042.

### المناطق الحضرية
يعيش حوالي 82% من الأميركيين في المناطق الحضرية (على النحو المحدد في مكتب التعداد تشمل هذه المناطق الضواحي أيضاً)؛ يعيش حوالي نصف هؤلاء في المدن ذات التعداد أكثر من 50,000 نسمة. في عام 2008، كان هناك 273 منطقة مدمجة تضم أكثر من 100,000 نسمة. كما كانت هناك تسع مدن تمتلك أكثر من مليون نسمة، وأربع مدن عالمية بأكثر من مليوني نسمة (هي مدن نيويورك ولوس أنجلوس وشيكاغو وهيوستن)، كما توجد اثنتان وخمسون منطقة حضرية ذات تعداد سكاني يتجاوز حاجز المليون نسمة. من بين المناطق الحضرية الخمسين الأسرع نمواً، سبعة وأربعون تقع في الغرب أو الجنوب. نمت كل من المناطق الحضرية في دالاس وهيوستن وأتلانتا وفينيكس بأكثر من مليون شخص بين عامي 2000 و2008.

### اللغة
| اللغات (2007)                | اللغات (2007) |
| ---------------------------- | ------------- |
| الإنجليزية (فقط)             | 225.5 مليون   |
| الإسبانية بما فيها الكريولية | 34.5 مليون    |
| الصينية                      | 2.5 مليون     |
| الفرنسية بما فيها الكريولية  | 2 مليون       |
| التغالوغية                   | 1.5 مليون     |
| الفيتنامية                   | 1.2 مليون     |
| الألمانية                    | 1.1 مليون     |
| الكورية                      | 1.1 مليون     |

اللغة الإنجليزية هي اللغة الوطنية بحكم الأمر الواقع. رغم عدم وجود لغة رسمية على المستوى الاتحادي فإن بعض القوانين مثل متطلبات التجنيس الأمريكية تطلب إتقان اللغة الإنجليزية. في عام 2007، تحدث حوالي 226 مليون نسمة أو 80% من السكان الذين تجاوزت أعمارهم الخمس سنوات اللغة الإنكليزية فقط في المنزل. تستخدم الإسبانية بين 12% من السكان في المنزل مما يجعلها اللغة الثانية الأكثر شيوعاً وثاني أكثر اللغات تدريساً. يدعو بعض الأمريكيين لجعل اللغة الإنجليزية اللغة الرسمية في البلاد كما هو الحال في ما لا يقل عن 28 ولاية. كل من لغة هاواي والإنجليزية اللغتان الرسميتان في هاواي حسب دستور الولاية.
على الرغم من أن ولاية نيومكسيكو لا تمتلك لغة رسمية، إلا أنه توجد قوانين تنص على استخدام كل من الإنجليزية والإسبانية، كما هو الحال في لويزيانا بالنسبة للغتين الإنكليزية والفرنسية. تقوم ولايات أخرى مثل كاليفورنيا بنشر إصدارات إسبانية عن وثائق حكومية معينة بما في ذلك أشكال المحاكم. تمنح عدة من الأراضي الجزرية الاعتراف الرسمي للغاتها الأصلية إلى جانب اللغة الإنجليزية: حيث تعترف ساموا الأمريكية وغوام باللغة الساموية والشامورو بالترتيب. كما يعترف بالكارولينية والشامورو في جزر ماريانا الشمالية. بينما الإسبانية هي اللغة الرسمية في بورتوريكو.
| لغة                                                                     | نسبة مئوية من تعداد السكان | عدد المتحدثين | عدد الذين يتحدثون الإنجليزية بشكل جيد جدا | عدد الذين يتحدثون الإنجليزية أقل من الجيد جدا |
| ----------------------------------------------------------------------- | -------------------------- | ------------- | ----------------------------------------- | --------------------------------------------- |
| الإنجليزية (فقط)                                                        | ~ 80٪                      | 237,810,023   | -                                         | -                                             |
| الأسبانية (بما في ذلك الكريولية الإسبانية ولكن باستثناء سكان بورتوريكو) | 13٪                        | 40,489,813    | 23,899,421                                | 16590392                                      |
| صيني (جميع الأصناف، بما في ذلك الماندرين والكانتونية)                   | 1.0٪                       | 3372930       | 1,518,619                                 | 1,854,311                                     |
| التغالوغ (بما في ذلك الفلبينية)                                         | 0.5٪                       | 1,701,960     | 1,159,211                                 | 542747                                        |
| الفيتنامية                                                              | 0.4٪                       | 1,509,993     | 634,273                                   | 875,720                                       |
| عربي (جميع الأصناف)                                                     | 0.3٪                       | 1231.098      | 770,882                                   | 460,216                                       |
| فرنسي (بما في ذلك باتوا وكاجون)                                         | 0.3٪                       | 1,216,668     | 965,584                                   | 251,087                                       |
| الكورية                                                                 | 0.2٪                       | 1,088,788     | 505,734                                   | 583,054                                       |

### الدين

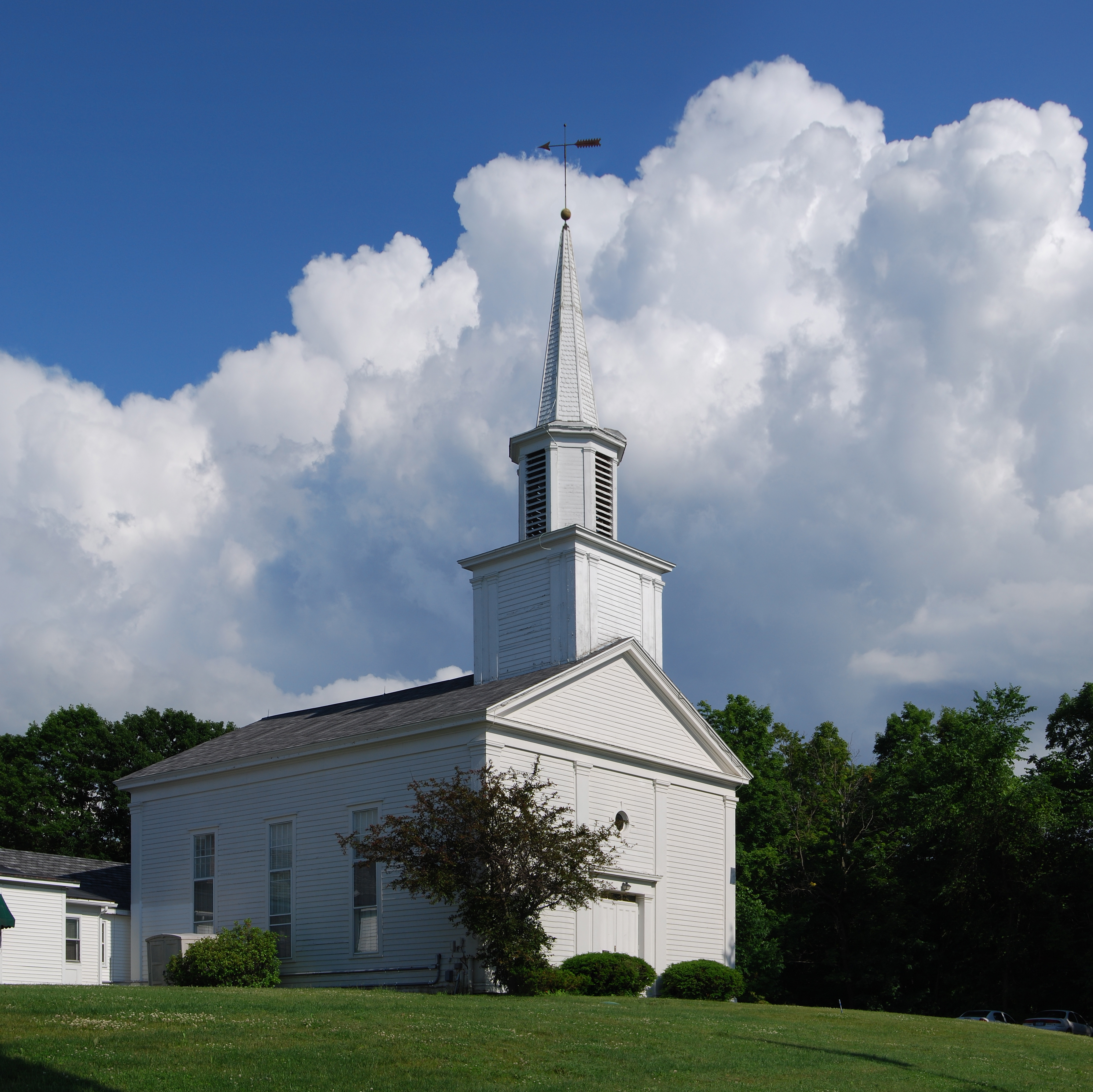
الكنيسة المشيخية؛ معظم الأمريكيين يدينون بالديانة المسيحية، ويوجد ما يقرب من 380 الف كنيسة في الولايات المتحدة أغلبها بروتستانتية.

تعد الولايات المتحدة دولة علمانية رسمياً؛ يكفل التعديل الأول لدستور الولايات المتحدة حرية ممارسة الأديان، ويمنع إنشاء أي حكم ديني علي الرغم من ذلك لازالت مراسيم تنصيب الرئيس تتم بشعائر دينية داخل الكنيسة البروتستانتية، ويمكن للانتماءات الدينية لرؤساء الولايات المتحدة أن تؤثر على إمكانية انتخابهم، وتشكل مواقفهم بشأن المسائل السياسية ورؤيتهم للمجتمع. في دراسة لعام 2002، قال 59% من الأمريكيين أن الدين لعب «دوراً هاماً جدا ًفي حياتهم» وهو رقم أعلى بكثير من أي بلد غني. طبقا لإحصاء مركز بيو للأبحاث عام 2021 قال 63% من البالغين بأنهم مسيحيون، بتراجع عن إحصاء عام 2007، قال فيه 78.4% من البالغين أنهم مسيحيون، وبتراجع عن عام 1990 حيث كانت نسبة المسيحيين 86.4%.

يمثل البروتستانت 40%، في حين تمثل الكاثوليكية في الولايات المتحدة 21%، وهي أكبر فئة فردية و2% مسيحيون آخرون. صنفت دراسة عام 2007 الإنجيليين البيض وهم يمثلون 26.3% من السكان أكبر مجموعة دينية في البلاد؛ وتقدر دراسة أخرى الإنجيليين من جميع الأعراق بنسبة 30-35 %. بينما بلغ مجموع تقديرات الديانات غير المسيحية في عام 2007 نحو 4.7% مرتفعة من 3.3% في عام 1990. 

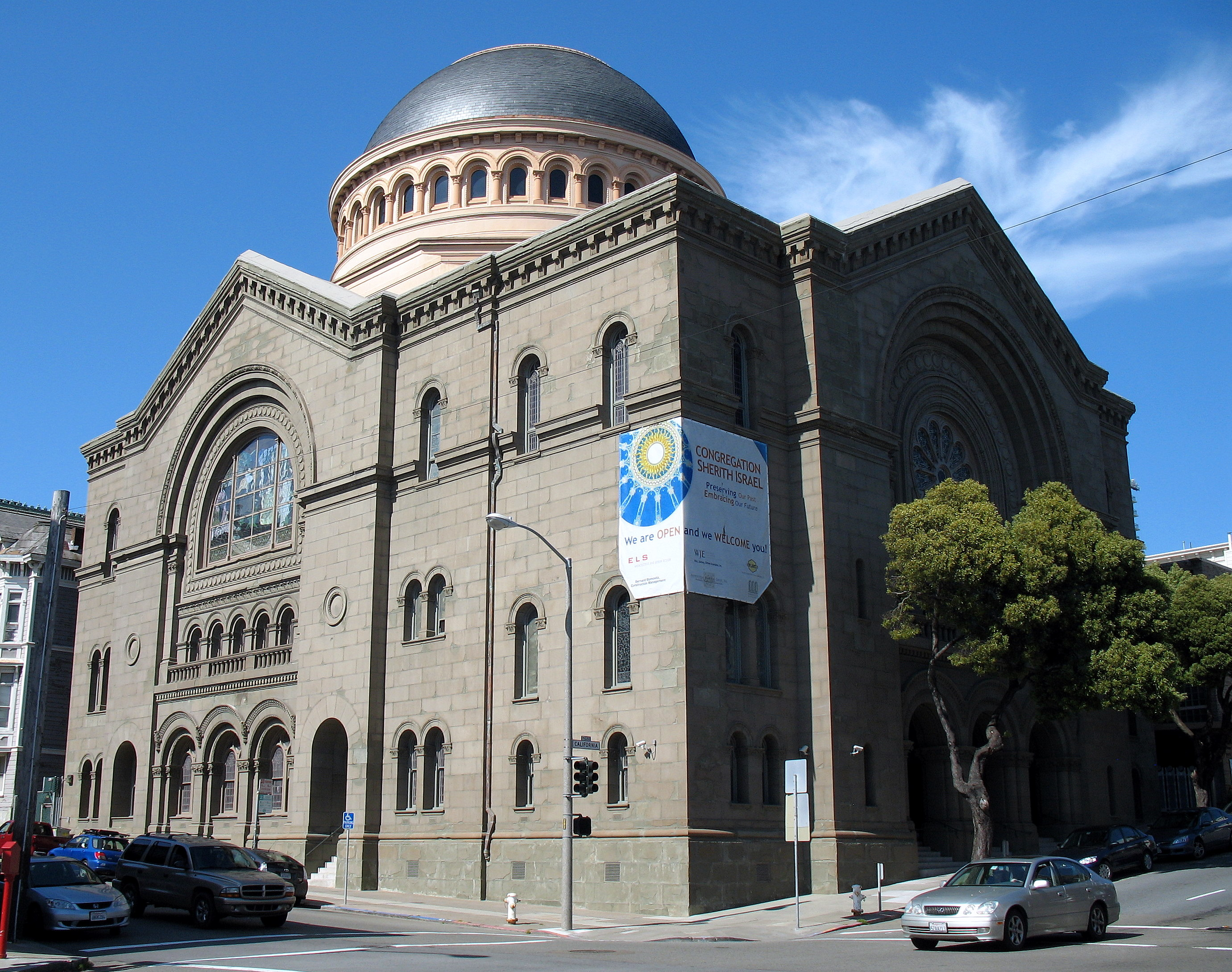
كنيس يهودى في ولاية كاليفورنيا.

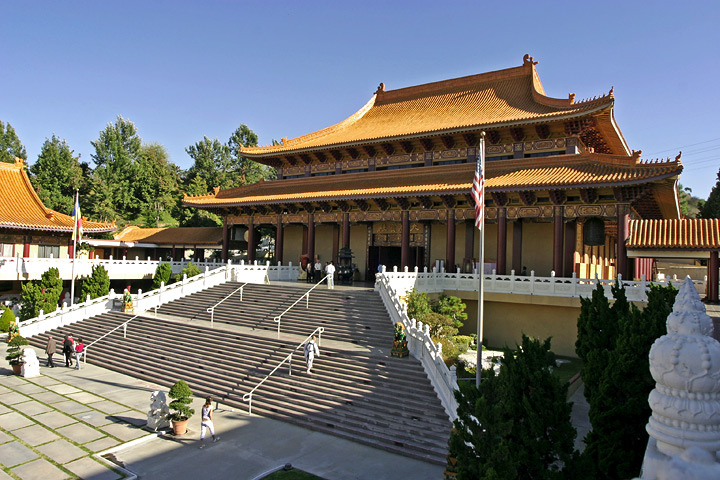
معبد المادة المضيئة البوذي في كاليفورنيا.

 أكبر الديانات المنتشرة غير المسيحية هي اليهودية (1%) والبوذية (1%) 

المركز الإسلامي في واشنطن

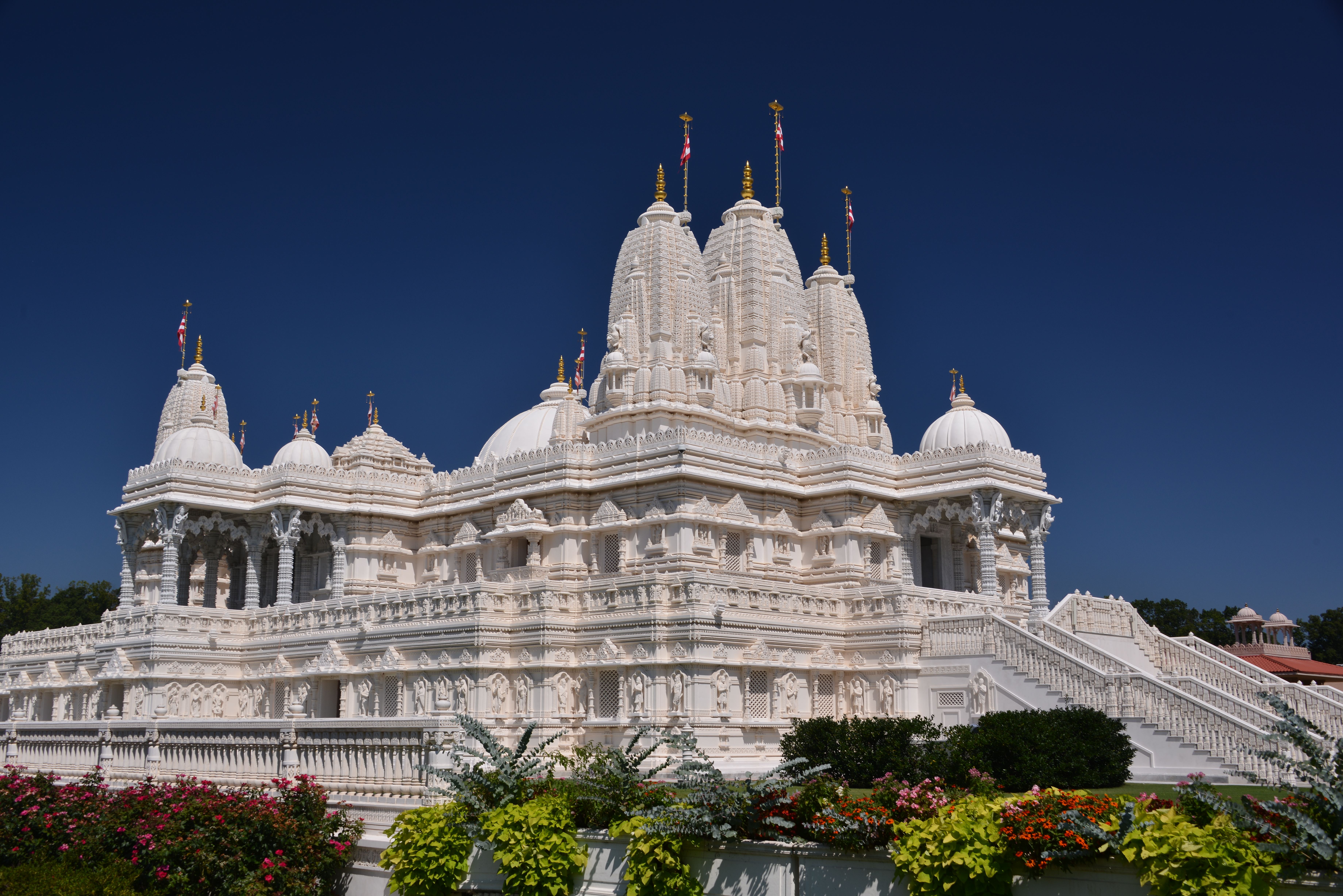
معبد هندوسي في ولاية جورجيا الامريكية

والإسلام (1%) والهندوسية (1%) والعالمية التوحدية (0.3%). تذكر الإحصائية أيضاً أن 29% من الأمريكيين يعدّون أنفسهم لاأدريين أو ملحدين أو لا دينيين، وذلك مقارنة بنحو 16.1% عام 2007، و8.2% عام 1990.
الدين في الولايات المتحدة الأميركية (2017)

### التعليم

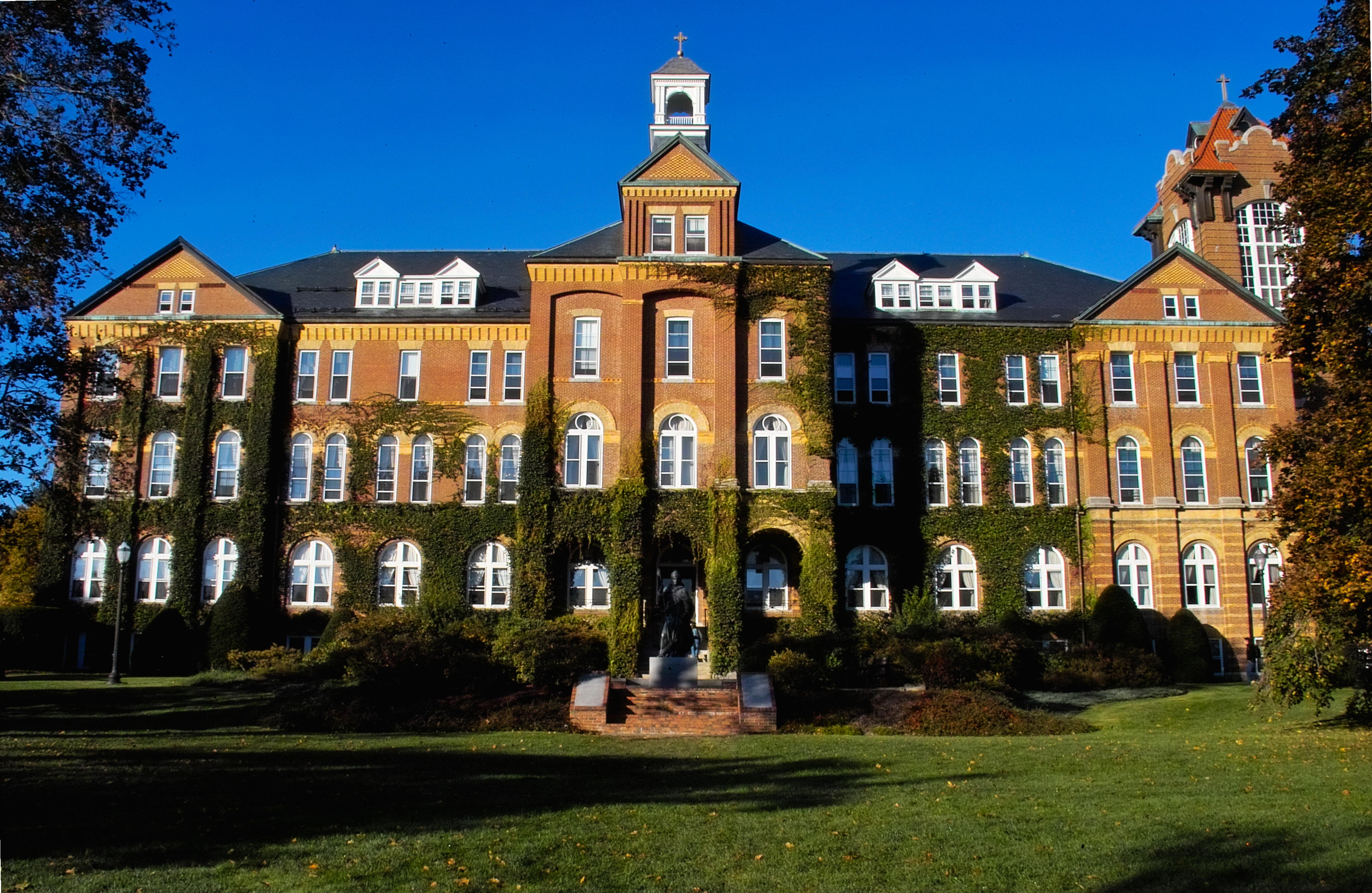
كلية سانت أنسيلم في نيوهامشير مثال على كلية الفنون الحرة في أمريكا.

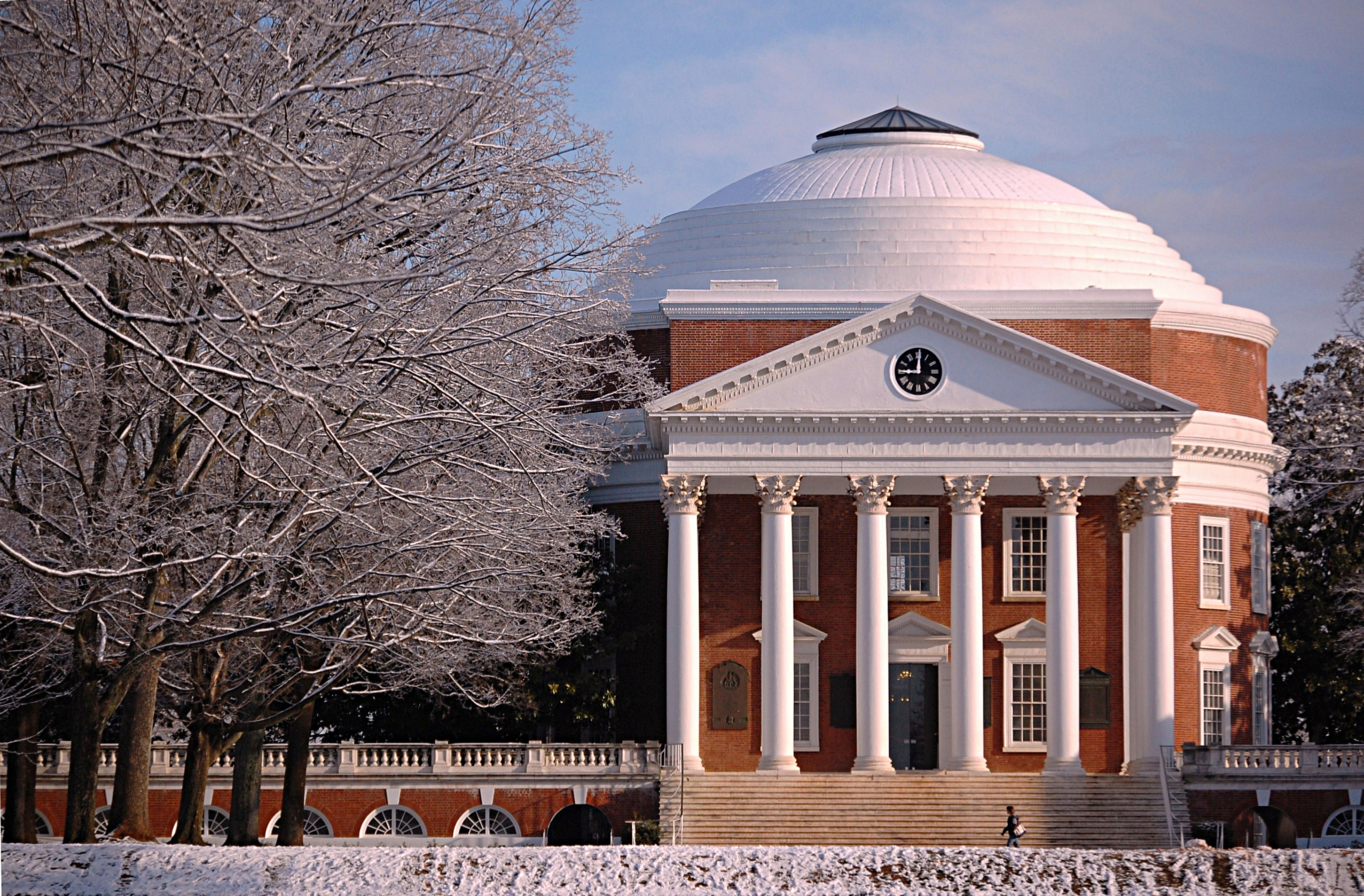
جامعة فيرجينيا.

تدير الدولة والحكومات المحلية التعليم العام الأمريكي، وتنظمه وزارة التعليم الأمريكية من خلال فرض قيود على المنح الفيدرالية. يجب على الأطفال في معظم الولايات الذهاب إلى المدرسة ابتداء من ستة أو سبعة أعوام (رياض الأطفال أو الصف الأول) حتى بلوغهم الثامنة عشر (الصف الثاني عشر، وهو نهاية المرحلة الثانوية)، تمكن بعض الولايات الطلاب من ترك المدرسة في سن السادسة عشر أو السابعة عشر. يلتحق 12% من الأطفال بمدارس خاصة دينية أو علمانية. بينما ما يزيد على 2% من الأطفال يتعلمون في منازلهم.
يوجد في الولايات المتحدة العديد من المعاهد الخاصة والعامة ومؤسسات التعليم العالي، وكذلك كليات محلية ذات سياسات قبول مفتوحة. من بين الأمريكيين الذين هم بعمر 25 عاماً أو أكبر تخرج 84.6% من الثانوية العامة، والتحق 52.6% بالكليات، وحصل 27.2% على درجة البكالوريوس، وحصل 9.6% شهادات جامعية. بينما تقترب نسبة محو الأمية من 99%. تعطي الأمم المتحدة الولايات المتحدة 0.97 على مشعر التعليم مما يضعها في المرتبة الثانية عشر عالمياً. ويحوز حوالي 38% من السكان على درجة التعليم العالي وهو أكثر مما هو الحال عليه في معظم دول منظمة التعاون والتنمية ما عدا كندا (44%) واليابان (37%).
التعليم العالي في الولايات المتحدة يتضمن مجموعة متنوعة من مؤسسات التعليم العالي. وقد ساعدت الأبحاث القوية والتمويل من الحكومة لتتصدر الكليات والجامعات الأمريكية بين أهم جامعات العالم المرموقة، مما يجعلها جذابة خصوصًا للطلاب وأساتذة الجامعات والباحثين في السعي لتحقيق التفوق الأكاديمي. وفقًا لتصنيف وشنغهاي جياو تونغ الأكاديمي لجامعات العالم، تتواجد 30 من أصل أفضل 45 جامعة وكلية في الولايات المتحدة (وفقًا لتوزيع الجوائز ونتائج البحوث). الجامعات الحكومية والجامعات الخاصة، وكليات الفنون الحرة، وكليات المجتمع تلعب دور هام في مجال التعليم العالي في الولايات المتحدة.
تحتل الجامعات الأمريكية مكانة مرموقة فوفقًا لترتيب ويبوماتركس والتصنيف الأكاديمي لجامعات العالم وتحتل عدد من الجامعات الأمريكية أولى المراتب حسب التصنيف منها جامعة هارفارد، جامعة ييل، معهد ماساتشوستس للتقنية، جامعة ستانفورد، جامعة برنستون، جامعة كولومبيا وجامعة كاليفورنيا وغيرها.

### الصحة
يبلغ متوسط أعمار الأمريكيين 77.8 سنة عند الولادة، وهو أقصر بعام واحد عن نظيره في أوروبا الغربية، وأقل من النرويج وسويسرا وكندا بثلاث أو أربع أعوام. على مدى العقدين الماضيين، انخفض مأمول الحياة من المركز الحادي عشر إلى الثاني والأربعين في العالم. يضع معدل الوفيات بين الرضع الذي يصل إلى 6.37 في الألف الولايات المتحدة في المركز الثاني والأربعين من أصل 221 بلداً، أي خلف كامل دول أوروبا الغربية. يعاني ثلث السكان البالغين من السمنة وزيادة الوزن، بينما يعدّ ثلث آخر فوق الوزن الطبيعي. تضاعف معدل السمنة، وهو أعلى نسبة في العالم الصناعي، في الربع الأخير من القرن. يعدّ أخصائيو الصحة مرض السكري من النوع الثاني المرتبط بالسمنة وبائياً في البلاد.

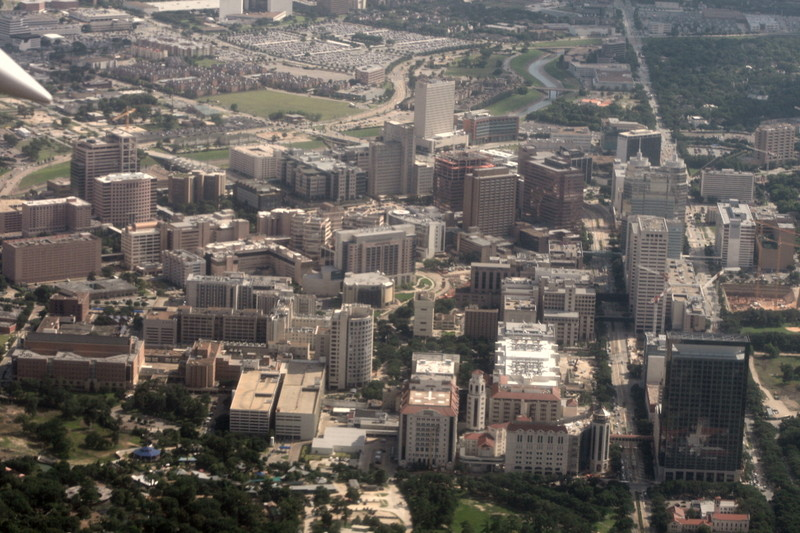
مركز تكساس الطبي في هيوستن، أكبر مركز طبي في العالم.

يصل معدل حمل المراهقات في الولايات المتحدة إلى 79.8 من كل 1,000، وهو أربعة أضعاف فرنسا وخمسة أضعاف ألمانيا. هناك جدل كبير حول الإجهاض في الولايات المتحدة حيث أنه قانوني عند الطلب. منعت العديد من الولايات التمويل العام لمثل لتلك العمليات للحد منها وخاصة في المراحل الأخيرة من الحمل، كما يتطلب الأمر إخطار الأهل بالنسبة للقصر، وانتداب فترة انتظار. وعلى الرغم من انخفاض معدل الإجهاض، تصل نسبة الإجهاض إلى 241 من كل 1,000 ولادة حية، ووصل معدل الإجهاض إلى 15 بين كل 1,000 امرأة تتراوح أعمارهن بين 15-44 سنة، وهي لا تزال أكثر من معظم الدول الغربية.
ينفق نظام الرعاية الصحية في الولايات المتحدة أكثر من أية أمة أخرى، سواء من ناحية نصيب الفرد من الإنفاق أو نسبة إجمالي الناتج المحلي. وضعت منظمة الصحة العالمية النظام الأمريكي للرعاية الصحية في المرتبة الأولى في عام 2000 بالنسبة للاستجابة، ولكن 37 من حيث الأداء الكلي. تعد الولايات المتحدة رائدة في مجال الابتكار الطبي. في عام 2004، أنفق القطاع غير الصناعي ثلاثة أضعاف نصيب الفرد في أوروبا على البحوث الطبية الحيوية.
خلافاً لما هو الحال في سائر البلدان المتقدمة، لا تعد تغطية الرعاية الصحية في الولايات المتحدة شاملة. في عام 2004، دفع التأمين الخاص 36% من النفقات الصحية الشخصية، بينما غطت المدفوعات الإضافية 15%، ودفعت الحكومات الفيدرالية والمحلية 44%. في عام 2005، كان 46.6 مليون أميركي، وهو ما يعادل 15.9% من السكان، من دون تأمين صحي وهي أعلى من نسبة عام 2001 بنحو 5.4 مليون شخص. يعد السبب الرئيسي لهذا الارتفاع انخفاض عدد الأمريكيين الذين يتمتعون برعاية التأمين الصحي من قبل صاحب العمل. يعد موضوع الأمريكيين من دون تأمين صحي أو بتأمين منخفض قضية سياسية كبرى. أظهرت دراسة في عام 2009 أن غياب التأمين الصحي ترافق مع ما يقرب من 45,000 حالة وفاة في العام. في عام 2006، أصبحت ماساتشوستس أول ولاية تطبق نظام تأمين صحي شامل. بينما يعمل قانون فدرالي تم تمريره في أوائل عام 2010 على خلق نظام رعاية صحية شبه شامل في أرجاء البلاد بحلول عام 2014.

## الجريمة وسلطة القانون
تقع مسؤولية تنفيذ القانون في الولايات المتحدة على عاتق الشرطة المحلية والشريف، مع توفير خدمات أكبر من قبل شرطة الولاية. بينما تمتلك الوكالات الفدرالية مثل مكتب التحقيقات الفيدرالي (FBI) وخدمة المارشالات الأمريكيين مهام متخصصة. على المستوى الفيدرالي تقريباً في كل الولايات، تعمل فلسفة تشريع القوانين على نظام القانون العام. تبت محاكم الولايات في معظم القضايا الإجرامية بينما تختص المحاكم الفيدرالية بالتعامل مع جرائم معينة بالإضافة إلى الاستئناف.
من بين الدول المتقدمة، تمتلك الولايات المتحدة مستويات فوق المتوسطة من جرائم العنف، وبالأخص مستويات عالية من جرائم السلاح والقتل. في عام 2007، كان هناك 5.6 جريمة قتل بين كل 100,000 شخص، وهو ثلاثة أضعاف المعدل في كندا. أصبح معدل جرائم القتل بالولايات المتحدة، والذي انخفض بنسبة 42% بين عامي 1991 و1999، ثابتاً منذ ذلك الحين. يعد الحق في ملكية السلاح موضوعاً للجدل السياسي.
تمتلك الولايات المتحدة أعلى معدل من مرتكبي جرائم القتل، وأكبر عدد من المساجين المسجلين في العالم. في بداية عام 2008، تم حبس أكثر من 2.3 مليون شخص، بمعدل يزيد عن شخص واحد من بين كل 100 من البالغين. ويعد المعدل الحالي حوالي سبعة أضعاف الرقم في عام 1980. يساوي معدل المساجين من الذكور الأمريكيين الأفارقة ستة أضعاف معدل المساجين من الذكور البيض، وثلاثة أضعاف معدل المساجين من الذكور الهسبانيين. في عام 2006، وصل معدل المساجين في الولايات المتحدة إلى أكثر من ثلاثة أضعاف المعدل في بولندا، وهي ثاني دول منظمة التعاون والتنمية الاقتصادية من حيث أعداد المساجين. يعود ارتفاع معدل الحبس في البلاد نتيجة لسياسات الأحكام وسياسات مكافحة المخدرات.
لا زالت الولايات المتحدة تحكم بعقوبة الإعدام في بعض الجرائم العسكرية والفيدرالية، وفي 34 ولاية، على الرغم من إلغاء تلك العقوبة في معظم الدول الغربية، فمنذ عام 1976، عندما أعادت المحكمة العليا الأمريكية العمل بعقوبة الإعدام بعد توقف دام أربع سنوات، تم تنفيذ أكثر من 1,000 حكم بالإعدام. وفي عام 2006، أصبحت البلاد سادس أكبر دولة من حيث عدد أحكام الإعدام في العالم، بعد الصين وإيران وباكستان والعراق والسودان. في عام 2007، أصبحت نيو جيرسي أول ولاية تشرع إلغاء عقوبة الإعدام منذ عام 1976 وتلتها نيو مكسيكو في عام 2009 وإلينوي في سنة 2011.

## الثقافة

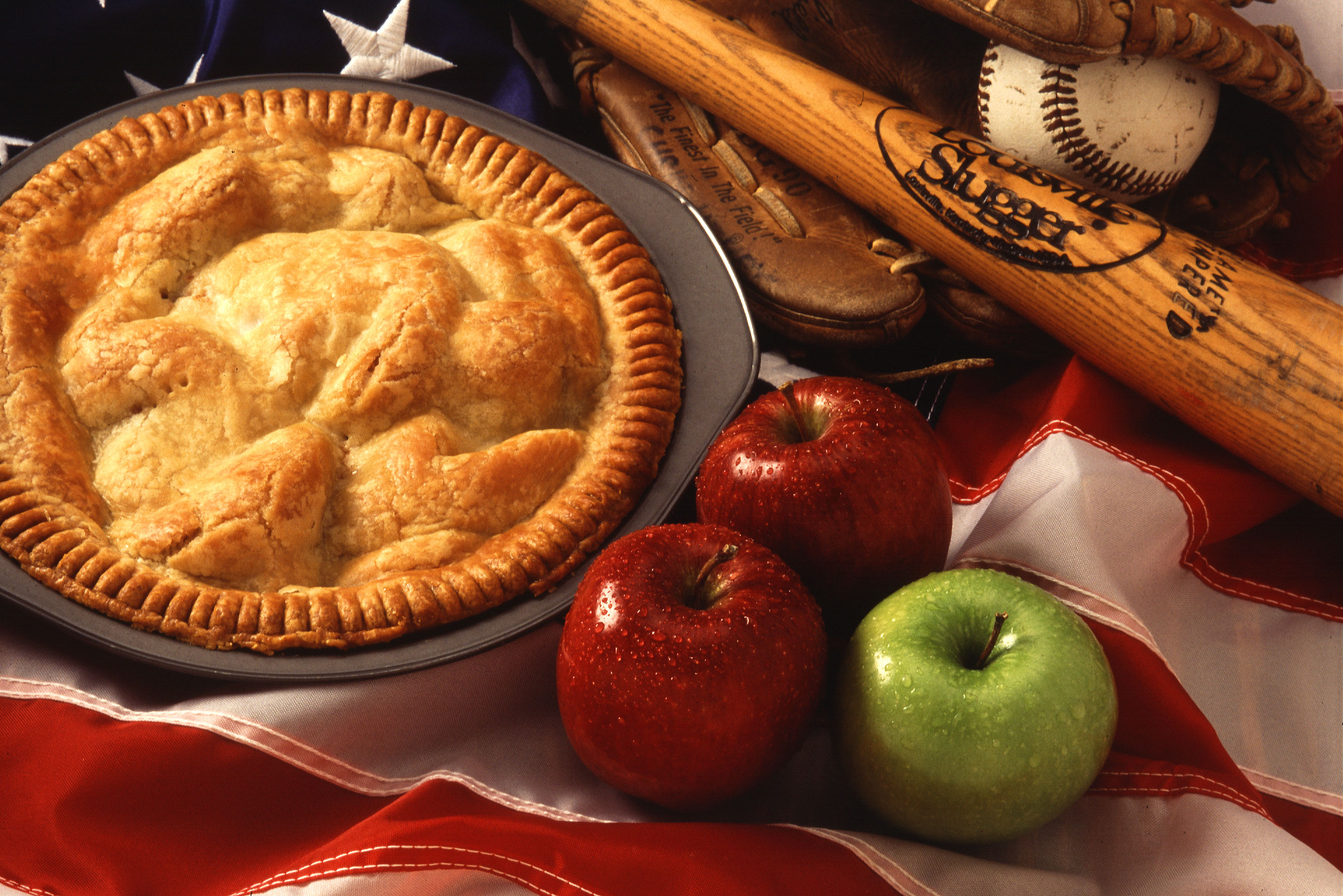
الرموز الثقافية الأمريكية: فطيرة التفاح وكرة القاعدة والعلم الأمريكي.

تعد الولايات المتحدة أمة متعددة الثقافات كونها تضم مجموعات متنوعة من المجموعات العرقية والتقاليد والقيم. بصرف النظر عن السكان الأصليين للولايات المتحدة بما في ذلك سكان جزر هاواي الأصليون، فقد هاجر معظم السكان تقريباً أو أسلافهم في غضون القرون الخمسة الماضية. تعد الثقافة الغربية الثقافة الأساسية بين الأمريكيين، وهي مستمدة من تقاليد المهاجرين الأوروبيين غير أنها متأثرة بمصادر كثيرة أخرى مثل تقاليد الأفارقة. أضافت الهجرة المتزايدة من آسيا وأمريكا اللاتينية مزيداً من التنوع الثقافي ورغم ذلك تحافظ تلك المجموعات المختلفة على جذورها الثقافية المميزة.
وفقاً لتحليل الأبعاد الثقافية لجيرت هوفستيد، فإن الولايات المتحدة تمتلك أعلى معدل «فردانية» من أي بلد من البلدان التي شملتها الدراسة. وعلى الرغم من أن الثقافة السائدة في الولايات المتحدة لا تعترف بالطبقات، فقد حدد العلماء فوارقاً بين الطبقات الاجتماعية في البلاد، والتي تؤثر على العلاقات الاجتماعية واللغة والقيم. بدأت الطبقة المتوسطة والمهنية الأمريكية العديد من الاتجاهات الاجتماعية المعاصرة مثل الحركة النسائية الحديثة وحماية البيئة والتعددية الثقافية. ترتبط الصورة الذاتية للأمريكيين ووجهات النظر الاجتماعية والتوقعات الثقافية بدرجة منغلقة غير عادية. على الرغم من ميل الأميركيين لتقييم الإنجازات الاجتماعية الاقتصادية، فإن كون الشخص عادياً أو متوسطاً ينظر إليه على أنه إيجابي. ورغم أن الحلم الأمريكي أو تصور الأميركيين بأنهم يتمتعون بارتفاع في الحركة الاجتماعية يلعب دوراً رئيسياً في جذب المهاجرين، يجد بعض المحللين أن الولايات المتحدة لديها حراك اجتماعي أقل من كندا وبلدان الشمال الأوروبي.
تعمل معظم النساء خارج المنزل وتحصل أغلبيتهن على درجات البكالوريوس. في عام 2007، كان 58% من الأمريكيين فوق 18 عاماً متزوجين و 6% أرامل و 10% مطلقين و 25% لم يتزوجوا أبداً. كما أن الزواج المثلي رسمي في جميع الولايات المتحدة بقرار من المحكمة العليا منذ عام 2015.

### وسائل الإعلام المشهورة

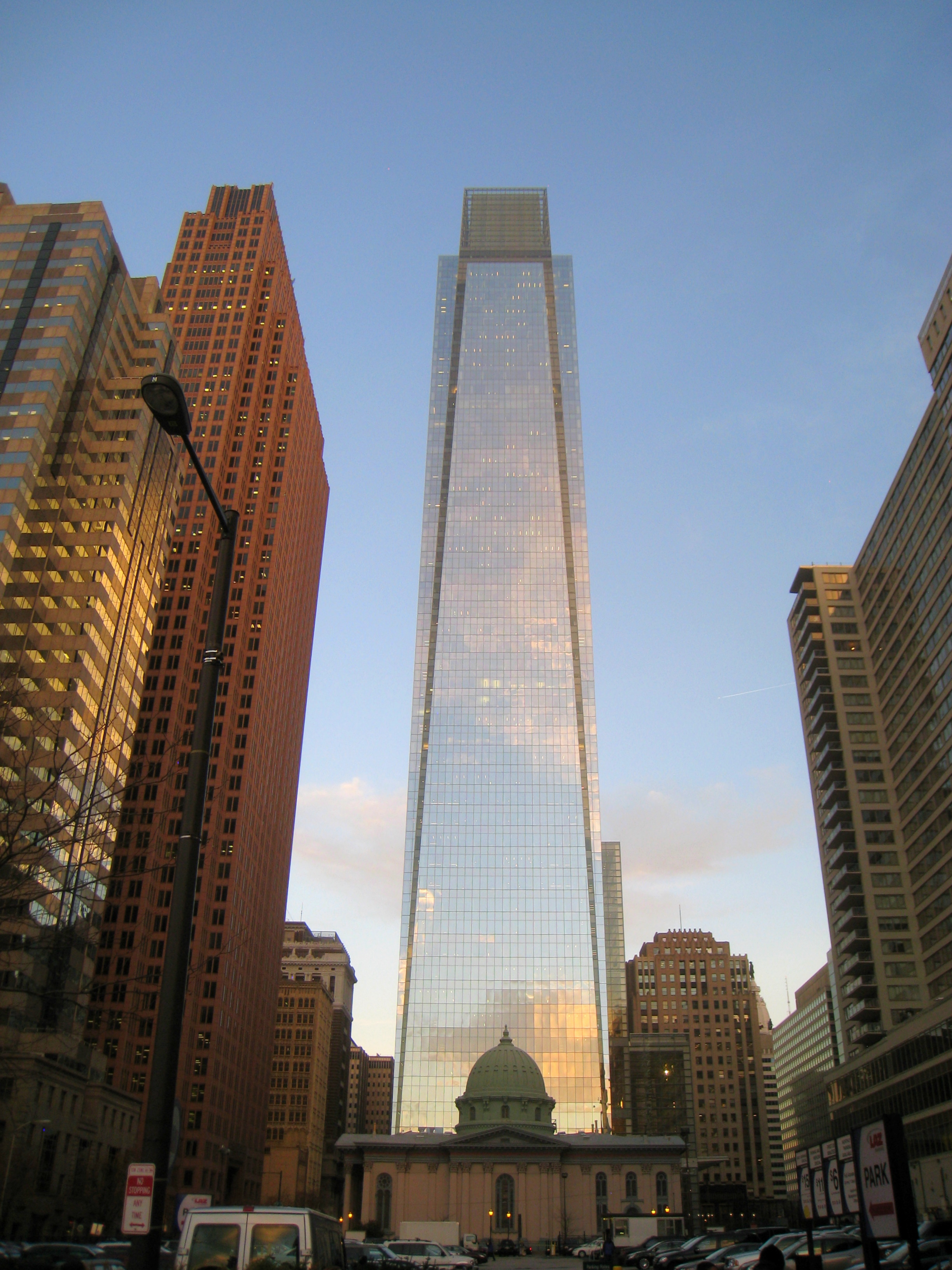
مبني إعلامي في فيلاديفيا.

يقع مقر أكبر خمس تكتلات إعلامية في العالم في الولايات المتحدة، وينتجون الكثير من وسائل الإعلام التي يتابعها الأمريكيون. في الواقع تمتلك هذه التكتلات الخمس شبكات التلفزة الأربعة الكبرى وخمسة من استوديوهات السينما الكبرى الستة. يعد الأمريكيون أكثر متابعي التلفاز في العالم. كما يستمع الأمريكيون إلى البرامج الإذاعية - التي تتخللها أيضاً العديد من الفقرات الإعلانية التجارية - في متوسط يزيد قليلاً عن ساعتين ونصف يومياً. بصرف النظر عن بوابات الويب ومحركات البحث فإن المواقع الأكثر شعبية هي الفيسبوك ويوتيوب وويكيبيديا وبلوغر وإيباي وكريغزلست، وجميعها مملوكة لأمريكيين.
في عام 1894، تم عرض أول فيلم تجاري باستخدام آلة من اختراع توماس إديسون تسمى كاينتوسكوب. شهد العام التالي العرض الأول لفيلم في نيويورك، وكانت الولايات المتحدة رائدة في مجال تطوير الأفلام الصوتية في العقود التالية. منذ مطلع القرن العشرين، كان مقر صناعة السينما في الولايات المتحدة هو هوليوود في كاليفورنيا. يعد المخرج ديفيد جريفث رائداً في تطوير قواعد الأفلام، بينما يعد فيلم المواطن كين (1941) لأورسون ويليس أعظم فيلم على الإطلاق. سرعان ما أصبح الممثلون الأمريكيون من أبرز الشخصيات مثل جون وين ومارلين مونرو، في حين أن والت ديزني كان رائداً في إنتاج وتسويق أفلام الرسوم المتحركة من خلال شخصية ميكي ماوس. أنتجت استوديوهات الأفلام الرئيسية في هوليوود أكثر الأفلام الناجحة تجارياً في التاريخ، مثل أفاتار وسلسلة هاري بوتر، وتهيمن منتجات هوليوود اليوم على صناعة السينما العالمية.

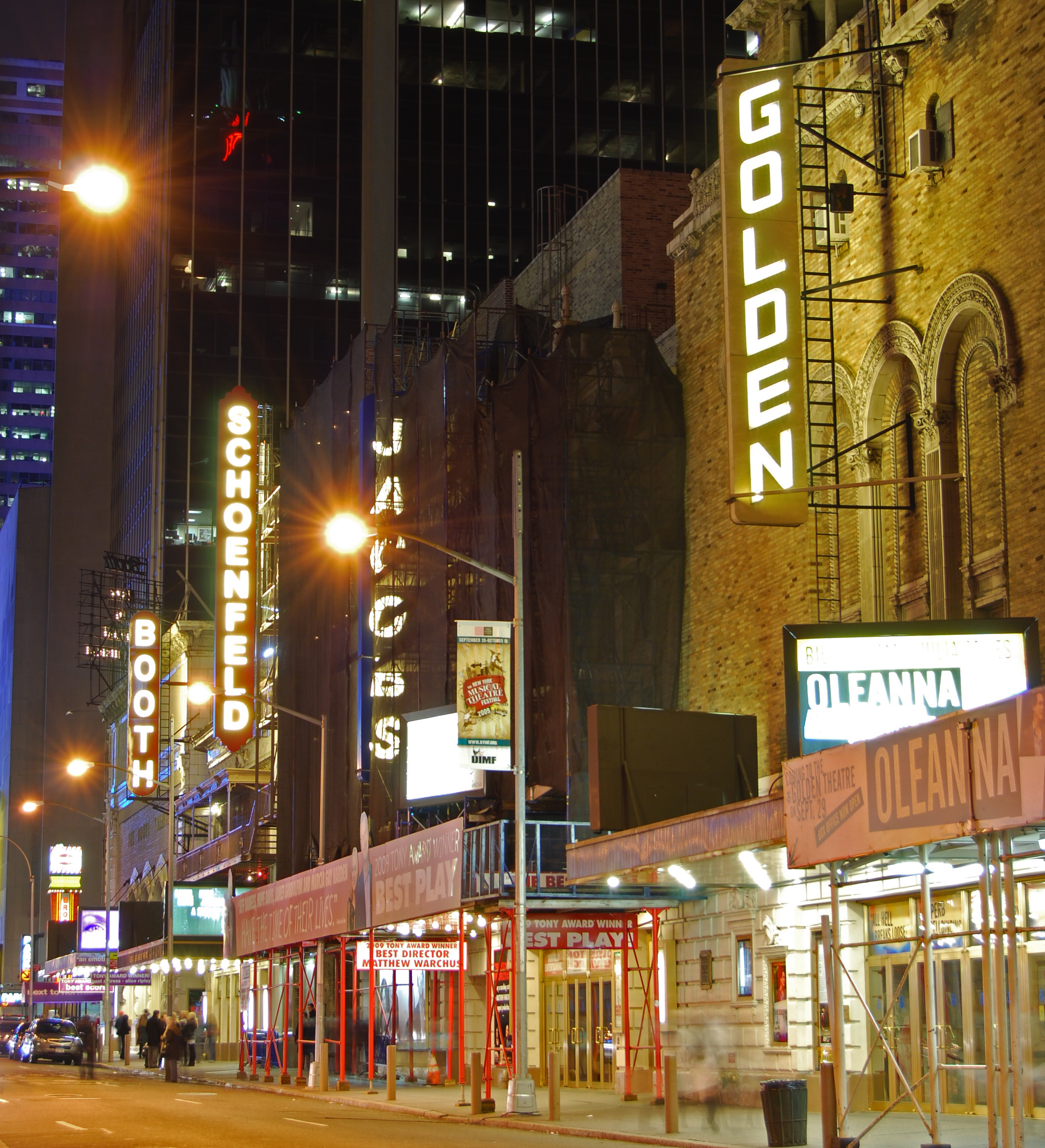
مسارح برودواي في مدينة نيويورك.

أثر الإيقاع والغناء الخاص بأنماط الموسيقى الأميركية الأفريقية بشكل عميق في الموسيقى الأميركية عمومًا، مما ميزها عن التقاليد الأوروبية. تم تبنى عناصر من الموسيقى الفلكلورية مثل البلوز وما يعرف الآن باسم الموسيقى القديمة وتحويلها إلى أنواع شعبية للجماهير العالمية. طور المبدعون مثل لويس أرمسترونغ وديوك الينجتون الجاز في أوائل القرن العشرين. بينما نشأت موسيقى الريف في العشرينيات والريذم آند البلوز في الأربعينيات. كان إلفيس بريسلي وتشك بيري من بين الرواد في أواسط الخمسينيات في الروك أند رول. وفي الستينيات، برز بوب ديلن نتيجة إحياء الموسيقى الشعبية ليصبح واحداً من أكبر كتاب الأغاني في أمريكا، بينما طور جيمس براون موسيقى الفانك. بالإضافة إلى المزيد من الابتكارات الموسيقية الأخرى مثل الهيب هوب وموسيقى الهاوس. كما أصبح نجوم البوب الأمريكيون مثل إلفيس بريسلي ومايكل جاكسون ومادونا من المشاهير على الصعيد العالمي.

### الفن والفلسفة

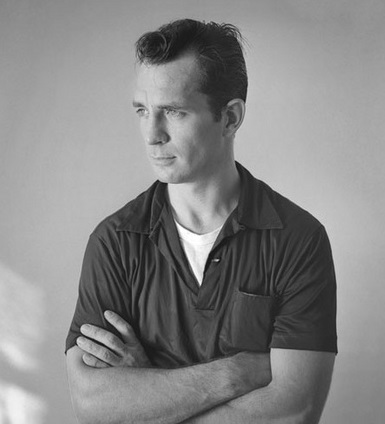
الكاتب جاك كيرواك، أحد أفضل وجوه الجيل الجديد.

خلال القرن الثامن عشر وأوائل القرن التاسع عشر، اقتبس الفن والأدب الأمريكيان الكثير من أوروبا. أسس كتاب مثل ناثانيال هاوثورن وإدغار آلان بو وهنري ديفد ثورو صوتاً أدبياً أمريكياً مميزاً بحلول منتصف القرن التاسع عشر. كما كان كل من مارك توين والشاعر والت ويتمان شخصيات رائدة في النصف الثاني من القرن؛ أصبحت إيميلي ديكنسون، والتي كانت مجهولة أثناء حياتها، من الشعراء الرئيسيين في أمريكا. اقتبست بعض الأعمال الجوانب والصفات الأساسية للتجربة الوطنية مثل: موبي ديك (1851) لهرمان ملفيل ومغامرات هكلبيري فين (1885) لتواين وغاتسبي العظيم (1925) لفرنسيس سكوت فيتزجيرالد. يمكن أن يطلق علي تلك الأعمال اسم «رواية أمريكية عظيمة».
فاز أحد عشر مواطن أمريكي بجائزة نوبل في الأدب، وكانت آخرهم توني موريسون في عام 1993. يعدّ ويليام فوكنر وإرنست همينغوي من أهم كتاب القرن العشرين. كما تطورت أنواع أدبية شعبية مثل روايات الغرب والجريمة في الولايات المتحدة. افتتح جيل جديد من كتاب الأدب نهجاً جديداً، مثل كتاب أدب ما بعد الحداثة مثل جون بارث وتوماس بينكون ودون ديليلو.
نشأت حركة «التعالي على الطبيعة» بقيادة رالف والدو إمرسون وثورو وكانت أول حركة فلسفية أمريكية. بعد انتهاء الحرب الأهلية، قاد كل من تشارلز ساندرز بيرس وويليام جيمس وجون ديوي تطوير الفعلانية. في القرن العشرين، وضعت أعمال كوين وريتشارد رورتي، بانين على نعوم تشومسكي، الفلسفة التحليلية في صدارة الأكاديميات الأمريكية. قاد جون رولس وروبرت نوزيك إحياء الفلسفة السياسية.
في الفنون البصرية، كانت مدرسة نهر هدسون في منتصف القرن التاسع عشر حركة تجاه التقاليد الأوروبية الطبيعية. بينما يحتفل بأعمال توماس إيكنز الواقعية على نطاق واسع. أذهل معرض مخزن الأسلحة عام 1913 في مدينة نيويورك - وهو معرض لفن الحداثة الأوروبية - الجمهور وحول المشهد الفني في الولايات المتحدة. استخدمت كل من جورجيا أوكيفي ومارسدن هارتلي وغيرهم أساليب جديدة تبدي حساسية فردية شديدة. تطورت كبرى الحركات الفنية مثل التعبيرية التجريدية لجاكسون بولوك وويليم دي كونينج، وفن البوب لآندي وارهول وروي ليشتنشتاين إلى حد كبير في الولايات المتحدة. جلب تيار الحداثة وما بعد الحداثة الشهرة للمعماريين الأمريكيين مثل فرانك لويد رايت وفيليب جونسون وفرانك غيري.

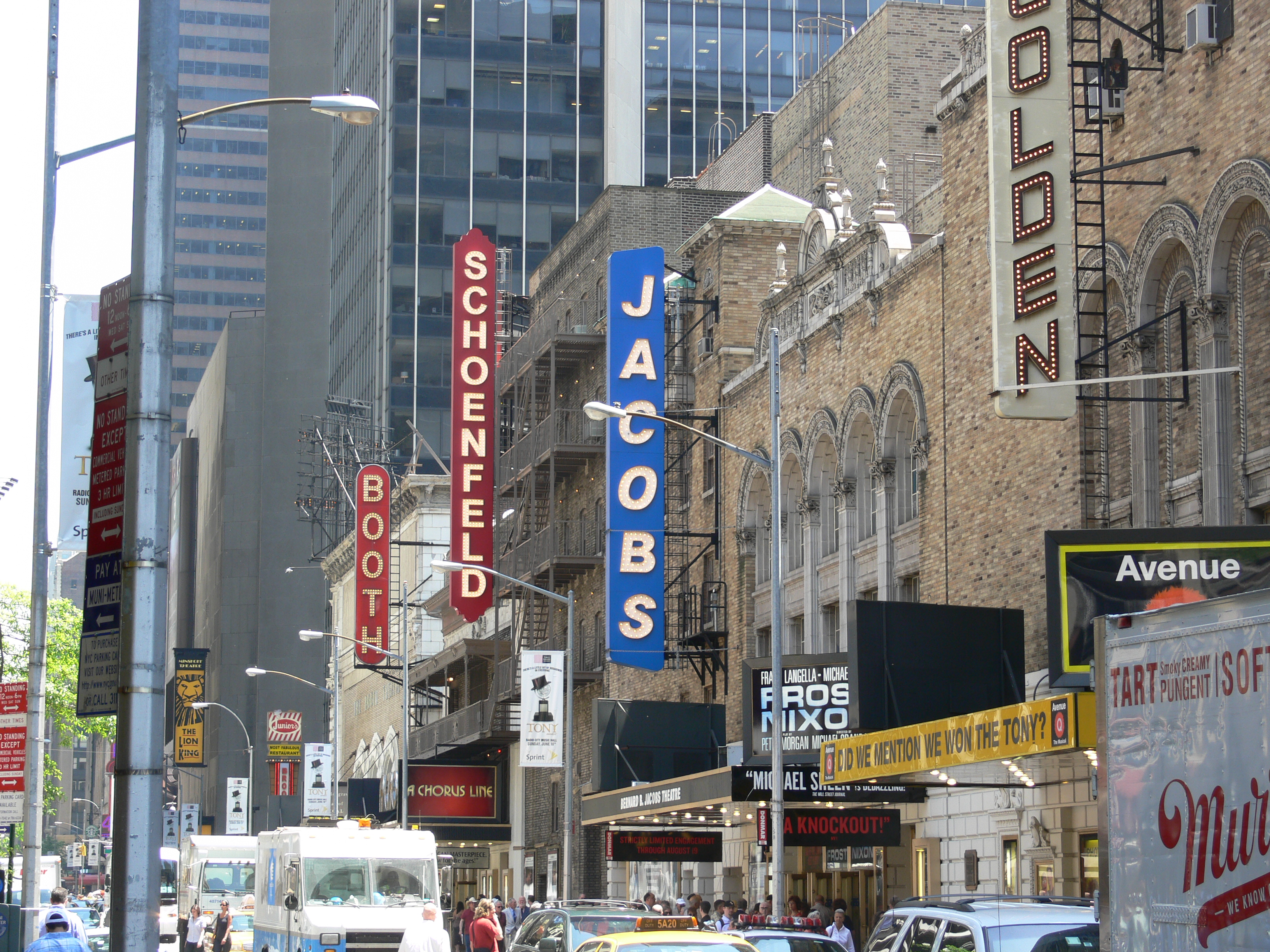
مسرح برودواي بمدينة نيويورك الذي يستضيف الكثير من العروض الشعبية.

يعد مدير الفرقة الموسيقية بي. تي. بارنوم أول من روج للمسرح الأمريكي والذي بدأ بمركز ترفيهي حول مانهاتن في عام 1841. أنتج فريق هارت وهاريجان سلسلة من الهزليات الموسيقية الشعبية في نيويورك ابتداء من أواخر 1870. في القرن العشرين، ظهرت الموسيقى الحديثة في برودواي؛ حيث أصبحت أغاني المسرح الموسيقي لملحنين من أمثال إرفينغ برلين وكول بورتر وستيفن سوندهايم معايير للبوب. فاز الكاتب المسرحي أوجين أونيل بجائزة نوبل للأدب في عام 1936؛ بالإضافة إلى كتاب أمريكيين آخرين حصلوا على جائزة بوليتزر مثل تينيسي وليامز وإدوارد ألبي وأوغست ويلسون.
يعد تشارلز إيفز أول ملحن أمريكي كلاسيكي كبير، بينما صنع التجريبيون مثل هنري كويل وجون كيج نهجاً أمريكياً تجاه التلحين الكلاسيكي. طور آرون كوبلاند وجورج غيرشوين نسيجاً فريداً من الموسيقى الشعبية والكلاسيكية. بينما ساهمت مصممات الرقصات أمثال اسيدورا دنكان ومارثا غراهام في صناعة الرقص الحديث، في حين كان جورج بلانشاين وجيروم روبينز رائدين في فن الباليه في القرن العشرين. اشتهر الأميركيون منذ وقت طويل في أوساط فن التصوير الحديث من خلال كبار المصورين مثل ألفريد شتيجلتز وإدوارد شتايشن وأنسل أدامز. كما تعتبر الصحيفة الساخرة والكتاب الهزلي من الابتكارات الأمريكية. كما أصبح سوبرمان - الكتاب الهزلي الذي يحكي قصة حياة البطل الخارق - رمزا أمريكياً.

### المطبخ
تتشابه فنون الطهي الأمريكية مع البلدان الغربية. يعد القمح من الحبوب الأساسية. يستخدم المطبخ الأمريكي التقليدي مكونات محلية مثل الديك الرومي والغزال والبطاطس والبطاطس الحلوة والذرة والقرع وشراب القيقب، وهي المواد الغذائية التي استخدمها الهنود الحمر والمستوطنون الأوروبيون الأوائل. يعد لحم الخنزير المطهي ببطء ولحم البقر المشوي وكعكة سرطان البحر ورقائق البطاطس وكعك رقائق الشوكولاتة من الأكلات الأمريكية المميزة. يشتهر غذاء الروح الذي أدخله العبيد الأفارقة في مختلف أنحاء الجنوب وبين كثير من الأمريكيين الأفريقيين. كما يعد المطبخ المختلط مثل المطبخ الكريولي في لويزيانا وكاجون وتكس - مكس ذو أهمية إقليمية.
اشتقت الأطباق المميزة مثل فطيرة التفاح والدجاج المقلي والبيتزا والهمبرغر والنقانق من وصفات مختلفة خاصة بالمهاجرين. بالإضافة إلى ما يسمى بالبطاطس المقلية والأطباق المكسيكية مثل البوريتو والتاكو وأطباق المعكرونة المأخوذة من مصادر إيطالية. يفضل الأمريكيون عموماً القهوة على الشاي. بينما يعد عصير البرتقال والحليب في كل مكان كمشروب الإفطار.
تعد صناعة الوجبات السريعة الأمريكية الأكبر في العالم حيث أدخلت خدمة الوجبات للسائقين (درايف ثرو) في ثلاثينيات القرن الماضي. يثير استهلاك الوجبات السريعة في البلاد مخاوف صحية، حيث ارتفعت نسبة استهلاك السعرات الحرارية عند الأمريكيين خلال الثمانينيات والتسعينيات بنسبة 24%، وذلك بسبب كثرة تناول الوجبات السريعة وهو ما يرتبط بما يسميه مسؤولو الصحة الأمريكية «وباء السمنة». بالإضافة إلى أن المشروبات الغازية المحلاة تمتلك شعبية كبيرة؛ حيث تمثل تلك المشروبات 9% من مدخول السعرات الحرارية لدى الأمريكيين.

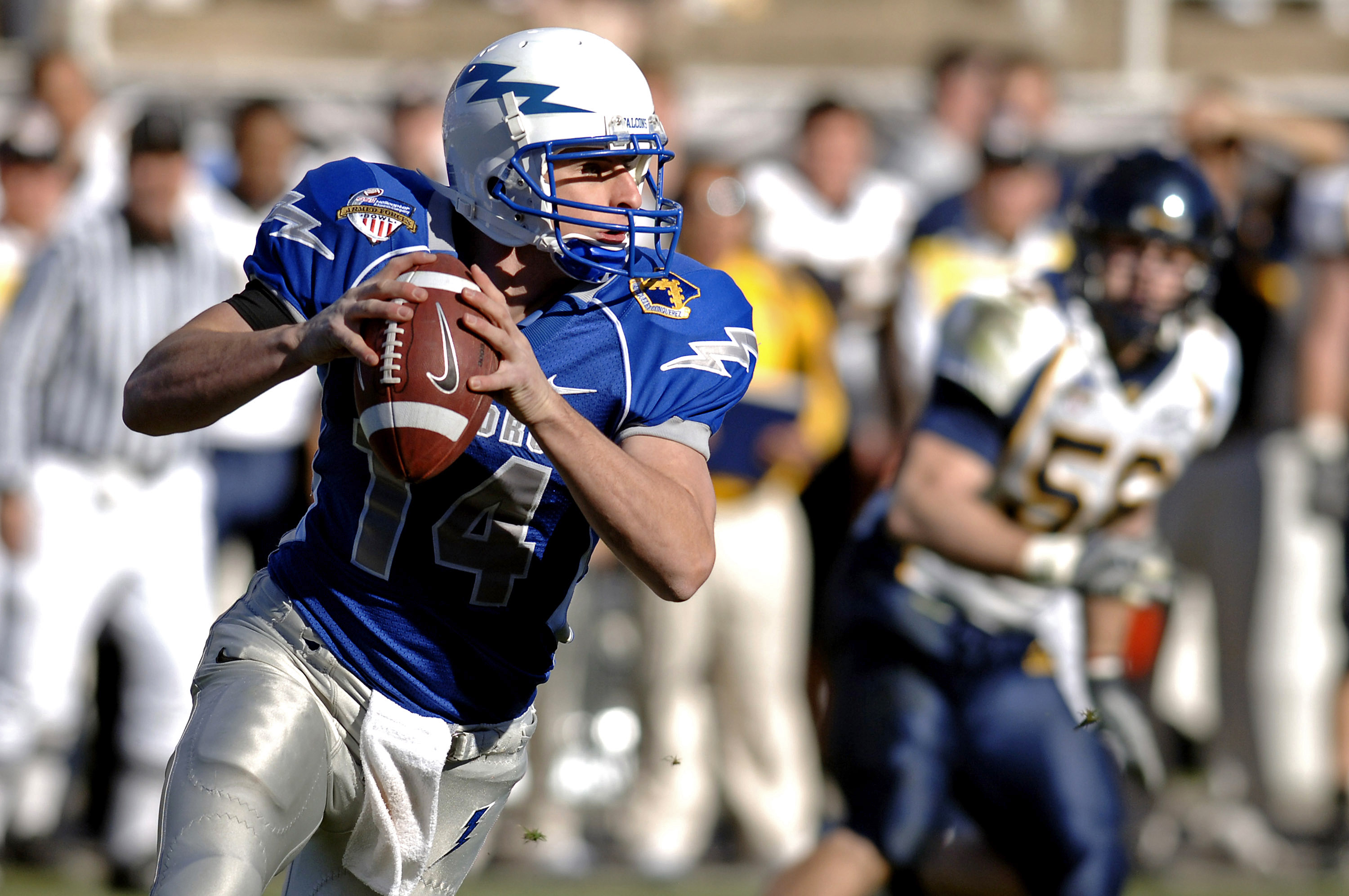
لاعب كرة قدم بفريق جامعي يتطلع للتمرير.

### الرياضة

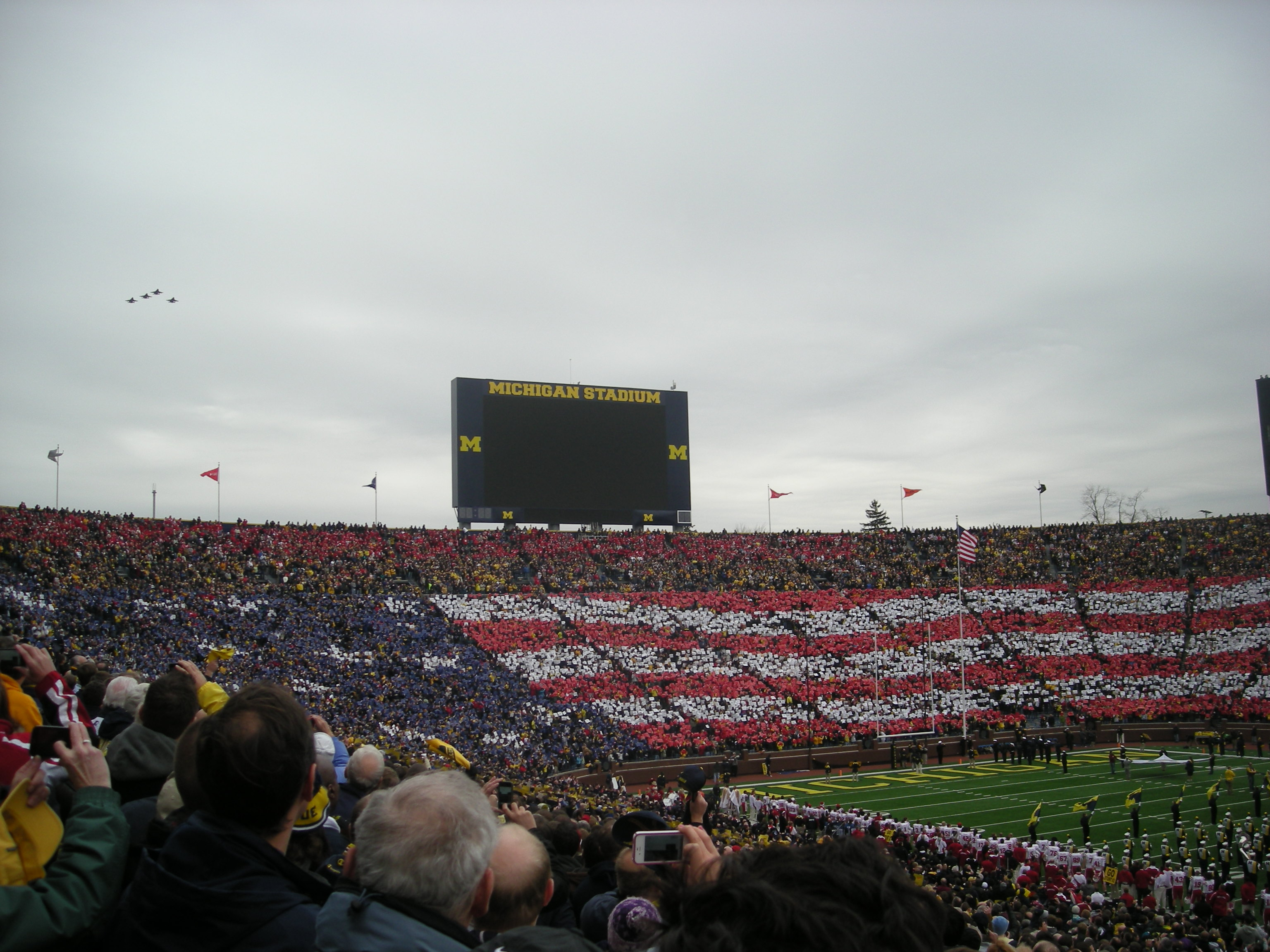
جماهير تصمم العلم الأمريكي بحمل كارتات صغيرة بالترتيب تتب قدم الطائرات بعد عزف النشيد الوطني بكرة القدم الأمريكية

منذ أواخر القرن التاسع عشر، تعتبر البيسبول الرياضة الوطنية حتى بعد تراجع شعبيتها لحساب كرة القدم الأمريكية. تحتل كرة السلة وهوكي الجليد المرتبة التالية بين رياضات الفرق ذات الشعبية بين الأمريكيين. تجتذب كرة القدم الأمريكية وكرة السلة الجامعية جمهوراً كبيراً وهي تابعة إلى الرابطة الوطنية لرياضة الجامعات. تعد كرة القدم الأمريكية حالياً أكثر أنواع الرياضة شعبية حيث يتابع الملايين من الأمريكان دوري كرة القدم الأمريكية المكون من 32 فريقاً ومباراته النهائية المسماة بالسوبر بول. تعد الملاكمة وسباق الخيل أكثر أنواع الرياضة الفردية مشاهدة، ولكنها استبدلت برياضة الغولف وسباق السيارات، لا سيما ناسكار. وإن شعبية كرة القدم في الولايات المتحدة بازدياد بسبب إنجازات الاتحاد الأمريكي لكرة القدم وخاصاً بعد أن حصل منتخب الولايات المتحدة لكرة القدم للرجال على المرتبة الثانية في كأس القارات 2009 وغيرها من الإنجازات على الصعيد القاري والدولي وأيضا بزداد شعبية الرياضة تفوق منتخب الولايات المتحدة الأمريكية لكرة القدم للسيدات حيث أن سيدات الولايات المتحدة في المركز الأول في تصنيف وترتيب الفيفا أيضاً يلعب كرة القدم الشباب والشابات كهواة. بالإضافة إلى التنس والسباحة حيث حصل سباحون وسباحات مثل مايكل فيلبس وريبيكا سوني على ميداليات ذهبية وبطولات عالمة بالإضافة إلى العديد من الرياضات التي تمارس في الهواء الطلق.
على الرغم من أن معظم الألعاب الرياضية الأمريكية الكبرى قد انشقت من ممارسات أوروبية، تعتبر كرة السلة والكرة الطائرة والتزلج على الجليد والتشجيع اختراعات أمريكية. انبثقت ألعاب اللاكروس وركوب الأمواج من أنشطة سكان هاواي وأمريكا الأصليين التي سبقت الاتصال بالأوروبيين. استضافت الولايات المتحدة ثمانية بطولات أولمبية. حصدت الولايات المتحدة 2,301 ميدالية في دورات الألعاب الأولمبية الصيفية، وهو أكثر من أي بلد آخر تحت اشراف اللجنة الأولمبية الأمريكية، و253 ميدالية في دورات الألعاب الأولمبية الشتوية، محتلة المركز الثاني من حيث عدد الميداليات.

### أنظمة القياس
تحتفظ الولايات المتحدة بوحداتها الخاصة والتي تعود إلى حد كبير إلى الوحدات الإمبراطورية البريطانية مثل الميل واليارد ودرجة فهرنهايت. أما الوحدات الأمريكية الخاصة فتشمل الغالون الأمريكي والباينت الأمريكي. الولايات المتحدة هي واحدة من ثلاث دول فقط لم تعتمد النظام الدولي للوحدات. مع ذلك، يتزايد استخدام النظام المتري في العلوم والطب والعديد من المجالات الصناعية.

## هوامش
1: الفدرالية: شكل من أشكال الحُكم تكون السلطات فيه مقسمة دستوريًا بين حكومة مركزية (أو حكومة فيدرالية أو اتحادية) ووحدات حكومية أصغر (في هذه الحالة، «ولايات»)، ويكون كلا المستويين المذكورين من الحكومة معتمد أحدهما على الآخر وتتقاسمان السيادة في الدولة. أما ما يخص الأقاليم والولايات فهي تعتبر وحدات دستورية لكل منها نظامها الأساسي الذي يحدد سلطاتها التشريعية والتنفيذية والقضائية ويكون وضع الحكم الذاتي للأقاليم، أو الجهات أو الولايات منصوصا عليه في دستور الدولة بحيث لا يمكن تغييره بقرار أحادي من الحكومة المركزية.
2: كلمة "State" الإنجليزية تعني بشكل أدق دولة، وفي الولايات المتحدة تمتلك كل ولاية قوانينها وحُكَّامها وعلمها وشعارها وحتى ثقافتها الخاصة، ما يجعل كلًا منها دولة مختلفة عن الأخرى. يجمع هذه الدول بعض العوامل المُشتركة مثل العملة المُوحَّدة (الدولار الأمريكي)، كما يوجد بعض الجهات الحكومية التي تعمل في جميع هذه الدول كالشرطة الفدرالية المعروفة باسم مكتب التحقيقات الفدرالي والذي تُعرف اختصارًا بالـF.B.I.

## الملاحظات
1. ↑  تبلغ مساحة الولايات المتحدة 3,531,900 ميل مربع (9,147,590 كم 2)، وهي ثالث أكبر دولة في العالم من حيث مساحة الأرض، بعد روسيا والصين. ومن حيث المساحة الإجمالية (الأرض والمياه)، فهي ثالث أكبر دولة، بعد روسيا وكندا، إذا تم تضمين مناطق المياه الساحلية والإقليمية. ومع ذلك، إذا تم تضمين مياهها الداخلية فقط (الخلجان والمضايق والأنهار والبحيرات والبحيرات العظمى)، فإن الولايات المتحدة هي رابع أكبر دولة، بعد روسيا وكندا والصين. تشمل المياه الساحلية/الإقليمية: 3,796,742 ميل مربع (9,833,517 كم 2)[2] تشمل المياه الداخلية فقط: 3,696,100 ميل مربع (9,572,900 كم 2 )[3]
2. ↑  Source: 2015 American Community Survey، مكتب تعداد الولايات المتحدة. Most respondents who speak a language other than English at home also report speaking English "well" or "very well". For the language groups listed above, the strongest English-language proficiency is among speakers of German (96% report that they speak English "well" or "very well"), followed by speakers of French (93.5%), Tagalog (92.8%), Spanish (74.1%), Korean (71.5%), Chinese (70.4%), and Vietnamese (66.9%).

## روابط إضافية

### الحكومة
- بوابة المواقع الحكومية
- الموقع الرسمي لمجلس النواب في الولايات المتحدة
- الموقع الرسمي لمجلس الشيوخ في الولايات المتحدة
- الموقع الرسمي لرئيس الولايات المتحدة
- الموقع الرسمي للمحكمة العليا في الولايات المتحدة

### لمحات عامة وبيانات
- بوابة المراجع وكالة الاستخبارات الأمريكية
- الموقع الرسمي لمكتبة الكونغرس بالولايات المتحدة،
- إحصاءات الملامح الديمغرافية الواردة من مكتب المراجع السكانية
- الخمسون ولاية للولايات المتحدة، معلومات مجمعة عن كل ولاية من خلال وصلات
- دليل للسفر للولايات المتحدة من ويكيترافل
- الولايات المتحدة من الموسوعة البريطانية
- الولايات المتحدة على مشروع الدليل المفتوح
- تعداد المساكن والإحصاءات الاقتصادية بالولايات المتحدة، وبيانات كثيرة من مكتب التعداد الأمريكي
- الموقع الرسمي لخدمات المواطنة والهجرة الأمريكية  الحكومية.
- صحائف وقائع الولايات المتحدة للسكان والعمالة والدخل، وبيانات عديدة من دائرة البحوث الاقتصادية بالولايات المتحدة
- ملامح الطاقة للدولة: الاقتصادية والبيئية والطاقة والبيانات الخاصة بكل ولاية من إدارة معلومات الطاقة بالولايات المتحدة

### التاريخ
- وثائق تاريخية تم تجميعها من قبل المركز القومي لبحوث السياسات العامة
- الشعارات الوطنية الأمريكية: التاريخ والتحليل الدستوري لاستشاري أونتاريو حول التسامح الديني
- وصلات تاريخية مجمعة عن الولايات المتحدة

### خرائط
- الأطلس الوطني للولايات المتحدة: خرائط رسمية من وزارة الداخلية
- رؤية الولايات المتحدة الأمريكية عن طريق ويكيمابيا (لا تنتمي إلى مؤسسة ويكيميديا)